# Variante Smyslov
Cet article utilise la notation algébrique pour décrire des coups du jeu d'échecs.
|   | a | b | c | d | e | f | g | h |   |
| 8 | Tour noire sur case blanche a8 · Fou noir sur case blanche c8 · Dame noire sur case noire d8 · gauche sur case blanche e8 · Tour noire sur case noire f8 · Roi noir sur case blanche g8 · Pion noir sur case noire c7 · Fou noir sur case noire e7 · Pion noir sur case blanche f7 · Pion noir sur case noire g7 · bas sur case blanche h7 · Pion noir sur case blanche a6 · Cavalier noir sur case blanche c6 · Pion noir sur case noire d6 · haut droite sur case blanche e6 · Cavalier noir sur case noire f6 · Pion sur case noire h6 · Pion noir sur case blanche b5 · haut droite sur case blanche d5 · Pion noir sur case noire e5 · cercle blanc sur case blanche f5 · croix blanche sur case noire g5 · haut droite sur case blanche c4 · Pion blanc sur case blanche e4 · Fou blanc sur case blanche b3 · Pion blanc sur case noire c3 · Cavalier blanc sur case blanche f3 · Pion blanc sur case blanche h3 · Pion blanc sur case blanche a2 · Pion blanc sur case noire b2 · Pion blanc sur case noire d2 · Pion blanc sur case noire f2 · Pion blanc sur case blanche g2 · Tour blanche sur case noire a1 · Cavalier blanc sur case blanche b1 · Fou blanc sur case noire c1 · Dame blanche sur case blanche d1 · Tour blanche sur case noire e1 · Roi blanc sur case noire g1 | Tour noire sur case blanche a8 · Fou noir sur case blanche c8 · Dame noire sur case noire d8 · gauche sur case blanche e8 · Tour noire sur case noire f8 · Roi noir sur case blanche g8 · Pion noir sur case noire c7 · Fou noir sur case noire e7 · Pion noir sur case blanche f7 · Pion noir sur case noire g7 · bas sur case blanche h7 · Pion noir sur case blanche a6 · Cavalier noir sur case blanche c6 · Pion noir sur case noire d6 · haut droite sur case blanche e6 · Cavalier noir sur case noire f6 · Pion sur case noire h6 · Pion noir sur case blanche b5 · haut droite sur case blanche d5 · Pion noir sur case noire e5 · cercle blanc sur case blanche f5 · croix blanche sur case noire g5 · haut droite sur case blanche c4 · Pion blanc sur case blanche e4 · Fou blanc sur case blanche b3 · Pion blanc sur case noire c3 · Cavalier blanc sur case blanche f3 · Pion blanc sur case blanche h3 · Pion blanc sur case blanche a2 · Pion blanc sur case noire b2 · Pion blanc sur case noire d2 · Pion blanc sur case noire f2 · Pion blanc sur case blanche g2 · Tour blanche sur case noire a1 · Cavalier blanc sur case blanche b1 · Fou blanc sur case noire c1 · Dame blanche sur case blanche d1 · Tour blanche sur case noire e1 · Roi blanc sur case noire g1 | Tour noire sur case blanche a8 · Fou noir sur case blanche c8 · Dame noire sur case noire d8 · gauche sur case blanche e8 · Tour noire sur case noire f8 · Roi noir sur case blanche g8 · Pion noir sur case noire c7 · Fou noir sur case noire e7 · Pion noir sur case blanche f7 · Pion noir sur case noire g7 · bas sur case blanche h7 · Pion noir sur case blanche a6 · Cavalier noir sur case blanche c6 · Pion noir sur case noire d6 · haut droite sur case blanche e6 · Cavalier noir sur case noire f6 · Pion sur case noire h6 · Pion noir sur case blanche b5 · haut droite sur case blanche d5 · Pion noir sur case noire e5 · cercle blanc sur case blanche f5 · croix blanche sur case noire g5 · haut droite sur case blanche c4 · Pion blanc sur case blanche e4 · Fou blanc sur case blanche b3 · Pion blanc sur case noire c3 · Cavalier blanc sur case blanche f3 · Pion blanc sur case blanche h3 · Pion blanc sur case blanche a2 · Pion blanc sur case noire b2 · Pion blanc sur case noire d2 · Pion blanc sur case noire f2 · Pion blanc sur case blanche g2 · Tour blanche sur case noire a1 · Cavalier blanc sur case blanche b1 · Fou blanc sur case noire c1 · Dame blanche sur case blanche d1 · Tour blanche sur case noire e1 · Roi blanc sur case noire g1 | Tour noire sur case blanche a8 · Fou noir sur case blanche c8 · Dame noire sur case noire d8 · gauche sur case blanche e8 · Tour noire sur case noire f8 · Roi noir sur case blanche g8 · Pion noir sur case noire c7 · Fou noir sur case noire e7 · Pion noir sur case blanche f7 · Pion noir sur case noire g7 · bas sur case blanche h7 · Pion noir sur case blanche a6 · Cavalier noir sur case blanche c6 · Pion noir sur case noire d6 · haut droite sur case blanche e6 · Cavalier noir sur case noire f6 · Pion sur case noire h6 · Pion noir sur case blanche b5 · haut droite sur case blanche d5 · Pion noir sur case noire e5 · cercle blanc sur case blanche f5 · croix blanche sur case noire g5 · haut droite sur case blanche c4 · Pion blanc sur case blanche e4 · Fou blanc sur case blanche b3 · Pion blanc sur case noire c3 · Cavalier blanc sur case blanche f3 · Pion blanc sur case blanche h3 · Pion blanc sur case blanche a2 · Pion blanc sur case noire b2 · Pion blanc sur case noire d2 · Pion blanc sur case noire f2 · Pion blanc sur case blanche g2 · Tour blanche sur case noire a1 · Cavalier blanc sur case blanche b1 · Fou blanc sur case noire c1 · Dame blanche sur case blanche d1 · Tour blanche sur case noire e1 · Roi blanc sur case noire g1 | Tour noire sur case blanche a8 · Fou noir sur case blanche c8 · Dame noire sur case noire d8 · gauche sur case blanche e8 · Tour noire sur case noire f8 · Roi noir sur case blanche g8 · Pion noir sur case noire c7 · Fou noir sur case noire e7 · Pion noir sur case blanche f7 · Pion noir sur case noire g7 · bas sur case blanche h7 · Pion noir sur case blanche a6 · Cavalier noir sur case blanche c6 · Pion noir sur case noire d6 · haut droite sur case blanche e6 · Cavalier noir sur case noire f6 · Pion sur case noire h6 · Pion noir sur case blanche b5 · haut droite sur case blanche d5 · Pion noir sur case noire e5 · cercle blanc sur case blanche f5 · croix blanche sur case noire g5 · haut droite sur case blanche c4 · Pion blanc sur case blanche e4 · Fou blanc sur case blanche b3 · Pion blanc sur case noire c3 · Cavalier blanc sur case blanche f3 · Pion blanc sur case blanche h3 · Pion blanc sur case blanche a2 · Pion blanc sur case noire b2 · Pion blanc sur case noire d2 · Pion blanc sur case noire f2 · Pion blanc sur case blanche g2 · Tour blanche sur case noire a1 · Cavalier blanc sur case blanche b1 · Fou blanc sur case noire c1 · Dame blanche sur case blanche d1 · Tour blanche sur case noire e1 · Roi blanc sur case noire g1 | Tour noire sur case blanche a8 · Fou noir sur case blanche c8 · Dame noire sur case noire d8 · gauche sur case blanche e8 · Tour noire sur case noire f8 · Roi noir sur case blanche g8 · Pion noir sur case noire c7 · Fou noir sur case noire e7 · Pion noir sur case blanche f7 · Pion noir sur case noire g7 · bas sur case blanche h7 · Pion noir sur case blanche a6 · Cavalier noir sur case blanche c6 · Pion noir sur case noire d6 · haut droite sur case blanche e6 · Cavalier noir sur case noire f6 · Pion sur case noire h6 · Pion noir sur case blanche b5 · haut droite sur case blanche d5 · Pion noir sur case noire e5 · cercle blanc sur case blanche f5 · croix blanche sur case noire g5 · haut droite sur case blanche c4 · Pion blanc sur case blanche e4 · Fou blanc sur case blanche b3 · Pion blanc sur case noire c3 · Cavalier blanc sur case blanche f3 · Pion blanc sur case blanche h3 · Pion blanc sur case blanche a2 · Pion blanc sur case noire b2 · Pion blanc sur case noire d2 · Pion blanc sur case noire f2 · Pion blanc sur case blanche g2 · Tour blanche sur case noire a1 · Cavalier blanc sur case blanche b1 · Fou blanc sur case noire c1 · Dame blanche sur case blanche d1 · Tour blanche sur case noire e1 · Roi blanc sur case noire g1 | Tour noire sur case blanche a8 · Fou noir sur case blanche c8 · Dame noire sur case noire d8 · gauche sur case blanche e8 · Tour noire sur case noire f8 · Roi noir sur case blanche g8 · Pion noir sur case noire c7 · Fou noir sur case noire e7 · Pion noir sur case blanche f7 · Pion noir sur case noire g7 · bas sur case blanche h7 · Pion noir sur case blanche a6 · Cavalier noir sur case blanche c6 · Pion noir sur case noire d6 · haut droite sur case blanche e6 · Cavalier noir sur case noire f6 · Pion sur case noire h6 · Pion noir sur case blanche b5 · haut droite sur case blanche d5 · Pion noir sur case noire e5 · cercle blanc sur case blanche f5 · croix blanche sur case noire g5 · haut droite sur case blanche c4 · Pion blanc sur case blanche e4 · Fou blanc sur case blanche b3 · Pion blanc sur case noire c3 · Cavalier blanc sur case blanche f3 · Pion blanc sur case blanche h3 · Pion blanc sur case blanche a2 · Pion blanc sur case noire b2 · Pion blanc sur case noire d2 · Pion blanc sur case noire f2 · Pion blanc sur case blanche g2 · Tour blanche sur case noire a1 · Cavalier blanc sur case blanche b1 · Fou blanc sur case noire c1 · Dame blanche sur case blanche d1 · Tour blanche sur case noire e1 · Roi blanc sur case noire g1 | Tour noire sur case blanche a8 · Fou noir sur case blanche c8 · Dame noire sur case noire d8 · gauche sur case blanche e8 · Tour noire sur case noire f8 · Roi noir sur case blanche g8 · Pion noir sur case noire c7 · Fou noir sur case noire e7 · Pion noir sur case blanche f7 · Pion noir sur case noire g7 · bas sur case blanche h7 · Pion noir sur case blanche a6 · Cavalier noir sur case blanche c6 · Pion noir sur case noire d6 · haut droite sur case blanche e6 · Cavalier noir sur case noire f6 · Pion sur case noire h6 · Pion noir sur case blanche b5 · haut droite sur case blanche d5 · Pion noir sur case noire e5 · cercle blanc sur case blanche f5 · croix blanche sur case noire g5 · haut droite sur case blanche c4 · Pion blanc sur case blanche e4 · Fou blanc sur case blanche b3 · Pion blanc sur case noire c3 · Cavalier blanc sur case blanche f3 · Pion blanc sur case blanche h3 · Pion blanc sur case blanche a2 · Pion blanc sur case noire b2 · Pion blanc sur case noire d2 · Pion blanc sur case noire f2 · Pion blanc sur case blanche g2 · Tour blanche sur case noire a1 · Cavalier blanc sur case blanche b1 · Fou blanc sur case noire c1 · Dame blanche sur case blanche d1 · Tour blanche sur case noire e1 · Roi blanc sur case noire g1 | 8 |
| 7 | Tour noire sur case blanche a8 · Fou noir sur case blanche c8 · Dame noire sur case noire d8 · gauche sur case blanche e8 · Tour noire sur case noire f8 · Roi noir sur case blanche g8 · Pion noir sur case noire c7 · Fou noir sur case noire e7 · Pion noir sur case blanche f7 · Pion noir sur case noire g7 · bas sur case blanche h7 · Pion noir sur case blanche a6 · Cavalier noir sur case blanche c6 · Pion noir sur case noire d6 · haut droite sur case blanche e6 · Cavalier noir sur case noire f6 · Pion sur case noire h6 · Pion noir sur case blanche b5 · haut droite sur case blanche d5 · Pion noir sur case noire e5 · cercle blanc sur case blanche f5 · croix blanche sur case noire g5 · haut droite sur case blanche c4 · Pion blanc sur case blanche e4 · Fou blanc sur case blanche b3 · Pion blanc sur case noire c3 · Cavalier blanc sur case blanche f3 · Pion blanc sur case blanche h3 · Pion blanc sur case blanche a2 · Pion blanc sur case noire b2 · Pion blanc sur case noire d2 · Pion blanc sur case noire f2 · Pion blanc sur case blanche g2 · Tour blanche sur case noire a1 · Cavalier blanc sur case blanche b1 · Fou blanc sur case noire c1 · Dame blanche sur case blanche d1 · Tour blanche sur case noire e1 · Roi blanc sur case noire g1 | Tour noire sur case blanche a8 · Fou noir sur case blanche c8 · Dame noire sur case noire d8 · gauche sur case blanche e8 · Tour noire sur case noire f8 · Roi noir sur case blanche g8 · Pion noir sur case noire c7 · Fou noir sur case noire e7 · Pion noir sur case blanche f7 · Pion noir sur case noire g7 · bas sur case blanche h7 · Pion noir sur case blanche a6 · Cavalier noir sur case blanche c6 · Pion noir sur case noire d6 · haut droite sur case blanche e6 · Cavalier noir sur case noire f6 · Pion sur case noire h6 · Pion noir sur case blanche b5 · haut droite sur case blanche d5 · Pion noir sur case noire e5 · cercle blanc sur case blanche f5 · croix blanche sur case noire g5 · haut droite sur case blanche c4 · Pion blanc sur case blanche e4 · Fou blanc sur case blanche b3 · Pion blanc sur case noire c3 · Cavalier blanc sur case blanche f3 · Pion blanc sur case blanche h3 · Pion blanc sur case blanche a2 · Pion blanc sur case noire b2 · Pion blanc sur case noire d2 · Pion blanc sur case noire f2 · Pion blanc sur case blanche g2 · Tour blanche sur case noire a1 · Cavalier blanc sur case blanche b1 · Fou blanc sur case noire c1 · Dame blanche sur case blanche d1 · Tour blanche sur case noire e1 · Roi blanc sur case noire g1 | Tour noire sur case blanche a8 · Fou noir sur case blanche c8 · Dame noire sur case noire d8 · gauche sur case blanche e8 · Tour noire sur case noire f8 · Roi noir sur case blanche g8 · Pion noir sur case noire c7 · Fou noir sur case noire e7 · Pion noir sur case blanche f7 · Pion noir sur case noire g7 · bas sur case blanche h7 · Pion noir sur case blanche a6 · Cavalier noir sur case blanche c6 · Pion noir sur case noire d6 · haut droite sur case blanche e6 · Cavalier noir sur case noire f6 · Pion sur case noire h6 · Pion noir sur case blanche b5 · haut droite sur case blanche d5 · Pion noir sur case noire e5 · cercle blanc sur case blanche f5 · croix blanche sur case noire g5 · haut droite sur case blanche c4 · Pion blanc sur case blanche e4 · Fou blanc sur case blanche b3 · Pion blanc sur case noire c3 · Cavalier blanc sur case blanche f3 · Pion blanc sur case blanche h3 · Pion blanc sur case blanche a2 · Pion blanc sur case noire b2 · Pion blanc sur case noire d2 · Pion blanc sur case noire f2 · Pion blanc sur case blanche g2 · Tour blanche sur case noire a1 · Cavalier blanc sur case blanche b1 · Fou blanc sur case noire c1 · Dame blanche sur case blanche d1 · Tour blanche sur case noire e1 · Roi blanc sur case noire g1 | Tour noire sur case blanche a8 · Fou noir sur case blanche c8 · Dame noire sur case noire d8 · gauche sur case blanche e8 · Tour noire sur case noire f8 · Roi noir sur case blanche g8 · Pion noir sur case noire c7 · Fou noir sur case noire e7 · Pion noir sur case blanche f7 · Pion noir sur case noire g7 · bas sur case blanche h7 · Pion noir sur case blanche a6 · Cavalier noir sur case blanche c6 · Pion noir sur case noire d6 · haut droite sur case blanche e6 · Cavalier noir sur case noire f6 · Pion sur case noire h6 · Pion noir sur case blanche b5 · haut droite sur case blanche d5 · Pion noir sur case noire e5 · cercle blanc sur case blanche f5 · croix blanche sur case noire g5 · haut droite sur case blanche c4 · Pion blanc sur case blanche e4 · Fou blanc sur case blanche b3 · Pion blanc sur case noire c3 · Cavalier blanc sur case blanche f3 · Pion blanc sur case blanche h3 · Pion blanc sur case blanche a2 · Pion blanc sur case noire b2 · Pion blanc sur case noire d2 · Pion blanc sur case noire f2 · Pion blanc sur case blanche g2 · Tour blanche sur case noire a1 · Cavalier blanc sur case blanche b1 · Fou blanc sur case noire c1 · Dame blanche sur case blanche d1 · Tour blanche sur case noire e1 · Roi blanc sur case noire g1 | Tour noire sur case blanche a8 · Fou noir sur case blanche c8 · Dame noire sur case noire d8 · gauche sur case blanche e8 · Tour noire sur case noire f8 · Roi noir sur case blanche g8 · Pion noir sur case noire c7 · Fou noir sur case noire e7 · Pion noir sur case blanche f7 · Pion noir sur case noire g7 · bas sur case blanche h7 · Pion noir sur case blanche a6 · Cavalier noir sur case blanche c6 · Pion noir sur case noire d6 · haut droite sur case blanche e6 · Cavalier noir sur case noire f6 · Pion sur case noire h6 · Pion noir sur case blanche b5 · haut droite sur case blanche d5 · Pion noir sur case noire e5 · cercle blanc sur case blanche f5 · croix blanche sur case noire g5 · haut droite sur case blanche c4 · Pion blanc sur case blanche e4 · Fou blanc sur case blanche b3 · Pion blanc sur case noire c3 · Cavalier blanc sur case blanche f3 · Pion blanc sur case blanche h3 · Pion blanc sur case blanche a2 · Pion blanc sur case noire b2 · Pion blanc sur case noire d2 · Pion blanc sur case noire f2 · Pion blanc sur case blanche g2 · Tour blanche sur case noire a1 · Cavalier blanc sur case blanche b1 · Fou blanc sur case noire c1 · Dame blanche sur case blanche d1 · Tour blanche sur case noire e1 · Roi blanc sur case noire g1 | Tour noire sur case blanche a8 · Fou noir sur case blanche c8 · Dame noire sur case noire d8 · gauche sur case blanche e8 · Tour noire sur case noire f8 · Roi noir sur case blanche g8 · Pion noir sur case noire c7 · Fou noir sur case noire e7 · Pion noir sur case blanche f7 · Pion noir sur case noire g7 · bas sur case blanche h7 · Pion noir sur case blanche a6 · Cavalier noir sur case blanche c6 · Pion noir sur case noire d6 · haut droite sur case blanche e6 · Cavalier noir sur case noire f6 · Pion sur case noire h6 · Pion noir sur case blanche b5 · haut droite sur case blanche d5 · Pion noir sur case noire e5 · cercle blanc sur case blanche f5 · croix blanche sur case noire g5 · haut droite sur case blanche c4 · Pion blanc sur case blanche e4 · Fou blanc sur case blanche b3 · Pion blanc sur case noire c3 · Cavalier blanc sur case blanche f3 · Pion blanc sur case blanche h3 · Pion blanc sur case blanche a2 · Pion blanc sur case noire b2 · Pion blanc sur case noire d2 · Pion blanc sur case noire f2 · Pion blanc sur case blanche g2 · Tour blanche sur case noire a1 · Cavalier blanc sur case blanche b1 · Fou blanc sur case noire c1 · Dame blanche sur case blanche d1 · Tour blanche sur case noire e1 · Roi blanc sur case noire g1 | Tour noire sur case blanche a8 · Fou noir sur case blanche c8 · Dame noire sur case noire d8 · gauche sur case blanche e8 · Tour noire sur case noire f8 · Roi noir sur case blanche g8 · Pion noir sur case noire c7 · Fou noir sur case noire e7 · Pion noir sur case blanche f7 · Pion noir sur case noire g7 · bas sur case blanche h7 · Pion noir sur case blanche a6 · Cavalier noir sur case blanche c6 · Pion noir sur case noire d6 · haut droite sur case blanche e6 · Cavalier noir sur case noire f6 · Pion sur case noire h6 · Pion noir sur case blanche b5 · haut droite sur case blanche d5 · Pion noir sur case noire e5 · cercle blanc sur case blanche f5 · croix blanche sur case noire g5 · haut droite sur case blanche c4 · Pion blanc sur case blanche e4 · Fou blanc sur case blanche b3 · Pion blanc sur case noire c3 · Cavalier blanc sur case blanche f3 · Pion blanc sur case blanche h3 · Pion blanc sur case blanche a2 · Pion blanc sur case noire b2 · Pion blanc sur case noire d2 · Pion blanc sur case noire f2 · Pion blanc sur case blanche g2 · Tour blanche sur case noire a1 · Cavalier blanc sur case blanche b1 · Fou blanc sur case noire c1 · Dame blanche sur case blanche d1 · Tour blanche sur case noire e1 · Roi blanc sur case noire g1 | Tour noire sur case blanche a8 · Fou noir sur case blanche c8 · Dame noire sur case noire d8 · gauche sur case blanche e8 · Tour noire sur case noire f8 · Roi noir sur case blanche g8 · Pion noir sur case noire c7 · Fou noir sur case noire e7 · Pion noir sur case blanche f7 · Pion noir sur case noire g7 · bas sur case blanche h7 · Pion noir sur case blanche a6 · Cavalier noir sur case blanche c6 · Pion noir sur case noire d6 · haut droite sur case blanche e6 · Cavalier noir sur case noire f6 · Pion sur case noire h6 · Pion noir sur case blanche b5 · haut droite sur case blanche d5 · Pion noir sur case noire e5 · cercle blanc sur case blanche f5 · croix blanche sur case noire g5 · haut droite sur case blanche c4 · Pion blanc sur case blanche e4 · Fou blanc sur case blanche b3 · Pion blanc sur case noire c3 · Cavalier blanc sur case blanche f3 · Pion blanc sur case blanche h3 · Pion blanc sur case blanche a2 · Pion blanc sur case noire b2 · Pion blanc sur case noire d2 · Pion blanc sur case noire f2 · Pion blanc sur case blanche g2 · Tour blanche sur case noire a1 · Cavalier blanc sur case blanche b1 · Fou blanc sur case noire c1 · Dame blanche sur case blanche d1 · Tour blanche sur case noire e1 · Roi blanc sur case noire g1 | 7 |
| 6 | Tour noire sur case blanche a8 · Fou noir sur case blanche c8 · Dame noire sur case noire d8 · gauche sur case blanche e8 · Tour noire sur case noire f8 · Roi noir sur case blanche g8 · Pion noir sur case noire c7 · Fou noir sur case noire e7 · Pion noir sur case blanche f7 · Pion noir sur case noire g7 · bas sur case blanche h7 · Pion noir sur case blanche a6 · Cavalier noir sur case blanche c6 · Pion noir sur case noire d6 · haut droite sur case blanche e6 · Cavalier noir sur case noire f6 · Pion sur case noire h6 · Pion noir sur case blanche b5 · haut droite sur case blanche d5 · Pion noir sur case noire e5 · cercle blanc sur case blanche f5 · croix blanche sur case noire g5 · haut droite sur case blanche c4 · Pion blanc sur case blanche e4 · Fou blanc sur case blanche b3 · Pion blanc sur case noire c3 · Cavalier blanc sur case blanche f3 · Pion blanc sur case blanche h3 · Pion blanc sur case blanche a2 · Pion blanc sur case noire b2 · Pion blanc sur case noire d2 · Pion blanc sur case noire f2 · Pion blanc sur case blanche g2 · Tour blanche sur case noire a1 · Cavalier blanc sur case blanche b1 · Fou blanc sur case noire c1 · Dame blanche sur case blanche d1 · Tour blanche sur case noire e1 · Roi blanc sur case noire g1 | Tour noire sur case blanche a8 · Fou noir sur case blanche c8 · Dame noire sur case noire d8 · gauche sur case blanche e8 · Tour noire sur case noire f8 · Roi noir sur case blanche g8 · Pion noir sur case noire c7 · Fou noir sur case noire e7 · Pion noir sur case blanche f7 · Pion noir sur case noire g7 · bas sur case blanche h7 · Pion noir sur case blanche a6 · Cavalier noir sur case blanche c6 · Pion noir sur case noire d6 · haut droite sur case blanche e6 · Cavalier noir sur case noire f6 · Pion sur case noire h6 · Pion noir sur case blanche b5 · haut droite sur case blanche d5 · Pion noir sur case noire e5 · cercle blanc sur case blanche f5 · croix blanche sur case noire g5 · haut droite sur case blanche c4 · Pion blanc sur case blanche e4 · Fou blanc sur case blanche b3 · Pion blanc sur case noire c3 · Cavalier blanc sur case blanche f3 · Pion blanc sur case blanche h3 · Pion blanc sur case blanche a2 · Pion blanc sur case noire b2 · Pion blanc sur case noire d2 · Pion blanc sur case noire f2 · Pion blanc sur case blanche g2 · Tour blanche sur case noire a1 · Cavalier blanc sur case blanche b1 · Fou blanc sur case noire c1 · Dame blanche sur case blanche d1 · Tour blanche sur case noire e1 · Roi blanc sur case noire g1 | Tour noire sur case blanche a8 · Fou noir sur case blanche c8 · Dame noire sur case noire d8 · gauche sur case blanche e8 · Tour noire sur case noire f8 · Roi noir sur case blanche g8 · Pion noir sur case noire c7 · Fou noir sur case noire e7 · Pion noir sur case blanche f7 · Pion noir sur case noire g7 · bas sur case blanche h7 · Pion noir sur case blanche a6 · Cavalier noir sur case blanche c6 · Pion noir sur case noire d6 · haut droite sur case blanche e6 · Cavalier noir sur case noire f6 · Pion sur case noire h6 · Pion noir sur case blanche b5 · haut droite sur case blanche d5 · Pion noir sur case noire e5 · cercle blanc sur case blanche f5 · croix blanche sur case noire g5 · haut droite sur case blanche c4 · Pion blanc sur case blanche e4 · Fou blanc sur case blanche b3 · Pion blanc sur case noire c3 · Cavalier blanc sur case blanche f3 · Pion blanc sur case blanche h3 · Pion blanc sur case blanche a2 · Pion blanc sur case noire b2 · Pion blanc sur case noire d2 · Pion blanc sur case noire f2 · Pion blanc sur case blanche g2 · Tour blanche sur case noire a1 · Cavalier blanc sur case blanche b1 · Fou blanc sur case noire c1 · Dame blanche sur case blanche d1 · Tour blanche sur case noire e1 · Roi blanc sur case noire g1 | Tour noire sur case blanche a8 · Fou noir sur case blanche c8 · Dame noire sur case noire d8 · gauche sur case blanche e8 · Tour noire sur case noire f8 · Roi noir sur case blanche g8 · Pion noir sur case noire c7 · Fou noir sur case noire e7 · Pion noir sur case blanche f7 · Pion noir sur case noire g7 · bas sur case blanche h7 · Pion noir sur case blanche a6 · Cavalier noir sur case blanche c6 · Pion noir sur case noire d6 · haut droite sur case blanche e6 · Cavalier noir sur case noire f6 · Pion sur case noire h6 · Pion noir sur case blanche b5 · haut droite sur case blanche d5 · Pion noir sur case noire e5 · cercle blanc sur case blanche f5 · croix blanche sur case noire g5 · haut droite sur case blanche c4 · Pion blanc sur case blanche e4 · Fou blanc sur case blanche b3 · Pion blanc sur case noire c3 · Cavalier blanc sur case blanche f3 · Pion blanc sur case blanche h3 · Pion blanc sur case blanche a2 · Pion blanc sur case noire b2 · Pion blanc sur case noire d2 · Pion blanc sur case noire f2 · Pion blanc sur case blanche g2 · Tour blanche sur case noire a1 · Cavalier blanc sur case blanche b1 · Fou blanc sur case noire c1 · Dame blanche sur case blanche d1 · Tour blanche sur case noire e1 · Roi blanc sur case noire g1 | Tour noire sur case blanche a8 · Fou noir sur case blanche c8 · Dame noire sur case noire d8 · gauche sur case blanche e8 · Tour noire sur case noire f8 · Roi noir sur case blanche g8 · Pion noir sur case noire c7 · Fou noir sur case noire e7 · Pion noir sur case blanche f7 · Pion noir sur case noire g7 · bas sur case blanche h7 · Pion noir sur case blanche a6 · Cavalier noir sur case blanche c6 · Pion noir sur case noire d6 · haut droite sur case blanche e6 · Cavalier noir sur case noire f6 · Pion sur case noire h6 · Pion noir sur case blanche b5 · haut droite sur case blanche d5 · Pion noir sur case noire e5 · cercle blanc sur case blanche f5 · croix blanche sur case noire g5 · haut droite sur case blanche c4 · Pion blanc sur case blanche e4 · Fou blanc sur case blanche b3 · Pion blanc sur case noire c3 · Cavalier blanc sur case blanche f3 · Pion blanc sur case blanche h3 · Pion blanc sur case blanche a2 · Pion blanc sur case noire b2 · Pion blanc sur case noire d2 · Pion blanc sur case noire f2 · Pion blanc sur case blanche g2 · Tour blanche sur case noire a1 · Cavalier blanc sur case blanche b1 · Fou blanc sur case noire c1 · Dame blanche sur case blanche d1 · Tour blanche sur case noire e1 · Roi blanc sur case noire g1 | Tour noire sur case blanche a8 · Fou noir sur case blanche c8 · Dame noire sur case noire d8 · gauche sur case blanche e8 · Tour noire sur case noire f8 · Roi noir sur case blanche g8 · Pion noir sur case noire c7 · Fou noir sur case noire e7 · Pion noir sur case blanche f7 · Pion noir sur case noire g7 · bas sur case blanche h7 · Pion noir sur case blanche a6 · Cavalier noir sur case blanche c6 · Pion noir sur case noire d6 · haut droite sur case blanche e6 · Cavalier noir sur case noire f6 · Pion sur case noire h6 · Pion noir sur case blanche b5 · haut droite sur case blanche d5 · Pion noir sur case noire e5 · cercle blanc sur case blanche f5 · croix blanche sur case noire g5 · haut droite sur case blanche c4 · Pion blanc sur case blanche e4 · Fou blanc sur case blanche b3 · Pion blanc sur case noire c3 · Cavalier blanc sur case blanche f3 · Pion blanc sur case blanche h3 · Pion blanc sur case blanche a2 · Pion blanc sur case noire b2 · Pion blanc sur case noire d2 · Pion blanc sur case noire f2 · Pion blanc sur case blanche g2 · Tour blanche sur case noire a1 · Cavalier blanc sur case blanche b1 · Fou blanc sur case noire c1 · Dame blanche sur case blanche d1 · Tour blanche sur case noire e1 · Roi blanc sur case noire g1 | Tour noire sur case blanche a8 · Fou noir sur case blanche c8 · Dame noire sur case noire d8 · gauche sur case blanche e8 · Tour noire sur case noire f8 · Roi noir sur case blanche g8 · Pion noir sur case noire c7 · Fou noir sur case noire e7 · Pion noir sur case blanche f7 · Pion noir sur case noire g7 · bas sur case blanche h7 · Pion noir sur case blanche a6 · Cavalier noir sur case blanche c6 · Pion noir sur case noire d6 · haut droite sur case blanche e6 · Cavalier noir sur case noire f6 · Pion sur case noire h6 · Pion noir sur case blanche b5 · haut droite sur case blanche d5 · Pion noir sur case noire e5 · cercle blanc sur case blanche f5 · croix blanche sur case noire g5 · haut droite sur case blanche c4 · Pion blanc sur case blanche e4 · Fou blanc sur case blanche b3 · Pion blanc sur case noire c3 · Cavalier blanc sur case blanche f3 · Pion blanc sur case blanche h3 · Pion blanc sur case blanche a2 · Pion blanc sur case noire b2 · Pion blanc sur case noire d2 · Pion blanc sur case noire f2 · Pion blanc sur case blanche g2 · Tour blanche sur case noire a1 · Cavalier blanc sur case blanche b1 · Fou blanc sur case noire c1 · Dame blanche sur case blanche d1 · Tour blanche sur case noire e1 · Roi blanc sur case noire g1 | Tour noire sur case blanche a8 · Fou noir sur case blanche c8 · Dame noire sur case noire d8 · gauche sur case blanche e8 · Tour noire sur case noire f8 · Roi noir sur case blanche g8 · Pion noir sur case noire c7 · Fou noir sur case noire e7 · Pion noir sur case blanche f7 · Pion noir sur case noire g7 · bas sur case blanche h7 · Pion noir sur case blanche a6 · Cavalier noir sur case blanche c6 · Pion noir sur case noire d6 · haut droite sur case blanche e6 · Cavalier noir sur case noire f6 · Pion sur case noire h6 · Pion noir sur case blanche b5 · haut droite sur case blanche d5 · Pion noir sur case noire e5 · cercle blanc sur case blanche f5 · croix blanche sur case noire g5 · haut droite sur case blanche c4 · Pion blanc sur case blanche e4 · Fou blanc sur case blanche b3 · Pion blanc sur case noire c3 · Cavalier blanc sur case blanche f3 · Pion blanc sur case blanche h3 · Pion blanc sur case blanche a2 · Pion blanc sur case noire b2 · Pion blanc sur case noire d2 · Pion blanc sur case noire f2 · Pion blanc sur case blanche g2 · Tour blanche sur case noire a1 · Cavalier blanc sur case blanche b1 · Fou blanc sur case noire c1 · Dame blanche sur case blanche d1 · Tour blanche sur case noire e1 · Roi blanc sur case noire g1 | 6 |
| 5 | Tour noire sur case blanche a8 · Fou noir sur case blanche c8 · Dame noire sur case noire d8 · gauche sur case blanche e8 · Tour noire sur case noire f8 · Roi noir sur case blanche g8 · Pion noir sur case noire c7 · Fou noir sur case noire e7 · Pion noir sur case blanche f7 · Pion noir sur case noire g7 · bas sur case blanche h7 · Pion noir sur case blanche a6 · Cavalier noir sur case blanche c6 · Pion noir sur case noire d6 · haut droite sur case blanche e6 · Cavalier noir sur case noire f6 · Pion sur case noire h6 · Pion noir sur case blanche b5 · haut droite sur case blanche d5 · Pion noir sur case noire e5 · cercle blanc sur case blanche f5 · croix blanche sur case noire g5 · haut droite sur case blanche c4 · Pion blanc sur case blanche e4 · Fou blanc sur case blanche b3 · Pion blanc sur case noire c3 · Cavalier blanc sur case blanche f3 · Pion blanc sur case blanche h3 · Pion blanc sur case blanche a2 · Pion blanc sur case noire b2 · Pion blanc sur case noire d2 · Pion blanc sur case noire f2 · Pion blanc sur case blanche g2 · Tour blanche sur case noire a1 · Cavalier blanc sur case blanche b1 · Fou blanc sur case noire c1 · Dame blanche sur case blanche d1 · Tour blanche sur case noire e1 · Roi blanc sur case noire g1 | Tour noire sur case blanche a8 · Fou noir sur case blanche c8 · Dame noire sur case noire d8 · gauche sur case blanche e8 · Tour noire sur case noire f8 · Roi noir sur case blanche g8 · Pion noir sur case noire c7 · Fou noir sur case noire e7 · Pion noir sur case blanche f7 · Pion noir sur case noire g7 · bas sur case blanche h7 · Pion noir sur case blanche a6 · Cavalier noir sur case blanche c6 · Pion noir sur case noire d6 · haut droite sur case blanche e6 · Cavalier noir sur case noire f6 · Pion sur case noire h6 · Pion noir sur case blanche b5 · haut droite sur case blanche d5 · Pion noir sur case noire e5 · cercle blanc sur case blanche f5 · croix blanche sur case noire g5 · haut droite sur case blanche c4 · Pion blanc sur case blanche e4 · Fou blanc sur case blanche b3 · Pion blanc sur case noire c3 · Cavalier blanc sur case blanche f3 · Pion blanc sur case blanche h3 · Pion blanc sur case blanche a2 · Pion blanc sur case noire b2 · Pion blanc sur case noire d2 · Pion blanc sur case noire f2 · Pion blanc sur case blanche g2 · Tour blanche sur case noire a1 · Cavalier blanc sur case blanche b1 · Fou blanc sur case noire c1 · Dame blanche sur case blanche d1 · Tour blanche sur case noire e1 · Roi blanc sur case noire g1 | Tour noire sur case blanche a8 · Fou noir sur case blanche c8 · Dame noire sur case noire d8 · gauche sur case blanche e8 · Tour noire sur case noire f8 · Roi noir sur case blanche g8 · Pion noir sur case noire c7 · Fou noir sur case noire e7 · Pion noir sur case blanche f7 · Pion noir sur case noire g7 · bas sur case blanche h7 · Pion noir sur case blanche a6 · Cavalier noir sur case blanche c6 · Pion noir sur case noire d6 · haut droite sur case blanche e6 · Cavalier noir sur case noire f6 · Pion sur case noire h6 · Pion noir sur case blanche b5 · haut droite sur case blanche d5 · Pion noir sur case noire e5 · cercle blanc sur case blanche f5 · croix blanche sur case noire g5 · haut droite sur case blanche c4 · Pion blanc sur case blanche e4 · Fou blanc sur case blanche b3 · Pion blanc sur case noire c3 · Cavalier blanc sur case blanche f3 · Pion blanc sur case blanche h3 · Pion blanc sur case blanche a2 · Pion blanc sur case noire b2 · Pion blanc sur case noire d2 · Pion blanc sur case noire f2 · Pion blanc sur case blanche g2 · Tour blanche sur case noire a1 · Cavalier blanc sur case blanche b1 · Fou blanc sur case noire c1 · Dame blanche sur case blanche d1 · Tour blanche sur case noire e1 · Roi blanc sur case noire g1 | Tour noire sur case blanche a8 · Fou noir sur case blanche c8 · Dame noire sur case noire d8 · gauche sur case blanche e8 · Tour noire sur case noire f8 · Roi noir sur case blanche g8 · Pion noir sur case noire c7 · Fou noir sur case noire e7 · Pion noir sur case blanche f7 · Pion noir sur case noire g7 · bas sur case blanche h7 · Pion noir sur case blanche a6 · Cavalier noir sur case blanche c6 · Pion noir sur case noire d6 · haut droite sur case blanche e6 · Cavalier noir sur case noire f6 · Pion sur case noire h6 · Pion noir sur case blanche b5 · haut droite sur case blanche d5 · Pion noir sur case noire e5 · cercle blanc sur case blanche f5 · croix blanche sur case noire g5 · haut droite sur case blanche c4 · Pion blanc sur case blanche e4 · Fou blanc sur case blanche b3 · Pion blanc sur case noire c3 · Cavalier blanc sur case blanche f3 · Pion blanc sur case blanche h3 · Pion blanc sur case blanche a2 · Pion blanc sur case noire b2 · Pion blanc sur case noire d2 · Pion blanc sur case noire f2 · Pion blanc sur case blanche g2 · Tour blanche sur case noire a1 · Cavalier blanc sur case blanche b1 · Fou blanc sur case noire c1 · Dame blanche sur case blanche d1 · Tour blanche sur case noire e1 · Roi blanc sur case noire g1 | Tour noire sur case blanche a8 · Fou noir sur case blanche c8 · Dame noire sur case noire d8 · gauche sur case blanche e8 · Tour noire sur case noire f8 · Roi noir sur case blanche g8 · Pion noir sur case noire c7 · Fou noir sur case noire e7 · Pion noir sur case blanche f7 · Pion noir sur case noire g7 · bas sur case blanche h7 · Pion noir sur case blanche a6 · Cavalier noir sur case blanche c6 · Pion noir sur case noire d6 · haut droite sur case blanche e6 · Cavalier noir sur case noire f6 · Pion sur case noire h6 · Pion noir sur case blanche b5 · haut droite sur case blanche d5 · Pion noir sur case noire e5 · cercle blanc sur case blanche f5 · croix blanche sur case noire g5 · haut droite sur case blanche c4 · Pion blanc sur case blanche e4 · Fou blanc sur case blanche b3 · Pion blanc sur case noire c3 · Cavalier blanc sur case blanche f3 · Pion blanc sur case blanche h3 · Pion blanc sur case blanche a2 · Pion blanc sur case noire b2 · Pion blanc sur case noire d2 · Pion blanc sur case noire f2 · Pion blanc sur case blanche g2 · Tour blanche sur case noire a1 · Cavalier blanc sur case blanche b1 · Fou blanc sur case noire c1 · Dame blanche sur case blanche d1 · Tour blanche sur case noire e1 · Roi blanc sur case noire g1 | Tour noire sur case blanche a8 · Fou noir sur case blanche c8 · Dame noire sur case noire d8 · gauche sur case blanche e8 · Tour noire sur case noire f8 · Roi noir sur case blanche g8 · Pion noir sur case noire c7 · Fou noir sur case noire e7 · Pion noir sur case blanche f7 · Pion noir sur case noire g7 · bas sur case blanche h7 · Pion noir sur case blanche a6 · Cavalier noir sur case blanche c6 · Pion noir sur case noire d6 · haut droite sur case blanche e6 · Cavalier noir sur case noire f6 · Pion sur case noire h6 · Pion noir sur case blanche b5 · haut droite sur case blanche d5 · Pion noir sur case noire e5 · cercle blanc sur case blanche f5 · croix blanche sur case noire g5 · haut droite sur case blanche c4 · Pion blanc sur case blanche e4 · Fou blanc sur case blanche b3 · Pion blanc sur case noire c3 · Cavalier blanc sur case blanche f3 · Pion blanc sur case blanche h3 · Pion blanc sur case blanche a2 · Pion blanc sur case noire b2 · Pion blanc sur case noire d2 · Pion blanc sur case noire f2 · Pion blanc sur case blanche g2 · Tour blanche sur case noire a1 · Cavalier blanc sur case blanche b1 · Fou blanc sur case noire c1 · Dame blanche sur case blanche d1 · Tour blanche sur case noire e1 · Roi blanc sur case noire g1 | Tour noire sur case blanche a8 · Fou noir sur case blanche c8 · Dame noire sur case noire d8 · gauche sur case blanche e8 · Tour noire sur case noire f8 · Roi noir sur case blanche g8 · Pion noir sur case noire c7 · Fou noir sur case noire e7 · Pion noir sur case blanche f7 · Pion noir sur case noire g7 · bas sur case blanche h7 · Pion noir sur case blanche a6 · Cavalier noir sur case blanche c6 · Pion noir sur case noire d6 · haut droite sur case blanche e6 · Cavalier noir sur case noire f6 · Pion sur case noire h6 · Pion noir sur case blanche b5 · haut droite sur case blanche d5 · Pion noir sur case noire e5 · cercle blanc sur case blanche f5 · croix blanche sur case noire g5 · haut droite sur case blanche c4 · Pion blanc sur case blanche e4 · Fou blanc sur case blanche b3 · Pion blanc sur case noire c3 · Cavalier blanc sur case blanche f3 · Pion blanc sur case blanche h3 · Pion blanc sur case blanche a2 · Pion blanc sur case noire b2 · Pion blanc sur case noire d2 · Pion blanc sur case noire f2 · Pion blanc sur case blanche g2 · Tour blanche sur case noire a1 · Cavalier blanc sur case blanche b1 · Fou blanc sur case noire c1 · Dame blanche sur case blanche d1 · Tour blanche sur case noire e1 · Roi blanc sur case noire g1 | Tour noire sur case blanche a8 · Fou noir sur case blanche c8 · Dame noire sur case noire d8 · gauche sur case blanche e8 · Tour noire sur case noire f8 · Roi noir sur case blanche g8 · Pion noir sur case noire c7 · Fou noir sur case noire e7 · Pion noir sur case blanche f7 · Pion noir sur case noire g7 · bas sur case blanche h7 · Pion noir sur case blanche a6 · Cavalier noir sur case blanche c6 · Pion noir sur case noire d6 · haut droite sur case blanche e6 · Cavalier noir sur case noire f6 · Pion sur case noire h6 · Pion noir sur case blanche b5 · haut droite sur case blanche d5 · Pion noir sur case noire e5 · cercle blanc sur case blanche f5 · croix blanche sur case noire g5 · haut droite sur case blanche c4 · Pion blanc sur case blanche e4 · Fou blanc sur case blanche b3 · Pion blanc sur case noire c3 · Cavalier blanc sur case blanche f3 · Pion blanc sur case blanche h3 · Pion blanc sur case blanche a2 · Pion blanc sur case noire b2 · Pion blanc sur case noire d2 · Pion blanc sur case noire f2 · Pion blanc sur case blanche g2 · Tour blanche sur case noire a1 · Cavalier blanc sur case blanche b1 · Fou blanc sur case noire c1 · Dame blanche sur case blanche d1 · Tour blanche sur case noire e1 · Roi blanc sur case noire g1 | 5 |
| 4 | Tour noire sur case blanche a8 · Fou noir sur case blanche c8 · Dame noire sur case noire d8 · gauche sur case blanche e8 · Tour noire sur case noire f8 · Roi noir sur case blanche g8 · Pion noir sur case noire c7 · Fou noir sur case noire e7 · Pion noir sur case blanche f7 · Pion noir sur case noire g7 · bas sur case blanche h7 · Pion noir sur case blanche a6 · Cavalier noir sur case blanche c6 · Pion noir sur case noire d6 · haut droite sur case blanche e6 · Cavalier noir sur case noire f6 · Pion sur case noire h6 · Pion noir sur case blanche b5 · haut droite sur case blanche d5 · Pion noir sur case noire e5 · cercle blanc sur case blanche f5 · croix blanche sur case noire g5 · haut droite sur case blanche c4 · Pion blanc sur case blanche e4 · Fou blanc sur case blanche b3 · Pion blanc sur case noire c3 · Cavalier blanc sur case blanche f3 · Pion blanc sur case blanche h3 · Pion blanc sur case blanche a2 · Pion blanc sur case noire b2 · Pion blanc sur case noire d2 · Pion blanc sur case noire f2 · Pion blanc sur case blanche g2 · Tour blanche sur case noire a1 · Cavalier blanc sur case blanche b1 · Fou blanc sur case noire c1 · Dame blanche sur case blanche d1 · Tour blanche sur case noire e1 · Roi blanc sur case noire g1 | Tour noire sur case blanche a8 · Fou noir sur case blanche c8 · Dame noire sur case noire d8 · gauche sur case blanche e8 · Tour noire sur case noire f8 · Roi noir sur case blanche g8 · Pion noir sur case noire c7 · Fou noir sur case noire e7 · Pion noir sur case blanche f7 · Pion noir sur case noire g7 · bas sur case blanche h7 · Pion noir sur case blanche a6 · Cavalier noir sur case blanche c6 · Pion noir sur case noire d6 · haut droite sur case blanche e6 · Cavalier noir sur case noire f6 · Pion sur case noire h6 · Pion noir sur case blanche b5 · haut droite sur case blanche d5 · Pion noir sur case noire e5 · cercle blanc sur case blanche f5 · croix blanche sur case noire g5 · haut droite sur case blanche c4 · Pion blanc sur case blanche e4 · Fou blanc sur case blanche b3 · Pion blanc sur case noire c3 · Cavalier blanc sur case blanche f3 · Pion blanc sur case blanche h3 · Pion blanc sur case blanche a2 · Pion blanc sur case noire b2 · Pion blanc sur case noire d2 · Pion blanc sur case noire f2 · Pion blanc sur case blanche g2 · Tour blanche sur case noire a1 · Cavalier blanc sur case blanche b1 · Fou blanc sur case noire c1 · Dame blanche sur case blanche d1 · Tour blanche sur case noire e1 · Roi blanc sur case noire g1 | Tour noire sur case blanche a8 · Fou noir sur case blanche c8 · Dame noire sur case noire d8 · gauche sur case blanche e8 · Tour noire sur case noire f8 · Roi noir sur case blanche g8 · Pion noir sur case noire c7 · Fou noir sur case noire e7 · Pion noir sur case blanche f7 · Pion noir sur case noire g7 · bas sur case blanche h7 · Pion noir sur case blanche a6 · Cavalier noir sur case blanche c6 · Pion noir sur case noire d6 · haut droite sur case blanche e6 · Cavalier noir sur case noire f6 · Pion sur case noire h6 · Pion noir sur case blanche b5 · haut droite sur case blanche d5 · Pion noir sur case noire e5 · cercle blanc sur case blanche f5 · croix blanche sur case noire g5 · haut droite sur case blanche c4 · Pion blanc sur case blanche e4 · Fou blanc sur case blanche b3 · Pion blanc sur case noire c3 · Cavalier blanc sur case blanche f3 · Pion blanc sur case blanche h3 · Pion blanc sur case blanche a2 · Pion blanc sur case noire b2 · Pion blanc sur case noire d2 · Pion blanc sur case noire f2 · Pion blanc sur case blanche g2 · Tour blanche sur case noire a1 · Cavalier blanc sur case blanche b1 · Fou blanc sur case noire c1 · Dame blanche sur case blanche d1 · Tour blanche sur case noire e1 · Roi blanc sur case noire g1 | Tour noire sur case blanche a8 · Fou noir sur case blanche c8 · Dame noire sur case noire d8 · gauche sur case blanche e8 · Tour noire sur case noire f8 · Roi noir sur case blanche g8 · Pion noir sur case noire c7 · Fou noir sur case noire e7 · Pion noir sur case blanche f7 · Pion noir sur case noire g7 · bas sur case blanche h7 · Pion noir sur case blanche a6 · Cavalier noir sur case blanche c6 · Pion noir sur case noire d6 · haut droite sur case blanche e6 · Cavalier noir sur case noire f6 · Pion sur case noire h6 · Pion noir sur case blanche b5 · haut droite sur case blanche d5 · Pion noir sur case noire e5 · cercle blanc sur case blanche f5 · croix blanche sur case noire g5 · haut droite sur case blanche c4 · Pion blanc sur case blanche e4 · Fou blanc sur case blanche b3 · Pion blanc sur case noire c3 · Cavalier blanc sur case blanche f3 · Pion blanc sur case blanche h3 · Pion blanc sur case blanche a2 · Pion blanc sur case noire b2 · Pion blanc sur case noire d2 · Pion blanc sur case noire f2 · Pion blanc sur case blanche g2 · Tour blanche sur case noire a1 · Cavalier blanc sur case blanche b1 · Fou blanc sur case noire c1 · Dame blanche sur case blanche d1 · Tour blanche sur case noire e1 · Roi blanc sur case noire g1 | Tour noire sur case blanche a8 · Fou noir sur case blanche c8 · Dame noire sur case noire d8 · gauche sur case blanche e8 · Tour noire sur case noire f8 · Roi noir sur case blanche g8 · Pion noir sur case noire c7 · Fou noir sur case noire e7 · Pion noir sur case blanche f7 · Pion noir sur case noire g7 · bas sur case blanche h7 · Pion noir sur case blanche a6 · Cavalier noir sur case blanche c6 · Pion noir sur case noire d6 · haut droite sur case blanche e6 · Cavalier noir sur case noire f6 · Pion sur case noire h6 · Pion noir sur case blanche b5 · haut droite sur case blanche d5 · Pion noir sur case noire e5 · cercle blanc sur case blanche f5 · croix blanche sur case noire g5 · haut droite sur case blanche c4 · Pion blanc sur case blanche e4 · Fou blanc sur case blanche b3 · Pion blanc sur case noire c3 · Cavalier blanc sur case blanche f3 · Pion blanc sur case blanche h3 · Pion blanc sur case blanche a2 · Pion blanc sur case noire b2 · Pion blanc sur case noire d2 · Pion blanc sur case noire f2 · Pion blanc sur case blanche g2 · Tour blanche sur case noire a1 · Cavalier blanc sur case blanche b1 · Fou blanc sur case noire c1 · Dame blanche sur case blanche d1 · Tour blanche sur case noire e1 · Roi blanc sur case noire g1 | Tour noire sur case blanche a8 · Fou noir sur case blanche c8 · Dame noire sur case noire d8 · gauche sur case blanche e8 · Tour noire sur case noire f8 · Roi noir sur case blanche g8 · Pion noir sur case noire c7 · Fou noir sur case noire e7 · Pion noir sur case blanche f7 · Pion noir sur case noire g7 · bas sur case blanche h7 · Pion noir sur case blanche a6 · Cavalier noir sur case blanche c6 · Pion noir sur case noire d6 · haut droite sur case blanche e6 · Cavalier noir sur case noire f6 · Pion sur case noire h6 · Pion noir sur case blanche b5 · haut droite sur case blanche d5 · Pion noir sur case noire e5 · cercle blanc sur case blanche f5 · croix blanche sur case noire g5 · haut droite sur case blanche c4 · Pion blanc sur case blanche e4 · Fou blanc sur case blanche b3 · Pion blanc sur case noire c3 · Cavalier blanc sur case blanche f3 · Pion blanc sur case blanche h3 · Pion blanc sur case blanche a2 · Pion blanc sur case noire b2 · Pion blanc sur case noire d2 · Pion blanc sur case noire f2 · Pion blanc sur case blanche g2 · Tour blanche sur case noire a1 · Cavalier blanc sur case blanche b1 · Fou blanc sur case noire c1 · Dame blanche sur case blanche d1 · Tour blanche sur case noire e1 · Roi blanc sur case noire g1 | Tour noire sur case blanche a8 · Fou noir sur case blanche c8 · Dame noire sur case noire d8 · gauche sur case blanche e8 · Tour noire sur case noire f8 · Roi noir sur case blanche g8 · Pion noir sur case noire c7 · Fou noir sur case noire e7 · Pion noir sur case blanche f7 · Pion noir sur case noire g7 · bas sur case blanche h7 · Pion noir sur case blanche a6 · Cavalier noir sur case blanche c6 · Pion noir sur case noire d6 · haut droite sur case blanche e6 · Cavalier noir sur case noire f6 · Pion sur case noire h6 · Pion noir sur case blanche b5 · haut droite sur case blanche d5 · Pion noir sur case noire e5 · cercle blanc sur case blanche f5 · croix blanche sur case noire g5 · haut droite sur case blanche c4 · Pion blanc sur case blanche e4 · Fou blanc sur case blanche b3 · Pion blanc sur case noire c3 · Cavalier blanc sur case blanche f3 · Pion blanc sur case blanche h3 · Pion blanc sur case blanche a2 · Pion blanc sur case noire b2 · Pion blanc sur case noire d2 · Pion blanc sur case noire f2 · Pion blanc sur case blanche g2 · Tour blanche sur case noire a1 · Cavalier blanc sur case blanche b1 · Fou blanc sur case noire c1 · Dame blanche sur case blanche d1 · Tour blanche sur case noire e1 · Roi blanc sur case noire g1 | Tour noire sur case blanche a8 · Fou noir sur case blanche c8 · Dame noire sur case noire d8 · gauche sur case blanche e8 · Tour noire sur case noire f8 · Roi noir sur case blanche g8 · Pion noir sur case noire c7 · Fou noir sur case noire e7 · Pion noir sur case blanche f7 · Pion noir sur case noire g7 · bas sur case blanche h7 · Pion noir sur case blanche a6 · Cavalier noir sur case blanche c6 · Pion noir sur case noire d6 · haut droite sur case blanche e6 · Cavalier noir sur case noire f6 · Pion sur case noire h6 · Pion noir sur case blanche b5 · haut droite sur case blanche d5 · Pion noir sur case noire e5 · cercle blanc sur case blanche f5 · croix blanche sur case noire g5 · haut droite sur case blanche c4 · Pion blanc sur case blanche e4 · Fou blanc sur case blanche b3 · Pion blanc sur case noire c3 · Cavalier blanc sur case blanche f3 · Pion blanc sur case blanche h3 · Pion blanc sur case blanche a2 · Pion blanc sur case noire b2 · Pion blanc sur case noire d2 · Pion blanc sur case noire f2 · Pion blanc sur case blanche g2 · Tour blanche sur case noire a1 · Cavalier blanc sur case blanche b1 · Fou blanc sur case noire c1 · Dame blanche sur case blanche d1 · Tour blanche sur case noire e1 · Roi blanc sur case noire g1 | 4 |
| 3 | Tour noire sur case blanche a8 · Fou noir sur case blanche c8 · Dame noire sur case noire d8 · gauche sur case blanche e8 · Tour noire sur case noire f8 · Roi noir sur case blanche g8 · Pion noir sur case noire c7 · Fou noir sur case noire e7 · Pion noir sur case blanche f7 · Pion noir sur case noire g7 · bas sur case blanche h7 · Pion noir sur case blanche a6 · Cavalier noir sur case blanche c6 · Pion noir sur case noire d6 · haut droite sur case blanche e6 · Cavalier noir sur case noire f6 · Pion sur case noire h6 · Pion noir sur case blanche b5 · haut droite sur case blanche d5 · Pion noir sur case noire e5 · cercle blanc sur case blanche f5 · croix blanche sur case noire g5 · haut droite sur case blanche c4 · Pion blanc sur case blanche e4 · Fou blanc sur case blanche b3 · Pion blanc sur case noire c3 · Cavalier blanc sur case blanche f3 · Pion blanc sur case blanche h3 · Pion blanc sur case blanche a2 · Pion blanc sur case noire b2 · Pion blanc sur case noire d2 · Pion blanc sur case noire f2 · Pion blanc sur case blanche g2 · Tour blanche sur case noire a1 · Cavalier blanc sur case blanche b1 · Fou blanc sur case noire c1 · Dame blanche sur case blanche d1 · Tour blanche sur case noire e1 · Roi blanc sur case noire g1 | Tour noire sur case blanche a8 · Fou noir sur case blanche c8 · Dame noire sur case noire d8 · gauche sur case blanche e8 · Tour noire sur case noire f8 · Roi noir sur case blanche g8 · Pion noir sur case noire c7 · Fou noir sur case noire e7 · Pion noir sur case blanche f7 · Pion noir sur case noire g7 · bas sur case blanche h7 · Pion noir sur case blanche a6 · Cavalier noir sur case blanche c6 · Pion noir sur case noire d6 · haut droite sur case blanche e6 · Cavalier noir sur case noire f6 · Pion sur case noire h6 · Pion noir sur case blanche b5 · haut droite sur case blanche d5 · Pion noir sur case noire e5 · cercle blanc sur case blanche f5 · croix blanche sur case noire g5 · haut droite sur case blanche c4 · Pion blanc sur case blanche e4 · Fou blanc sur case blanche b3 · Pion blanc sur case noire c3 · Cavalier blanc sur case blanche f3 · Pion blanc sur case blanche h3 · Pion blanc sur case blanche a2 · Pion blanc sur case noire b2 · Pion blanc sur case noire d2 · Pion blanc sur case noire f2 · Pion blanc sur case blanche g2 · Tour blanche sur case noire a1 · Cavalier blanc sur case blanche b1 · Fou blanc sur case noire c1 · Dame blanche sur case blanche d1 · Tour blanche sur case noire e1 · Roi blanc sur case noire g1 | Tour noire sur case blanche a8 · Fou noir sur case blanche c8 · Dame noire sur case noire d8 · gauche sur case blanche e8 · Tour noire sur case noire f8 · Roi noir sur case blanche g8 · Pion noir sur case noire c7 · Fou noir sur case noire e7 · Pion noir sur case blanche f7 · Pion noir sur case noire g7 · bas sur case blanche h7 · Pion noir sur case blanche a6 · Cavalier noir sur case blanche c6 · Pion noir sur case noire d6 · haut droite sur case blanche e6 · Cavalier noir sur case noire f6 · Pion sur case noire h6 · Pion noir sur case blanche b5 · haut droite sur case blanche d5 · Pion noir sur case noire e5 · cercle blanc sur case blanche f5 · croix blanche sur case noire g5 · haut droite sur case blanche c4 · Pion blanc sur case blanche e4 · Fou blanc sur case blanche b3 · Pion blanc sur case noire c3 · Cavalier blanc sur case blanche f3 · Pion blanc sur case blanche h3 · Pion blanc sur case blanche a2 · Pion blanc sur case noire b2 · Pion blanc sur case noire d2 · Pion blanc sur case noire f2 · Pion blanc sur case blanche g2 · Tour blanche sur case noire a1 · Cavalier blanc sur case blanche b1 · Fou blanc sur case noire c1 · Dame blanche sur case blanche d1 · Tour blanche sur case noire e1 · Roi blanc sur case noire g1 | Tour noire sur case blanche a8 · Fou noir sur case blanche c8 · Dame noire sur case noire d8 · gauche sur case blanche e8 · Tour noire sur case noire f8 · Roi noir sur case blanche g8 · Pion noir sur case noire c7 · Fou noir sur case noire e7 · Pion noir sur case blanche f7 · Pion noir sur case noire g7 · bas sur case blanche h7 · Pion noir sur case blanche a6 · Cavalier noir sur case blanche c6 · Pion noir sur case noire d6 · haut droite sur case blanche e6 · Cavalier noir sur case noire f6 · Pion sur case noire h6 · Pion noir sur case blanche b5 · haut droite sur case blanche d5 · Pion noir sur case noire e5 · cercle blanc sur case blanche f5 · croix blanche sur case noire g5 · haut droite sur case blanche c4 · Pion blanc sur case blanche e4 · Fou blanc sur case blanche b3 · Pion blanc sur case noire c3 · Cavalier blanc sur case blanche f3 · Pion blanc sur case blanche h3 · Pion blanc sur case blanche a2 · Pion blanc sur case noire b2 · Pion blanc sur case noire d2 · Pion blanc sur case noire f2 · Pion blanc sur case blanche g2 · Tour blanche sur case noire a1 · Cavalier blanc sur case blanche b1 · Fou blanc sur case noire c1 · Dame blanche sur case blanche d1 · Tour blanche sur case noire e1 · Roi blanc sur case noire g1 | Tour noire sur case blanche a8 · Fou noir sur case blanche c8 · Dame noire sur case noire d8 · gauche sur case blanche e8 · Tour noire sur case noire f8 · Roi noir sur case blanche g8 · Pion noir sur case noire c7 · Fou noir sur case noire e7 · Pion noir sur case blanche f7 · Pion noir sur case noire g7 · bas sur case blanche h7 · Pion noir sur case blanche a6 · Cavalier noir sur case blanche c6 · Pion noir sur case noire d6 · haut droite sur case blanche e6 · Cavalier noir sur case noire f6 · Pion sur case noire h6 · Pion noir sur case blanche b5 · haut droite sur case blanche d5 · Pion noir sur case noire e5 · cercle blanc sur case blanche f5 · croix blanche sur case noire g5 · haut droite sur case blanche c4 · Pion blanc sur case blanche e4 · Fou blanc sur case blanche b3 · Pion blanc sur case noire c3 · Cavalier blanc sur case blanche f3 · Pion blanc sur case blanche h3 · Pion blanc sur case blanche a2 · Pion blanc sur case noire b2 · Pion blanc sur case noire d2 · Pion blanc sur case noire f2 · Pion blanc sur case blanche g2 · Tour blanche sur case noire a1 · Cavalier blanc sur case blanche b1 · Fou blanc sur case noire c1 · Dame blanche sur case blanche d1 · Tour blanche sur case noire e1 · Roi blanc sur case noire g1 | Tour noire sur case blanche a8 · Fou noir sur case blanche c8 · Dame noire sur case noire d8 · gauche sur case blanche e8 · Tour noire sur case noire f8 · Roi noir sur case blanche g8 · Pion noir sur case noire c7 · Fou noir sur case noire e7 · Pion noir sur case blanche f7 · Pion noir sur case noire g7 · bas sur case blanche h7 · Pion noir sur case blanche a6 · Cavalier noir sur case blanche c6 · Pion noir sur case noire d6 · haut droite sur case blanche e6 · Cavalier noir sur case noire f6 · Pion sur case noire h6 · Pion noir sur case blanche b5 · haut droite sur case blanche d5 · Pion noir sur case noire e5 · cercle blanc sur case blanche f5 · croix blanche sur case noire g5 · haut droite sur case blanche c4 · Pion blanc sur case blanche e4 · Fou blanc sur case blanche b3 · Pion blanc sur case noire c3 · Cavalier blanc sur case blanche f3 · Pion blanc sur case blanche h3 · Pion blanc sur case blanche a2 · Pion blanc sur case noire b2 · Pion blanc sur case noire d2 · Pion blanc sur case noire f2 · Pion blanc sur case blanche g2 · Tour blanche sur case noire a1 · Cavalier blanc sur case blanche b1 · Fou blanc sur case noire c1 · Dame blanche sur case blanche d1 · Tour blanche sur case noire e1 · Roi blanc sur case noire g1 | Tour noire sur case blanche a8 · Fou noir sur case blanche c8 · Dame noire sur case noire d8 · gauche sur case blanche e8 · Tour noire sur case noire f8 · Roi noir sur case blanche g8 · Pion noir sur case noire c7 · Fou noir sur case noire e7 · Pion noir sur case blanche f7 · Pion noir sur case noire g7 · bas sur case blanche h7 · Pion noir sur case blanche a6 · Cavalier noir sur case blanche c6 · Pion noir sur case noire d6 · haut droite sur case blanche e6 · Cavalier noir sur case noire f6 · Pion sur case noire h6 · Pion noir sur case blanche b5 · haut droite sur case blanche d5 · Pion noir sur case noire e5 · cercle blanc sur case blanche f5 · croix blanche sur case noire g5 · haut droite sur case blanche c4 · Pion blanc sur case blanche e4 · Fou blanc sur case blanche b3 · Pion blanc sur case noire c3 · Cavalier blanc sur case blanche f3 · Pion blanc sur case blanche h3 · Pion blanc sur case blanche a2 · Pion blanc sur case noire b2 · Pion blanc sur case noire d2 · Pion blanc sur case noire f2 · Pion blanc sur case blanche g2 · Tour blanche sur case noire a1 · Cavalier blanc sur case blanche b1 · Fou blanc sur case noire c1 · Dame blanche sur case blanche d1 · Tour blanche sur case noire e1 · Roi blanc sur case noire g1 | Tour noire sur case blanche a8 · Fou noir sur case blanche c8 · Dame noire sur case noire d8 · gauche sur case blanche e8 · Tour noire sur case noire f8 · Roi noir sur case blanche g8 · Pion noir sur case noire c7 · Fou noir sur case noire e7 · Pion noir sur case blanche f7 · Pion noir sur case noire g7 · bas sur case blanche h7 · Pion noir sur case blanche a6 · Cavalier noir sur case blanche c6 · Pion noir sur case noire d6 · haut droite sur case blanche e6 · Cavalier noir sur case noire f6 · Pion sur case noire h6 · Pion noir sur case blanche b5 · haut droite sur case blanche d5 · Pion noir sur case noire e5 · cercle blanc sur case blanche f5 · croix blanche sur case noire g5 · haut droite sur case blanche c4 · Pion blanc sur case blanche e4 · Fou blanc sur case blanche b3 · Pion blanc sur case noire c3 · Cavalier blanc sur case blanche f3 · Pion blanc sur case blanche h3 · Pion blanc sur case blanche a2 · Pion blanc sur case noire b2 · Pion blanc sur case noire d2 · Pion blanc sur case noire f2 · Pion blanc sur case blanche g2 · Tour blanche sur case noire a1 · Cavalier blanc sur case blanche b1 · Fou blanc sur case noire c1 · Dame blanche sur case blanche d1 · Tour blanche sur case noire e1 · Roi blanc sur case noire g1 | 3 |
| 2 | Tour noire sur case blanche a8 · Fou noir sur case blanche c8 · Dame noire sur case noire d8 · gauche sur case blanche e8 · Tour noire sur case noire f8 · Roi noir sur case blanche g8 · Pion noir sur case noire c7 · Fou noir sur case noire e7 · Pion noir sur case blanche f7 · Pion noir sur case noire g7 · bas sur case blanche h7 · Pion noir sur case blanche a6 · Cavalier noir sur case blanche c6 · Pion noir sur case noire d6 · haut droite sur case blanche e6 · Cavalier noir sur case noire f6 · Pion sur case noire h6 · Pion noir sur case blanche b5 · haut droite sur case blanche d5 · Pion noir sur case noire e5 · cercle blanc sur case blanche f5 · croix blanche sur case noire g5 · haut droite sur case blanche c4 · Pion blanc sur case blanche e4 · Fou blanc sur case blanche b3 · Pion blanc sur case noire c3 · Cavalier blanc sur case blanche f3 · Pion blanc sur case blanche h3 · Pion blanc sur case blanche a2 · Pion blanc sur case noire b2 · Pion blanc sur case noire d2 · Pion blanc sur case noire f2 · Pion blanc sur case blanche g2 · Tour blanche sur case noire a1 · Cavalier blanc sur case blanche b1 · Fou blanc sur case noire c1 · Dame blanche sur case blanche d1 · Tour blanche sur case noire e1 · Roi blanc sur case noire g1 | Tour noire sur case blanche a8 · Fou noir sur case blanche c8 · Dame noire sur case noire d8 · gauche sur case blanche e8 · Tour noire sur case noire f8 · Roi noir sur case blanche g8 · Pion noir sur case noire c7 · Fou noir sur case noire e7 · Pion noir sur case blanche f7 · Pion noir sur case noire g7 · bas sur case blanche h7 · Pion noir sur case blanche a6 · Cavalier noir sur case blanche c6 · Pion noir sur case noire d6 · haut droite sur case blanche e6 · Cavalier noir sur case noire f6 · Pion sur case noire h6 · Pion noir sur case blanche b5 · haut droite sur case blanche d5 · Pion noir sur case noire e5 · cercle blanc sur case blanche f5 · croix blanche sur case noire g5 · haut droite sur case blanche c4 · Pion blanc sur case blanche e4 · Fou blanc sur case blanche b3 · Pion blanc sur case noire c3 · Cavalier blanc sur case blanche f3 · Pion blanc sur case blanche h3 · Pion blanc sur case blanche a2 · Pion blanc sur case noire b2 · Pion blanc sur case noire d2 · Pion blanc sur case noire f2 · Pion blanc sur case blanche g2 · Tour blanche sur case noire a1 · Cavalier blanc sur case blanche b1 · Fou blanc sur case noire c1 · Dame blanche sur case blanche d1 · Tour blanche sur case noire e1 · Roi blanc sur case noire g1 | Tour noire sur case blanche a8 · Fou noir sur case blanche c8 · Dame noire sur case noire d8 · gauche sur case blanche e8 · Tour noire sur case noire f8 · Roi noir sur case blanche g8 · Pion noir sur case noire c7 · Fou noir sur case noire e7 · Pion noir sur case blanche f7 · Pion noir sur case noire g7 · bas sur case blanche h7 · Pion noir sur case blanche a6 · Cavalier noir sur case blanche c6 · Pion noir sur case noire d6 · haut droite sur case blanche e6 · Cavalier noir sur case noire f6 · Pion sur case noire h6 · Pion noir sur case blanche b5 · haut droite sur case blanche d5 · Pion noir sur case noire e5 · cercle blanc sur case blanche f5 · croix blanche sur case noire g5 · haut droite sur case blanche c4 · Pion blanc sur case blanche e4 · Fou blanc sur case blanche b3 · Pion blanc sur case noire c3 · Cavalier blanc sur case blanche f3 · Pion blanc sur case blanche h3 · Pion blanc sur case blanche a2 · Pion blanc sur case noire b2 · Pion blanc sur case noire d2 · Pion blanc sur case noire f2 · Pion blanc sur case blanche g2 · Tour blanche sur case noire a1 · Cavalier blanc sur case blanche b1 · Fou blanc sur case noire c1 · Dame blanche sur case blanche d1 · Tour blanche sur case noire e1 · Roi blanc sur case noire g1 | Tour noire sur case blanche a8 · Fou noir sur case blanche c8 · Dame noire sur case noire d8 · gauche sur case blanche e8 · Tour noire sur case noire f8 · Roi noir sur case blanche g8 · Pion noir sur case noire c7 · Fou noir sur case noire e7 · Pion noir sur case blanche f7 · Pion noir sur case noire g7 · bas sur case blanche h7 · Pion noir sur case blanche a6 · Cavalier noir sur case blanche c6 · Pion noir sur case noire d6 · haut droite sur case blanche e6 · Cavalier noir sur case noire f6 · Pion sur case noire h6 · Pion noir sur case blanche b5 · haut droite sur case blanche d5 · Pion noir sur case noire e5 · cercle blanc sur case blanche f5 · croix blanche sur case noire g5 · haut droite sur case blanche c4 · Pion blanc sur case blanche e4 · Fou blanc sur case blanche b3 · Pion blanc sur case noire c3 · Cavalier blanc sur case blanche f3 · Pion blanc sur case blanche h3 · Pion blanc sur case blanche a2 · Pion blanc sur case noire b2 · Pion blanc sur case noire d2 · Pion blanc sur case noire f2 · Pion blanc sur case blanche g2 · Tour blanche sur case noire a1 · Cavalier blanc sur case blanche b1 · Fou blanc sur case noire c1 · Dame blanche sur case blanche d1 · Tour blanche sur case noire e1 · Roi blanc sur case noire g1 | Tour noire sur case blanche a8 · Fou noir sur case blanche c8 · Dame noire sur case noire d8 · gauche sur case blanche e8 · Tour noire sur case noire f8 · Roi noir sur case blanche g8 · Pion noir sur case noire c7 · Fou noir sur case noire e7 · Pion noir sur case blanche f7 · Pion noir sur case noire g7 · bas sur case blanche h7 · Pion noir sur case blanche a6 · Cavalier noir sur case blanche c6 · Pion noir sur case noire d6 · haut droite sur case blanche e6 · Cavalier noir sur case noire f6 · Pion sur case noire h6 · Pion noir sur case blanche b5 · haut droite sur case blanche d5 · Pion noir sur case noire e5 · cercle blanc sur case blanche f5 · croix blanche sur case noire g5 · haut droite sur case blanche c4 · Pion blanc sur case blanche e4 · Fou blanc sur case blanche b3 · Pion blanc sur case noire c3 · Cavalier blanc sur case blanche f3 · Pion blanc sur case blanche h3 · Pion blanc sur case blanche a2 · Pion blanc sur case noire b2 · Pion blanc sur case noire d2 · Pion blanc sur case noire f2 · Pion blanc sur case blanche g2 · Tour blanche sur case noire a1 · Cavalier blanc sur case blanche b1 · Fou blanc sur case noire c1 · Dame blanche sur case blanche d1 · Tour blanche sur case noire e1 · Roi blanc sur case noire g1 | Tour noire sur case blanche a8 · Fou noir sur case blanche c8 · Dame noire sur case noire d8 · gauche sur case blanche e8 · Tour noire sur case noire f8 · Roi noir sur case blanche g8 · Pion noir sur case noire c7 · Fou noir sur case noire e7 · Pion noir sur case blanche f7 · Pion noir sur case noire g7 · bas sur case blanche h7 · Pion noir sur case blanche a6 · Cavalier noir sur case blanche c6 · Pion noir sur case noire d6 · haut droite sur case blanche e6 · Cavalier noir sur case noire f6 · Pion sur case noire h6 · Pion noir sur case blanche b5 · haut droite sur case blanche d5 · Pion noir sur case noire e5 · cercle blanc sur case blanche f5 · croix blanche sur case noire g5 · haut droite sur case blanche c4 · Pion blanc sur case blanche e4 · Fou blanc sur case blanche b3 · Pion blanc sur case noire c3 · Cavalier blanc sur case blanche f3 · Pion blanc sur case blanche h3 · Pion blanc sur case blanche a2 · Pion blanc sur case noire b2 · Pion blanc sur case noire d2 · Pion blanc sur case noire f2 · Pion blanc sur case blanche g2 · Tour blanche sur case noire a1 · Cavalier blanc sur case blanche b1 · Fou blanc sur case noire c1 · Dame blanche sur case blanche d1 · Tour blanche sur case noire e1 · Roi blanc sur case noire g1 | Tour noire sur case blanche a8 · Fou noir sur case blanche c8 · Dame noire sur case noire d8 · gauche sur case blanche e8 · Tour noire sur case noire f8 · Roi noir sur case blanche g8 · Pion noir sur case noire c7 · Fou noir sur case noire e7 · Pion noir sur case blanche f7 · Pion noir sur case noire g7 · bas sur case blanche h7 · Pion noir sur case blanche a6 · Cavalier noir sur case blanche c6 · Pion noir sur case noire d6 · haut droite sur case blanche e6 · Cavalier noir sur case noire f6 · Pion sur case noire h6 · Pion noir sur case blanche b5 · haut droite sur case blanche d5 · Pion noir sur case noire e5 · cercle blanc sur case blanche f5 · croix blanche sur case noire g5 · haut droite sur case blanche c4 · Pion blanc sur case blanche e4 · Fou blanc sur case blanche b3 · Pion blanc sur case noire c3 · Cavalier blanc sur case blanche f3 · Pion blanc sur case blanche h3 · Pion blanc sur case blanche a2 · Pion blanc sur case noire b2 · Pion blanc sur case noire d2 · Pion blanc sur case noire f2 · Pion blanc sur case blanche g2 · Tour blanche sur case noire a1 · Cavalier blanc sur case blanche b1 · Fou blanc sur case noire c1 · Dame blanche sur case blanche d1 · Tour blanche sur case noire e1 · Roi blanc sur case noire g1 | Tour noire sur case blanche a8 · Fou noir sur case blanche c8 · Dame noire sur case noire d8 · gauche sur case blanche e8 · Tour noire sur case noire f8 · Roi noir sur case blanche g8 · Pion noir sur case noire c7 · Fou noir sur case noire e7 · Pion noir sur case blanche f7 · Pion noir sur case noire g7 · bas sur case blanche h7 · Pion noir sur case blanche a6 · Cavalier noir sur case blanche c6 · Pion noir sur case noire d6 · haut droite sur case blanche e6 · Cavalier noir sur case noire f6 · Pion sur case noire h6 · Pion noir sur case blanche b5 · haut droite sur case blanche d5 · Pion noir sur case noire e5 · cercle blanc sur case blanche f5 · croix blanche sur case noire g5 · haut droite sur case blanche c4 · Pion blanc sur case blanche e4 · Fou blanc sur case blanche b3 · Pion blanc sur case noire c3 · Cavalier blanc sur case blanche f3 · Pion blanc sur case blanche h3 · Pion blanc sur case blanche a2 · Pion blanc sur case noire b2 · Pion blanc sur case noire d2 · Pion blanc sur case noire f2 · Pion blanc sur case blanche g2 · Tour blanche sur case noire a1 · Cavalier blanc sur case blanche b1 · Fou blanc sur case noire c1 · Dame blanche sur case blanche d1 · Tour blanche sur case noire e1 · Roi blanc sur case noire g1 | 2 |
| 1 | Tour noire sur case blanche a8 · Fou noir sur case blanche c8 · Dame noire sur case noire d8 · gauche sur case blanche e8 · Tour noire sur case noire f8 · Roi noir sur case blanche g8 · Pion noir sur case noire c7 · Fou noir sur case noire e7 · Pion noir sur case blanche f7 · Pion noir sur case noire g7 · bas sur case blanche h7 · Pion noir sur case blanche a6 · Cavalier noir sur case blanche c6 · Pion noir sur case noire d6 · haut droite sur case blanche e6 · Cavalier noir sur case noire f6 · Pion sur case noire h6 · Pion noir sur case blanche b5 · haut droite sur case blanche d5 · Pion noir sur case noire e5 · cercle blanc sur case blanche f5 · croix blanche sur case noire g5 · haut droite sur case blanche c4 · Pion blanc sur case blanche e4 · Fou blanc sur case blanche b3 · Pion blanc sur case noire c3 · Cavalier blanc sur case blanche f3 · Pion blanc sur case blanche h3 · Pion blanc sur case blanche a2 · Pion blanc sur case noire b2 · Pion blanc sur case noire d2 · Pion blanc sur case noire f2 · Pion blanc sur case blanche g2 · Tour blanche sur case noire a1 · Cavalier blanc sur case blanche b1 · Fou blanc sur case noire c1 · Dame blanche sur case blanche d1 · Tour blanche sur case noire e1 · Roi blanc sur case noire g1 | Tour noire sur case blanche a8 · Fou noir sur case blanche c8 · Dame noire sur case noire d8 · gauche sur case blanche e8 · Tour noire sur case noire f8 · Roi noir sur case blanche g8 · Pion noir sur case noire c7 · Fou noir sur case noire e7 · Pion noir sur case blanche f7 · Pion noir sur case noire g7 · bas sur case blanche h7 · Pion noir sur case blanche a6 · Cavalier noir sur case blanche c6 · Pion noir sur case noire d6 · haut droite sur case blanche e6 · Cavalier noir sur case noire f6 · Pion sur case noire h6 · Pion noir sur case blanche b5 · haut droite sur case blanche d5 · Pion noir sur case noire e5 · cercle blanc sur case blanche f5 · croix blanche sur case noire g5 · haut droite sur case blanche c4 · Pion blanc sur case blanche e4 · Fou blanc sur case blanche b3 · Pion blanc sur case noire c3 · Cavalier blanc sur case blanche f3 · Pion blanc sur case blanche h3 · Pion blanc sur case blanche a2 · Pion blanc sur case noire b2 · Pion blanc sur case noire d2 · Pion blanc sur case noire f2 · Pion blanc sur case blanche g2 · Tour blanche sur case noire a1 · Cavalier blanc sur case blanche b1 · Fou blanc sur case noire c1 · Dame blanche sur case blanche d1 · Tour blanche sur case noire e1 · Roi blanc sur case noire g1 | Tour noire sur case blanche a8 · Fou noir sur case blanche c8 · Dame noire sur case noire d8 · gauche sur case blanche e8 · Tour noire sur case noire f8 · Roi noir sur case blanche g8 · Pion noir sur case noire c7 · Fou noir sur case noire e7 · Pion noir sur case blanche f7 · Pion noir sur case noire g7 · bas sur case blanche h7 · Pion noir sur case blanche a6 · Cavalier noir sur case blanche c6 · Pion noir sur case noire d6 · haut droite sur case blanche e6 · Cavalier noir sur case noire f6 · Pion sur case noire h6 · Pion noir sur case blanche b5 · haut droite sur case blanche d5 · Pion noir sur case noire e5 · cercle blanc sur case blanche f5 · croix blanche sur case noire g5 · haut droite sur case blanche c4 · Pion blanc sur case blanche e4 · Fou blanc sur case blanche b3 · Pion blanc sur case noire c3 · Cavalier blanc sur case blanche f3 · Pion blanc sur case blanche h3 · Pion blanc sur case blanche a2 · Pion blanc sur case noire b2 · Pion blanc sur case noire d2 · Pion blanc sur case noire f2 · Pion blanc sur case blanche g2 · Tour blanche sur case noire a1 · Cavalier blanc sur case blanche b1 · Fou blanc sur case noire c1 · Dame blanche sur case blanche d1 · Tour blanche sur case noire e1 · Roi blanc sur case noire g1 | Tour noire sur case blanche a8 · Fou noir sur case blanche c8 · Dame noire sur case noire d8 · gauche sur case blanche e8 · Tour noire sur case noire f8 · Roi noir sur case blanche g8 · Pion noir sur case noire c7 · Fou noir sur case noire e7 · Pion noir sur case blanche f7 · Pion noir sur case noire g7 · bas sur case blanche h7 · Pion noir sur case blanche a6 · Cavalier noir sur case blanche c6 · Pion noir sur case noire d6 · haut droite sur case blanche e6 · Cavalier noir sur case noire f6 · Pion sur case noire h6 · Pion noir sur case blanche b5 · haut droite sur case blanche d5 · Pion noir sur case noire e5 · cercle blanc sur case blanche f5 · croix blanche sur case noire g5 · haut droite sur case blanche c4 · Pion blanc sur case blanche e4 · Fou blanc sur case blanche b3 · Pion blanc sur case noire c3 · Cavalier blanc sur case blanche f3 · Pion blanc sur case blanche h3 · Pion blanc sur case blanche a2 · Pion blanc sur case noire b2 · Pion blanc sur case noire d2 · Pion blanc sur case noire f2 · Pion blanc sur case blanche g2 · Tour blanche sur case noire a1 · Cavalier blanc sur case blanche b1 · Fou blanc sur case noire c1 · Dame blanche sur case blanche d1 · Tour blanche sur case noire e1 · Roi blanc sur case noire g1 | Tour noire sur case blanche a8 · Fou noir sur case blanche c8 · Dame noire sur case noire d8 · gauche sur case blanche e8 · Tour noire sur case noire f8 · Roi noir sur case blanche g8 · Pion noir sur case noire c7 · Fou noir sur case noire e7 · Pion noir sur case blanche f7 · Pion noir sur case noire g7 · bas sur case blanche h7 · Pion noir sur case blanche a6 · Cavalier noir sur case blanche c6 · Pion noir sur case noire d6 · haut droite sur case blanche e6 · Cavalier noir sur case noire f6 · Pion sur case noire h6 · Pion noir sur case blanche b5 · haut droite sur case blanche d5 · Pion noir sur case noire e5 · cercle blanc sur case blanche f5 · croix blanche sur case noire g5 · haut droite sur case blanche c4 · Pion blanc sur case blanche e4 · Fou blanc sur case blanche b3 · Pion blanc sur case noire c3 · Cavalier blanc sur case blanche f3 · Pion blanc sur case blanche h3 · Pion blanc sur case blanche a2 · Pion blanc sur case noire b2 · Pion blanc sur case noire d2 · Pion blanc sur case noire f2 · Pion blanc sur case blanche g2 · Tour blanche sur case noire a1 · Cavalier blanc sur case blanche b1 · Fou blanc sur case noire c1 · Dame blanche sur case blanche d1 · Tour blanche sur case noire e1 · Roi blanc sur case noire g1 | Tour noire sur case blanche a8 · Fou noir sur case blanche c8 · Dame noire sur case noire d8 · gauche sur case blanche e8 · Tour noire sur case noire f8 · Roi noir sur case blanche g8 · Pion noir sur case noire c7 · Fou noir sur case noire e7 · Pion noir sur case blanche f7 · Pion noir sur case noire g7 · bas sur case blanche h7 · Pion noir sur case blanche a6 · Cavalier noir sur case blanche c6 · Pion noir sur case noire d6 · haut droite sur case blanche e6 · Cavalier noir sur case noire f6 · Pion sur case noire h6 · Pion noir sur case blanche b5 · haut droite sur case blanche d5 · Pion noir sur case noire e5 · cercle blanc sur case blanche f5 · croix blanche sur case noire g5 · haut droite sur case blanche c4 · Pion blanc sur case blanche e4 · Fou blanc sur case blanche b3 · Pion blanc sur case noire c3 · Cavalier blanc sur case blanche f3 · Pion blanc sur case blanche h3 · Pion blanc sur case blanche a2 · Pion blanc sur case noire b2 · Pion blanc sur case noire d2 · Pion blanc sur case noire f2 · Pion blanc sur case blanche g2 · Tour blanche sur case noire a1 · Cavalier blanc sur case blanche b1 · Fou blanc sur case noire c1 · Dame blanche sur case blanche d1 · Tour blanche sur case noire e1 · Roi blanc sur case noire g1 | Tour noire sur case blanche a8 · Fou noir sur case blanche c8 · Dame noire sur case noire d8 · gauche sur case blanche e8 · Tour noire sur case noire f8 · Roi noir sur case blanche g8 · Pion noir sur case noire c7 · Fou noir sur case noire e7 · Pion noir sur case blanche f7 · Pion noir sur case noire g7 · bas sur case blanche h7 · Pion noir sur case blanche a6 · Cavalier noir sur case blanche c6 · Pion noir sur case noire d6 · haut droite sur case blanche e6 · Cavalier noir sur case noire f6 · Pion sur case noire h6 · Pion noir sur case blanche b5 · haut droite sur case blanche d5 · Pion noir sur case noire e5 · cercle blanc sur case blanche f5 · croix blanche sur case noire g5 · haut droite sur case blanche c4 · Pion blanc sur case blanche e4 · Fou blanc sur case blanche b3 · Pion blanc sur case noire c3 · Cavalier blanc sur case blanche f3 · Pion blanc sur case blanche h3 · Pion blanc sur case blanche a2 · Pion blanc sur case noire b2 · Pion blanc sur case noire d2 · Pion blanc sur case noire f2 · Pion blanc sur case blanche g2 · Tour blanche sur case noire a1 · Cavalier blanc sur case blanche b1 · Fou blanc sur case noire c1 · Dame blanche sur case blanche d1 · Tour blanche sur case noire e1 · Roi blanc sur case noire g1 | Tour noire sur case blanche a8 · Fou noir sur case blanche c8 · Dame noire sur case noire d8 · gauche sur case blanche e8 · Tour noire sur case noire f8 · Roi noir sur case blanche g8 · Pion noir sur case noire c7 · Fou noir sur case noire e7 · Pion noir sur case blanche f7 · Pion noir sur case noire g7 · bas sur case blanche h7 · Pion noir sur case blanche a6 · Cavalier noir sur case blanche c6 · Pion noir sur case noire d6 · haut droite sur case blanche e6 · Cavalier noir sur case noire f6 · Pion sur case noire h6 · Pion noir sur case blanche b5 · haut droite sur case blanche d5 · Pion noir sur case noire e5 · cercle blanc sur case blanche f5 · croix blanche sur case noire g5 · haut droite sur case blanche c4 · Pion blanc sur case blanche e4 · Fou blanc sur case blanche b3 · Pion blanc sur case noire c3 · Cavalier blanc sur case blanche f3 · Pion blanc sur case blanche h3 · Pion blanc sur case blanche a2 · Pion blanc sur case noire b2 · Pion blanc sur case noire d2 · Pion blanc sur case noire f2 · Pion blanc sur case blanche g2 · Tour blanche sur case noire a1 · Cavalier blanc sur case blanche b1 · Fou blanc sur case noire c1 · Dame blanche sur case blanche d1 · Tour blanche sur case noire e1 · Roi blanc sur case noire g1 | 1 |
|   | a | b | c | d | e | f | g | h |   |

Parmi les ouvertures du jeu d'échecs, la variante Smyslov, (ECO C93) est une ligne de l'Espagnole fermée.  Elle s'obtient après les coups : 
1. e4 e5 2. Cf3 Cc6 3. Fb5 (la partie espagnole)

3... a6 4. Fa4 Cf6 5. O-O Fe7 (l'Espagnole fermée)

6. Te1 b5 7. Fb3 d6 (ou O-O) 8. c3 O-O (ou d6) 
 9. h3  (a ligne principale) h6 (la variante Smyslov,).

## Les idées de la variante
Pour les noirs, cette modeste avance du pion h empêche Cg5 (et donc la nulle de la variante Zaïtsev) ce qui permet la centralisation 10... Te8 au lieu de défendre, après 8... O-O, le pion f7 attaqué par 7. Fb3. La variante 9... h6 donne une case de sortie au roi noir en h7 pour éviter le mat du couloir mais peut autoriser le sacrifice sur h6 du fou e3 aligné devant la dame d2.
Pour les blancs dans l’espagnole, la case  f5 est la case privilégiée d’attaque du roi noir avec un cavalier car si g6 chasse le cavalier, le pion h6 n’est plus protégé : Cf5xh6+.
En 1969, Smyslov met son fou en fianchetto après 13... g6 {la parade est Cf3h4+/= menaçant Ch4xg6 cloué par 7. Fb3. Si Rg7 alors Fc1xh6+ Rg7xFh6, Fb3xf7 avec l’idée Ff7xg6+-} et 14... Fg7, égalise avec 21... a5= et prend l’ascendant sur Tukmakov avec 28... Cc8, Cb6↑, Cc4 Δ Ca3 amenant un second cavalier sur l’aile dame, le centre étant fermé et les rois en sécurité.
Contre Schmid, Smyslov égalise avec les noirs en ouvrant le centre par 16... cxd4=/+ et prend l’initiative après 32.Tf1?! {Td2=} Cxa2-/+ {si 33.Ta1 Fd6 attaque la tour c7 en étant protégé par Td8, Tc7 bouge et Ca2 peut se sauver en b4 sécurisant a6}.
En 1974, Tseshkovsky ferme le centre par 14. d5+/= et prend l’avantage après le coup de Smyslov 36... Cb7?! {Fc5+/=} 37. Fb3+/- {menaçant Cxf7+ paré par le retour 37... Cd6 mais il reste la fourchette entre Td8 et 39. Cc6xFb4+/-}.

## Un piège d’ouverture pour les noirs
|   | a | b | c | d | e | f | g | h |   |
| 8 | Tour noire sur case blanche a8 · Fou noir sur case blanche c8 · Dame noire sur case noire d8 · Tour noire sur case blanche e8 · Fou noir sur case noire f8 · Roi noir sur case blanche g8 · Pion noir sur case noire c7 · bas sur case noire e7 · Pion noir sur case blanche f7 · Pion noir sur case noire g7 · Pion noir sur case blanche a6 · Cavalier sur case blanche c6 · Pion noir sur case noire d6 · bas sur case blanche e6 · croix noire sur case noire f6 · Pion noir sur case noire h6 · Pion noir sur case blanche b5 · Fou blanc sur case blanche d5 · bas sur case noire e5 · cercle blanc sur case blanche f5 · haut droite sur case blanche c4 · Pion blanc sur case noire d4 · Cavalier sur case blanche e4 · croix blanche sur case blanche b3 · haut sur case noire e3 · Cavalier blanc sur case blanche f3 · cercle blanc sur case noire g3 · Pion blanc sur case blanche h3 · Pion blanc sur case blanche a2 · Pion blanc sur case noire b2 · cercle blanc sur case noire d2 · haut sur case blanche e2 · Pion blanc sur case noire f2 · Pion blanc sur case blanche g2 · Tour blanche sur case noire a1 · cercle blanc sur case blanche b1 · Fou blanc sur case noire c1 · Dame blanche sur case blanche d1 · Tour blanche sur case noire e1 · Cavalier blanc sur case blanche f1 · Roi blanc sur case noire g1 | Tour noire sur case blanche a8 · Fou noir sur case blanche c8 · Dame noire sur case noire d8 · Tour noire sur case blanche e8 · Fou noir sur case noire f8 · Roi noir sur case blanche g8 · Pion noir sur case noire c7 · bas sur case noire e7 · Pion noir sur case blanche f7 · Pion noir sur case noire g7 · Pion noir sur case blanche a6 · Cavalier sur case blanche c6 · Pion noir sur case noire d6 · bas sur case blanche e6 · croix noire sur case noire f6 · Pion noir sur case noire h6 · Pion noir sur case blanche b5 · Fou blanc sur case blanche d5 · bas sur case noire e5 · cercle blanc sur case blanche f5 · haut droite sur case blanche c4 · Pion blanc sur case noire d4 · Cavalier sur case blanche e4 · croix blanche sur case blanche b3 · haut sur case noire e3 · Cavalier blanc sur case blanche f3 · cercle blanc sur case noire g3 · Pion blanc sur case blanche h3 · Pion blanc sur case blanche a2 · Pion blanc sur case noire b2 · cercle blanc sur case noire d2 · haut sur case blanche e2 · Pion blanc sur case noire f2 · Pion blanc sur case blanche g2 · Tour blanche sur case noire a1 · cercle blanc sur case blanche b1 · Fou blanc sur case noire c1 · Dame blanche sur case blanche d1 · Tour blanche sur case noire e1 · Cavalier blanc sur case blanche f1 · Roi blanc sur case noire g1 | Tour noire sur case blanche a8 · Fou noir sur case blanche c8 · Dame noire sur case noire d8 · Tour noire sur case blanche e8 · Fou noir sur case noire f8 · Roi noir sur case blanche g8 · Pion noir sur case noire c7 · bas sur case noire e7 · Pion noir sur case blanche f7 · Pion noir sur case noire g7 · Pion noir sur case blanche a6 · Cavalier sur case blanche c6 · Pion noir sur case noire d6 · bas sur case blanche e6 · croix noire sur case noire f6 · Pion noir sur case noire h6 · Pion noir sur case blanche b5 · Fou blanc sur case blanche d5 · bas sur case noire e5 · cercle blanc sur case blanche f5 · haut droite sur case blanche c4 · Pion blanc sur case noire d4 · Cavalier sur case blanche e4 · croix blanche sur case blanche b3 · haut sur case noire e3 · Cavalier blanc sur case blanche f3 · cercle blanc sur case noire g3 · Pion blanc sur case blanche h3 · Pion blanc sur case blanche a2 · Pion blanc sur case noire b2 · cercle blanc sur case noire d2 · haut sur case blanche e2 · Pion blanc sur case noire f2 · Pion blanc sur case blanche g2 · Tour blanche sur case noire a1 · cercle blanc sur case blanche b1 · Fou blanc sur case noire c1 · Dame blanche sur case blanche d1 · Tour blanche sur case noire e1 · Cavalier blanc sur case blanche f1 · Roi blanc sur case noire g1 | Tour noire sur case blanche a8 · Fou noir sur case blanche c8 · Dame noire sur case noire d8 · Tour noire sur case blanche e8 · Fou noir sur case noire f8 · Roi noir sur case blanche g8 · Pion noir sur case noire c7 · bas sur case noire e7 · Pion noir sur case blanche f7 · Pion noir sur case noire g7 · Pion noir sur case blanche a6 · Cavalier sur case blanche c6 · Pion noir sur case noire d6 · bas sur case blanche e6 · croix noire sur case noire f6 · Pion noir sur case noire h6 · Pion noir sur case blanche b5 · Fou blanc sur case blanche d5 · bas sur case noire e5 · cercle blanc sur case blanche f5 · haut droite sur case blanche c4 · Pion blanc sur case noire d4 · Cavalier sur case blanche e4 · croix blanche sur case blanche b3 · haut sur case noire e3 · Cavalier blanc sur case blanche f3 · cercle blanc sur case noire g3 · Pion blanc sur case blanche h3 · Pion blanc sur case blanche a2 · Pion blanc sur case noire b2 · cercle blanc sur case noire d2 · haut sur case blanche e2 · Pion blanc sur case noire f2 · Pion blanc sur case blanche g2 · Tour blanche sur case noire a1 · cercle blanc sur case blanche b1 · Fou blanc sur case noire c1 · Dame blanche sur case blanche d1 · Tour blanche sur case noire e1 · Cavalier blanc sur case blanche f1 · Roi blanc sur case noire g1 | Tour noire sur case blanche a8 · Fou noir sur case blanche c8 · Dame noire sur case noire d8 · Tour noire sur case blanche e8 · Fou noir sur case noire f8 · Roi noir sur case blanche g8 · Pion noir sur case noire c7 · bas sur case noire e7 · Pion noir sur case blanche f7 · Pion noir sur case noire g7 · Pion noir sur case blanche a6 · Cavalier sur case blanche c6 · Pion noir sur case noire d6 · bas sur case blanche e6 · croix noire sur case noire f6 · Pion noir sur case noire h6 · Pion noir sur case blanche b5 · Fou blanc sur case blanche d5 · bas sur case noire e5 · cercle blanc sur case blanche f5 · haut droite sur case blanche c4 · Pion blanc sur case noire d4 · Cavalier sur case blanche e4 · croix blanche sur case blanche b3 · haut sur case noire e3 · Cavalier blanc sur case blanche f3 · cercle blanc sur case noire g3 · Pion blanc sur case blanche h3 · Pion blanc sur case blanche a2 · Pion blanc sur case noire b2 · cercle blanc sur case noire d2 · haut sur case blanche e2 · Pion blanc sur case noire f2 · Pion blanc sur case blanche g2 · Tour blanche sur case noire a1 · cercle blanc sur case blanche b1 · Fou blanc sur case noire c1 · Dame blanche sur case blanche d1 · Tour blanche sur case noire e1 · Cavalier blanc sur case blanche f1 · Roi blanc sur case noire g1 | Tour noire sur case blanche a8 · Fou noir sur case blanche c8 · Dame noire sur case noire d8 · Tour noire sur case blanche e8 · Fou noir sur case noire f8 · Roi noir sur case blanche g8 · Pion noir sur case noire c7 · bas sur case noire e7 · Pion noir sur case blanche f7 · Pion noir sur case noire g7 · Pion noir sur case blanche a6 · Cavalier sur case blanche c6 · Pion noir sur case noire d6 · bas sur case blanche e6 · croix noire sur case noire f6 · Pion noir sur case noire h6 · Pion noir sur case blanche b5 · Fou blanc sur case blanche d5 · bas sur case noire e5 · cercle blanc sur case blanche f5 · haut droite sur case blanche c4 · Pion blanc sur case noire d4 · Cavalier sur case blanche e4 · croix blanche sur case blanche b3 · haut sur case noire e3 · Cavalier blanc sur case blanche f3 · cercle blanc sur case noire g3 · Pion blanc sur case blanche h3 · Pion blanc sur case blanche a2 · Pion blanc sur case noire b2 · cercle blanc sur case noire d2 · haut sur case blanche e2 · Pion blanc sur case noire f2 · Pion blanc sur case blanche g2 · Tour blanche sur case noire a1 · cercle blanc sur case blanche b1 · Fou blanc sur case noire c1 · Dame blanche sur case blanche d1 · Tour blanche sur case noire e1 · Cavalier blanc sur case blanche f1 · Roi blanc sur case noire g1 | Tour noire sur case blanche a8 · Fou noir sur case blanche c8 · Dame noire sur case noire d8 · Tour noire sur case blanche e8 · Fou noir sur case noire f8 · Roi noir sur case blanche g8 · Pion noir sur case noire c7 · bas sur case noire e7 · Pion noir sur case blanche f7 · Pion noir sur case noire g7 · Pion noir sur case blanche a6 · Cavalier sur case blanche c6 · Pion noir sur case noire d6 · bas sur case blanche e6 · croix noire sur case noire f6 · Pion noir sur case noire h6 · Pion noir sur case blanche b5 · Fou blanc sur case blanche d5 · bas sur case noire e5 · cercle blanc sur case blanche f5 · haut droite sur case blanche c4 · Pion blanc sur case noire d4 · Cavalier sur case blanche e4 · croix blanche sur case blanche b3 · haut sur case noire e3 · Cavalier blanc sur case blanche f3 · cercle blanc sur case noire g3 · Pion blanc sur case blanche h3 · Pion blanc sur case blanche a2 · Pion blanc sur case noire b2 · cercle blanc sur case noire d2 · haut sur case blanche e2 · Pion blanc sur case noire f2 · Pion blanc sur case blanche g2 · Tour blanche sur case noire a1 · cercle blanc sur case blanche b1 · Fou blanc sur case noire c1 · Dame blanche sur case blanche d1 · Tour blanche sur case noire e1 · Cavalier blanc sur case blanche f1 · Roi blanc sur case noire g1 | Tour noire sur case blanche a8 · Fou noir sur case blanche c8 · Dame noire sur case noire d8 · Tour noire sur case blanche e8 · Fou noir sur case noire f8 · Roi noir sur case blanche g8 · Pion noir sur case noire c7 · bas sur case noire e7 · Pion noir sur case blanche f7 · Pion noir sur case noire g7 · Pion noir sur case blanche a6 · Cavalier sur case blanche c6 · Pion noir sur case noire d6 · bas sur case blanche e6 · croix noire sur case noire f6 · Pion noir sur case noire h6 · Pion noir sur case blanche b5 · Fou blanc sur case blanche d5 · bas sur case noire e5 · cercle blanc sur case blanche f5 · haut droite sur case blanche c4 · Pion blanc sur case noire d4 · Cavalier sur case blanche e4 · croix blanche sur case blanche b3 · haut sur case noire e3 · Cavalier blanc sur case blanche f3 · cercle blanc sur case noire g3 · Pion blanc sur case blanche h3 · Pion blanc sur case blanche a2 · Pion blanc sur case noire b2 · cercle blanc sur case noire d2 · haut sur case blanche e2 · Pion blanc sur case noire f2 · Pion blanc sur case blanche g2 · Tour blanche sur case noire a1 · cercle blanc sur case blanche b1 · Fou blanc sur case noire c1 · Dame blanche sur case blanche d1 · Tour blanche sur case noire e1 · Cavalier blanc sur case blanche f1 · Roi blanc sur case noire g1 | 8 |
| 7 | Tour noire sur case blanche a8 · Fou noir sur case blanche c8 · Dame noire sur case noire d8 · Tour noire sur case blanche e8 · Fou noir sur case noire f8 · Roi noir sur case blanche g8 · Pion noir sur case noire c7 · bas sur case noire e7 · Pion noir sur case blanche f7 · Pion noir sur case noire g7 · Pion noir sur case blanche a6 · Cavalier sur case blanche c6 · Pion noir sur case noire d6 · bas sur case blanche e6 · croix noire sur case noire f6 · Pion noir sur case noire h6 · Pion noir sur case blanche b5 · Fou blanc sur case blanche d5 · bas sur case noire e5 · cercle blanc sur case blanche f5 · haut droite sur case blanche c4 · Pion blanc sur case noire d4 · Cavalier sur case blanche e4 · croix blanche sur case blanche b3 · haut sur case noire e3 · Cavalier blanc sur case blanche f3 · cercle blanc sur case noire g3 · Pion blanc sur case blanche h3 · Pion blanc sur case blanche a2 · Pion blanc sur case noire b2 · cercle blanc sur case noire d2 · haut sur case blanche e2 · Pion blanc sur case noire f2 · Pion blanc sur case blanche g2 · Tour blanche sur case noire a1 · cercle blanc sur case blanche b1 · Fou blanc sur case noire c1 · Dame blanche sur case blanche d1 · Tour blanche sur case noire e1 · Cavalier blanc sur case blanche f1 · Roi blanc sur case noire g1 | Tour noire sur case blanche a8 · Fou noir sur case blanche c8 · Dame noire sur case noire d8 · Tour noire sur case blanche e8 · Fou noir sur case noire f8 · Roi noir sur case blanche g8 · Pion noir sur case noire c7 · bas sur case noire e7 · Pion noir sur case blanche f7 · Pion noir sur case noire g7 · Pion noir sur case blanche a6 · Cavalier sur case blanche c6 · Pion noir sur case noire d6 · bas sur case blanche e6 · croix noire sur case noire f6 · Pion noir sur case noire h6 · Pion noir sur case blanche b5 · Fou blanc sur case blanche d5 · bas sur case noire e5 · cercle blanc sur case blanche f5 · haut droite sur case blanche c4 · Pion blanc sur case noire d4 · Cavalier sur case blanche e4 · croix blanche sur case blanche b3 · haut sur case noire e3 · Cavalier blanc sur case blanche f3 · cercle blanc sur case noire g3 · Pion blanc sur case blanche h3 · Pion blanc sur case blanche a2 · Pion blanc sur case noire b2 · cercle blanc sur case noire d2 · haut sur case blanche e2 · Pion blanc sur case noire f2 · Pion blanc sur case blanche g2 · Tour blanche sur case noire a1 · cercle blanc sur case blanche b1 · Fou blanc sur case noire c1 · Dame blanche sur case blanche d1 · Tour blanche sur case noire e1 · Cavalier blanc sur case blanche f1 · Roi blanc sur case noire g1 | Tour noire sur case blanche a8 · Fou noir sur case blanche c8 · Dame noire sur case noire d8 · Tour noire sur case blanche e8 · Fou noir sur case noire f8 · Roi noir sur case blanche g8 · Pion noir sur case noire c7 · bas sur case noire e7 · Pion noir sur case blanche f7 · Pion noir sur case noire g7 · Pion noir sur case blanche a6 · Cavalier sur case blanche c6 · Pion noir sur case noire d6 · bas sur case blanche e6 · croix noire sur case noire f6 · Pion noir sur case noire h6 · Pion noir sur case blanche b5 · Fou blanc sur case blanche d5 · bas sur case noire e5 · cercle blanc sur case blanche f5 · haut droite sur case blanche c4 · Pion blanc sur case noire d4 · Cavalier sur case blanche e4 · croix blanche sur case blanche b3 · haut sur case noire e3 · Cavalier blanc sur case blanche f3 · cercle blanc sur case noire g3 · Pion blanc sur case blanche h3 · Pion blanc sur case blanche a2 · Pion blanc sur case noire b2 · cercle blanc sur case noire d2 · haut sur case blanche e2 · Pion blanc sur case noire f2 · Pion blanc sur case blanche g2 · Tour blanche sur case noire a1 · cercle blanc sur case blanche b1 · Fou blanc sur case noire c1 · Dame blanche sur case blanche d1 · Tour blanche sur case noire e1 · Cavalier blanc sur case blanche f1 · Roi blanc sur case noire g1 | Tour noire sur case blanche a8 · Fou noir sur case blanche c8 · Dame noire sur case noire d8 · Tour noire sur case blanche e8 · Fou noir sur case noire f8 · Roi noir sur case blanche g8 · Pion noir sur case noire c7 · bas sur case noire e7 · Pion noir sur case blanche f7 · Pion noir sur case noire g7 · Pion noir sur case blanche a6 · Cavalier sur case blanche c6 · Pion noir sur case noire d6 · bas sur case blanche e6 · croix noire sur case noire f6 · Pion noir sur case noire h6 · Pion noir sur case blanche b5 · Fou blanc sur case blanche d5 · bas sur case noire e5 · cercle blanc sur case blanche f5 · haut droite sur case blanche c4 · Pion blanc sur case noire d4 · Cavalier sur case blanche e4 · croix blanche sur case blanche b3 · haut sur case noire e3 · Cavalier blanc sur case blanche f3 · cercle blanc sur case noire g3 · Pion blanc sur case blanche h3 · Pion blanc sur case blanche a2 · Pion blanc sur case noire b2 · cercle blanc sur case noire d2 · haut sur case blanche e2 · Pion blanc sur case noire f2 · Pion blanc sur case blanche g2 · Tour blanche sur case noire a1 · cercle blanc sur case blanche b1 · Fou blanc sur case noire c1 · Dame blanche sur case blanche d1 · Tour blanche sur case noire e1 · Cavalier blanc sur case blanche f1 · Roi blanc sur case noire g1 | Tour noire sur case blanche a8 · Fou noir sur case blanche c8 · Dame noire sur case noire d8 · Tour noire sur case blanche e8 · Fou noir sur case noire f8 · Roi noir sur case blanche g8 · Pion noir sur case noire c7 · bas sur case noire e7 · Pion noir sur case blanche f7 · Pion noir sur case noire g7 · Pion noir sur case blanche a6 · Cavalier sur case blanche c6 · Pion noir sur case noire d6 · bas sur case blanche e6 · croix noire sur case noire f6 · Pion noir sur case noire h6 · Pion noir sur case blanche b5 · Fou blanc sur case blanche d5 · bas sur case noire e5 · cercle blanc sur case blanche f5 · haut droite sur case blanche c4 · Pion blanc sur case noire d4 · Cavalier sur case blanche e4 · croix blanche sur case blanche b3 · haut sur case noire e3 · Cavalier blanc sur case blanche f3 · cercle blanc sur case noire g3 · Pion blanc sur case blanche h3 · Pion blanc sur case blanche a2 · Pion blanc sur case noire b2 · cercle blanc sur case noire d2 · haut sur case blanche e2 · Pion blanc sur case noire f2 · Pion blanc sur case blanche g2 · Tour blanche sur case noire a1 · cercle blanc sur case blanche b1 · Fou blanc sur case noire c1 · Dame blanche sur case blanche d1 · Tour blanche sur case noire e1 · Cavalier blanc sur case blanche f1 · Roi blanc sur case noire g1 | Tour noire sur case blanche a8 · Fou noir sur case blanche c8 · Dame noire sur case noire d8 · Tour noire sur case blanche e8 · Fou noir sur case noire f8 · Roi noir sur case blanche g8 · Pion noir sur case noire c7 · bas sur case noire e7 · Pion noir sur case blanche f7 · Pion noir sur case noire g7 · Pion noir sur case blanche a6 · Cavalier sur case blanche c6 · Pion noir sur case noire d6 · bas sur case blanche e6 · croix noire sur case noire f6 · Pion noir sur case noire h6 · Pion noir sur case blanche b5 · Fou blanc sur case blanche d5 · bas sur case noire e5 · cercle blanc sur case blanche f5 · haut droite sur case blanche c4 · Pion blanc sur case noire d4 · Cavalier sur case blanche e4 · croix blanche sur case blanche b3 · haut sur case noire e3 · Cavalier blanc sur case blanche f3 · cercle blanc sur case noire g3 · Pion blanc sur case blanche h3 · Pion blanc sur case blanche a2 · Pion blanc sur case noire b2 · cercle blanc sur case noire d2 · haut sur case blanche e2 · Pion blanc sur case noire f2 · Pion blanc sur case blanche g2 · Tour blanche sur case noire a1 · cercle blanc sur case blanche b1 · Fou blanc sur case noire c1 · Dame blanche sur case blanche d1 · Tour blanche sur case noire e1 · Cavalier blanc sur case blanche f1 · Roi blanc sur case noire g1 | Tour noire sur case blanche a8 · Fou noir sur case blanche c8 · Dame noire sur case noire d8 · Tour noire sur case blanche e8 · Fou noir sur case noire f8 · Roi noir sur case blanche g8 · Pion noir sur case noire c7 · bas sur case noire e7 · Pion noir sur case blanche f7 · Pion noir sur case noire g7 · Pion noir sur case blanche a6 · Cavalier sur case blanche c6 · Pion noir sur case noire d6 · bas sur case blanche e6 · croix noire sur case noire f6 · Pion noir sur case noire h6 · Pion noir sur case blanche b5 · Fou blanc sur case blanche d5 · bas sur case noire e5 · cercle blanc sur case blanche f5 · haut droite sur case blanche c4 · Pion blanc sur case noire d4 · Cavalier sur case blanche e4 · croix blanche sur case blanche b3 · haut sur case noire e3 · Cavalier blanc sur case blanche f3 · cercle blanc sur case noire g3 · Pion blanc sur case blanche h3 · Pion blanc sur case blanche a2 · Pion blanc sur case noire b2 · cercle blanc sur case noire d2 · haut sur case blanche e2 · Pion blanc sur case noire f2 · Pion blanc sur case blanche g2 · Tour blanche sur case noire a1 · cercle blanc sur case blanche b1 · Fou blanc sur case noire c1 · Dame blanche sur case blanche d1 · Tour blanche sur case noire e1 · Cavalier blanc sur case blanche f1 · Roi blanc sur case noire g1 | Tour noire sur case blanche a8 · Fou noir sur case blanche c8 · Dame noire sur case noire d8 · Tour noire sur case blanche e8 · Fou noir sur case noire f8 · Roi noir sur case blanche g8 · Pion noir sur case noire c7 · bas sur case noire e7 · Pion noir sur case blanche f7 · Pion noir sur case noire g7 · Pion noir sur case blanche a6 · Cavalier sur case blanche c6 · Pion noir sur case noire d6 · bas sur case blanche e6 · croix noire sur case noire f6 · Pion noir sur case noire h6 · Pion noir sur case blanche b5 · Fou blanc sur case blanche d5 · bas sur case noire e5 · cercle blanc sur case blanche f5 · haut droite sur case blanche c4 · Pion blanc sur case noire d4 · Cavalier sur case blanche e4 · croix blanche sur case blanche b3 · haut sur case noire e3 · Cavalier blanc sur case blanche f3 · cercle blanc sur case noire g3 · Pion blanc sur case blanche h3 · Pion blanc sur case blanche a2 · Pion blanc sur case noire b2 · cercle blanc sur case noire d2 · haut sur case blanche e2 · Pion blanc sur case noire f2 · Pion blanc sur case blanche g2 · Tour blanche sur case noire a1 · cercle blanc sur case blanche b1 · Fou blanc sur case noire c1 · Dame blanche sur case blanche d1 · Tour blanche sur case noire e1 · Cavalier blanc sur case blanche f1 · Roi blanc sur case noire g1 | 7 |
| 6 | Tour noire sur case blanche a8 · Fou noir sur case blanche c8 · Dame noire sur case noire d8 · Tour noire sur case blanche e8 · Fou noir sur case noire f8 · Roi noir sur case blanche g8 · Pion noir sur case noire c7 · bas sur case noire e7 · Pion noir sur case blanche f7 · Pion noir sur case noire g7 · Pion noir sur case blanche a6 · Cavalier sur case blanche c6 · Pion noir sur case noire d6 · bas sur case blanche e6 · croix noire sur case noire f6 · Pion noir sur case noire h6 · Pion noir sur case blanche b5 · Fou blanc sur case blanche d5 · bas sur case noire e5 · cercle blanc sur case blanche f5 · haut droite sur case blanche c4 · Pion blanc sur case noire d4 · Cavalier sur case blanche e4 · croix blanche sur case blanche b3 · haut sur case noire e3 · Cavalier blanc sur case blanche f3 · cercle blanc sur case noire g3 · Pion blanc sur case blanche h3 · Pion blanc sur case blanche a2 · Pion blanc sur case noire b2 · cercle blanc sur case noire d2 · haut sur case blanche e2 · Pion blanc sur case noire f2 · Pion blanc sur case blanche g2 · Tour blanche sur case noire a1 · cercle blanc sur case blanche b1 · Fou blanc sur case noire c1 · Dame blanche sur case blanche d1 · Tour blanche sur case noire e1 · Cavalier blanc sur case blanche f1 · Roi blanc sur case noire g1 | Tour noire sur case blanche a8 · Fou noir sur case blanche c8 · Dame noire sur case noire d8 · Tour noire sur case blanche e8 · Fou noir sur case noire f8 · Roi noir sur case blanche g8 · Pion noir sur case noire c7 · bas sur case noire e7 · Pion noir sur case blanche f7 · Pion noir sur case noire g7 · Pion noir sur case blanche a6 · Cavalier sur case blanche c6 · Pion noir sur case noire d6 · bas sur case blanche e6 · croix noire sur case noire f6 · Pion noir sur case noire h6 · Pion noir sur case blanche b5 · Fou blanc sur case blanche d5 · bas sur case noire e5 · cercle blanc sur case blanche f5 · haut droite sur case blanche c4 · Pion blanc sur case noire d4 · Cavalier sur case blanche e4 · croix blanche sur case blanche b3 · haut sur case noire e3 · Cavalier blanc sur case blanche f3 · cercle blanc sur case noire g3 · Pion blanc sur case blanche h3 · Pion blanc sur case blanche a2 · Pion blanc sur case noire b2 · cercle blanc sur case noire d2 · haut sur case blanche e2 · Pion blanc sur case noire f2 · Pion blanc sur case blanche g2 · Tour blanche sur case noire a1 · cercle blanc sur case blanche b1 · Fou blanc sur case noire c1 · Dame blanche sur case blanche d1 · Tour blanche sur case noire e1 · Cavalier blanc sur case blanche f1 · Roi blanc sur case noire g1 | Tour noire sur case blanche a8 · Fou noir sur case blanche c8 · Dame noire sur case noire d8 · Tour noire sur case blanche e8 · Fou noir sur case noire f8 · Roi noir sur case blanche g8 · Pion noir sur case noire c7 · bas sur case noire e7 · Pion noir sur case blanche f7 · Pion noir sur case noire g7 · Pion noir sur case blanche a6 · Cavalier sur case blanche c6 · Pion noir sur case noire d6 · bas sur case blanche e6 · croix noire sur case noire f6 · Pion noir sur case noire h6 · Pion noir sur case blanche b5 · Fou blanc sur case blanche d5 · bas sur case noire e5 · cercle blanc sur case blanche f5 · haut droite sur case blanche c4 · Pion blanc sur case noire d4 · Cavalier sur case blanche e4 · croix blanche sur case blanche b3 · haut sur case noire e3 · Cavalier blanc sur case blanche f3 · cercle blanc sur case noire g3 · Pion blanc sur case blanche h3 · Pion blanc sur case blanche a2 · Pion blanc sur case noire b2 · cercle blanc sur case noire d2 · haut sur case blanche e2 · Pion blanc sur case noire f2 · Pion blanc sur case blanche g2 · Tour blanche sur case noire a1 · cercle blanc sur case blanche b1 · Fou blanc sur case noire c1 · Dame blanche sur case blanche d1 · Tour blanche sur case noire e1 · Cavalier blanc sur case blanche f1 · Roi blanc sur case noire g1 | Tour noire sur case blanche a8 · Fou noir sur case blanche c8 · Dame noire sur case noire d8 · Tour noire sur case blanche e8 · Fou noir sur case noire f8 · Roi noir sur case blanche g8 · Pion noir sur case noire c7 · bas sur case noire e7 · Pion noir sur case blanche f7 · Pion noir sur case noire g7 · Pion noir sur case blanche a6 · Cavalier sur case blanche c6 · Pion noir sur case noire d6 · bas sur case blanche e6 · croix noire sur case noire f6 · Pion noir sur case noire h6 · Pion noir sur case blanche b5 · Fou blanc sur case blanche d5 · bas sur case noire e5 · cercle blanc sur case blanche f5 · haut droite sur case blanche c4 · Pion blanc sur case noire d4 · Cavalier sur case blanche e4 · croix blanche sur case blanche b3 · haut sur case noire e3 · Cavalier blanc sur case blanche f3 · cercle blanc sur case noire g3 · Pion blanc sur case blanche h3 · Pion blanc sur case blanche a2 · Pion blanc sur case noire b2 · cercle blanc sur case noire d2 · haut sur case blanche e2 · Pion blanc sur case noire f2 · Pion blanc sur case blanche g2 · Tour blanche sur case noire a1 · cercle blanc sur case blanche b1 · Fou blanc sur case noire c1 · Dame blanche sur case blanche d1 · Tour blanche sur case noire e1 · Cavalier blanc sur case blanche f1 · Roi blanc sur case noire g1 | Tour noire sur case blanche a8 · Fou noir sur case blanche c8 · Dame noire sur case noire d8 · Tour noire sur case blanche e8 · Fou noir sur case noire f8 · Roi noir sur case blanche g8 · Pion noir sur case noire c7 · bas sur case noire e7 · Pion noir sur case blanche f7 · Pion noir sur case noire g7 · Pion noir sur case blanche a6 · Cavalier sur case blanche c6 · Pion noir sur case noire d6 · bas sur case blanche e6 · croix noire sur case noire f6 · Pion noir sur case noire h6 · Pion noir sur case blanche b5 · Fou blanc sur case blanche d5 · bas sur case noire e5 · cercle blanc sur case blanche f5 · haut droite sur case blanche c4 · Pion blanc sur case noire d4 · Cavalier sur case blanche e4 · croix blanche sur case blanche b3 · haut sur case noire e3 · Cavalier blanc sur case blanche f3 · cercle blanc sur case noire g3 · Pion blanc sur case blanche h3 · Pion blanc sur case blanche a2 · Pion blanc sur case noire b2 · cercle blanc sur case noire d2 · haut sur case blanche e2 · Pion blanc sur case noire f2 · Pion blanc sur case blanche g2 · Tour blanche sur case noire a1 · cercle blanc sur case blanche b1 · Fou blanc sur case noire c1 · Dame blanche sur case blanche d1 · Tour blanche sur case noire e1 · Cavalier blanc sur case blanche f1 · Roi blanc sur case noire g1 | Tour noire sur case blanche a8 · Fou noir sur case blanche c8 · Dame noire sur case noire d8 · Tour noire sur case blanche e8 · Fou noir sur case noire f8 · Roi noir sur case blanche g8 · Pion noir sur case noire c7 · bas sur case noire e7 · Pion noir sur case blanche f7 · Pion noir sur case noire g7 · Pion noir sur case blanche a6 · Cavalier sur case blanche c6 · Pion noir sur case noire d6 · bas sur case blanche e6 · croix noire sur case noire f6 · Pion noir sur case noire h6 · Pion noir sur case blanche b5 · Fou blanc sur case blanche d5 · bas sur case noire e5 · cercle blanc sur case blanche f5 · haut droite sur case blanche c4 · Pion blanc sur case noire d4 · Cavalier sur case blanche e4 · croix blanche sur case blanche b3 · haut sur case noire e3 · Cavalier blanc sur case blanche f3 · cercle blanc sur case noire g3 · Pion blanc sur case blanche h3 · Pion blanc sur case blanche a2 · Pion blanc sur case noire b2 · cercle blanc sur case noire d2 · haut sur case blanche e2 · Pion blanc sur case noire f2 · Pion blanc sur case blanche g2 · Tour blanche sur case noire a1 · cercle blanc sur case blanche b1 · Fou blanc sur case noire c1 · Dame blanche sur case blanche d1 · Tour blanche sur case noire e1 · Cavalier blanc sur case blanche f1 · Roi blanc sur case noire g1 | Tour noire sur case blanche a8 · Fou noir sur case blanche c8 · Dame noire sur case noire d8 · Tour noire sur case blanche e8 · Fou noir sur case noire f8 · Roi noir sur case blanche g8 · Pion noir sur case noire c7 · bas sur case noire e7 · Pion noir sur case blanche f7 · Pion noir sur case noire g7 · Pion noir sur case blanche a6 · Cavalier sur case blanche c6 · Pion noir sur case noire d6 · bas sur case blanche e6 · croix noire sur case noire f6 · Pion noir sur case noire h6 · Pion noir sur case blanche b5 · Fou blanc sur case blanche d5 · bas sur case noire e5 · cercle blanc sur case blanche f5 · haut droite sur case blanche c4 · Pion blanc sur case noire d4 · Cavalier sur case blanche e4 · croix blanche sur case blanche b3 · haut sur case noire e3 · Cavalier blanc sur case blanche f3 · cercle blanc sur case noire g3 · Pion blanc sur case blanche h3 · Pion blanc sur case blanche a2 · Pion blanc sur case noire b2 · cercle blanc sur case noire d2 · haut sur case blanche e2 · Pion blanc sur case noire f2 · Pion blanc sur case blanche g2 · Tour blanche sur case noire a1 · cercle blanc sur case blanche b1 · Fou blanc sur case noire c1 · Dame blanche sur case blanche d1 · Tour blanche sur case noire e1 · Cavalier blanc sur case blanche f1 · Roi blanc sur case noire g1 | Tour noire sur case blanche a8 · Fou noir sur case blanche c8 · Dame noire sur case noire d8 · Tour noire sur case blanche e8 · Fou noir sur case noire f8 · Roi noir sur case blanche g8 · Pion noir sur case noire c7 · bas sur case noire e7 · Pion noir sur case blanche f7 · Pion noir sur case noire g7 · Pion noir sur case blanche a6 · Cavalier sur case blanche c6 · Pion noir sur case noire d6 · bas sur case blanche e6 · croix noire sur case noire f6 · Pion noir sur case noire h6 · Pion noir sur case blanche b5 · Fou blanc sur case blanche d5 · bas sur case noire e5 · cercle blanc sur case blanche f5 · haut droite sur case blanche c4 · Pion blanc sur case noire d4 · Cavalier sur case blanche e4 · croix blanche sur case blanche b3 · haut sur case noire e3 · Cavalier blanc sur case blanche f3 · cercle blanc sur case noire g3 · Pion blanc sur case blanche h3 · Pion blanc sur case blanche a2 · Pion blanc sur case noire b2 · cercle blanc sur case noire d2 · haut sur case blanche e2 · Pion blanc sur case noire f2 · Pion blanc sur case blanche g2 · Tour blanche sur case noire a1 · cercle blanc sur case blanche b1 · Fou blanc sur case noire c1 · Dame blanche sur case blanche d1 · Tour blanche sur case noire e1 · Cavalier blanc sur case blanche f1 · Roi blanc sur case noire g1 | 6 |
| 5 | Tour noire sur case blanche a8 · Fou noir sur case blanche c8 · Dame noire sur case noire d8 · Tour noire sur case blanche e8 · Fou noir sur case noire f8 · Roi noir sur case blanche g8 · Pion noir sur case noire c7 · bas sur case noire e7 · Pion noir sur case blanche f7 · Pion noir sur case noire g7 · Pion noir sur case blanche a6 · Cavalier sur case blanche c6 · Pion noir sur case noire d6 · bas sur case blanche e6 · croix noire sur case noire f6 · Pion noir sur case noire h6 · Pion noir sur case blanche b5 · Fou blanc sur case blanche d5 · bas sur case noire e5 · cercle blanc sur case blanche f5 · haut droite sur case blanche c4 · Pion blanc sur case noire d4 · Cavalier sur case blanche e4 · croix blanche sur case blanche b3 · haut sur case noire e3 · Cavalier blanc sur case blanche f3 · cercle blanc sur case noire g3 · Pion blanc sur case blanche h3 · Pion blanc sur case blanche a2 · Pion blanc sur case noire b2 · cercle blanc sur case noire d2 · haut sur case blanche e2 · Pion blanc sur case noire f2 · Pion blanc sur case blanche g2 · Tour blanche sur case noire a1 · cercle blanc sur case blanche b1 · Fou blanc sur case noire c1 · Dame blanche sur case blanche d1 · Tour blanche sur case noire e1 · Cavalier blanc sur case blanche f1 · Roi blanc sur case noire g1 | Tour noire sur case blanche a8 · Fou noir sur case blanche c8 · Dame noire sur case noire d8 · Tour noire sur case blanche e8 · Fou noir sur case noire f8 · Roi noir sur case blanche g8 · Pion noir sur case noire c7 · bas sur case noire e7 · Pion noir sur case blanche f7 · Pion noir sur case noire g7 · Pion noir sur case blanche a6 · Cavalier sur case blanche c6 · Pion noir sur case noire d6 · bas sur case blanche e6 · croix noire sur case noire f6 · Pion noir sur case noire h6 · Pion noir sur case blanche b5 · Fou blanc sur case blanche d5 · bas sur case noire e5 · cercle blanc sur case blanche f5 · haut droite sur case blanche c4 · Pion blanc sur case noire d4 · Cavalier sur case blanche e4 · croix blanche sur case blanche b3 · haut sur case noire e3 · Cavalier blanc sur case blanche f3 · cercle blanc sur case noire g3 · Pion blanc sur case blanche h3 · Pion blanc sur case blanche a2 · Pion blanc sur case noire b2 · cercle blanc sur case noire d2 · haut sur case blanche e2 · Pion blanc sur case noire f2 · Pion blanc sur case blanche g2 · Tour blanche sur case noire a1 · cercle blanc sur case blanche b1 · Fou blanc sur case noire c1 · Dame blanche sur case blanche d1 · Tour blanche sur case noire e1 · Cavalier blanc sur case blanche f1 · Roi blanc sur case noire g1 | Tour noire sur case blanche a8 · Fou noir sur case blanche c8 · Dame noire sur case noire d8 · Tour noire sur case blanche e8 · Fou noir sur case noire f8 · Roi noir sur case blanche g8 · Pion noir sur case noire c7 · bas sur case noire e7 · Pion noir sur case blanche f7 · Pion noir sur case noire g7 · Pion noir sur case blanche a6 · Cavalier sur case blanche c6 · Pion noir sur case noire d6 · bas sur case blanche e6 · croix noire sur case noire f6 · Pion noir sur case noire h6 · Pion noir sur case blanche b5 · Fou blanc sur case blanche d5 · bas sur case noire e5 · cercle blanc sur case blanche f5 · haut droite sur case blanche c4 · Pion blanc sur case noire d4 · Cavalier sur case blanche e4 · croix blanche sur case blanche b3 · haut sur case noire e3 · Cavalier blanc sur case blanche f3 · cercle blanc sur case noire g3 · Pion blanc sur case blanche h3 · Pion blanc sur case blanche a2 · Pion blanc sur case noire b2 · cercle blanc sur case noire d2 · haut sur case blanche e2 · Pion blanc sur case noire f2 · Pion blanc sur case blanche g2 · Tour blanche sur case noire a1 · cercle blanc sur case blanche b1 · Fou blanc sur case noire c1 · Dame blanche sur case blanche d1 · Tour blanche sur case noire e1 · Cavalier blanc sur case blanche f1 · Roi blanc sur case noire g1 | Tour noire sur case blanche a8 · Fou noir sur case blanche c8 · Dame noire sur case noire d8 · Tour noire sur case blanche e8 · Fou noir sur case noire f8 · Roi noir sur case blanche g8 · Pion noir sur case noire c7 · bas sur case noire e7 · Pion noir sur case blanche f7 · Pion noir sur case noire g7 · Pion noir sur case blanche a6 · Cavalier sur case blanche c6 · Pion noir sur case noire d6 · bas sur case blanche e6 · croix noire sur case noire f6 · Pion noir sur case noire h6 · Pion noir sur case blanche b5 · Fou blanc sur case blanche d5 · bas sur case noire e5 · cercle blanc sur case blanche f5 · haut droite sur case blanche c4 · Pion blanc sur case noire d4 · Cavalier sur case blanche e4 · croix blanche sur case blanche b3 · haut sur case noire e3 · Cavalier blanc sur case blanche f3 · cercle blanc sur case noire g3 · Pion blanc sur case blanche h3 · Pion blanc sur case blanche a2 · Pion blanc sur case noire b2 · cercle blanc sur case noire d2 · haut sur case blanche e2 · Pion blanc sur case noire f2 · Pion blanc sur case blanche g2 · Tour blanche sur case noire a1 · cercle blanc sur case blanche b1 · Fou blanc sur case noire c1 · Dame blanche sur case blanche d1 · Tour blanche sur case noire e1 · Cavalier blanc sur case blanche f1 · Roi blanc sur case noire g1 | Tour noire sur case blanche a8 · Fou noir sur case blanche c8 · Dame noire sur case noire d8 · Tour noire sur case blanche e8 · Fou noir sur case noire f8 · Roi noir sur case blanche g8 · Pion noir sur case noire c7 · bas sur case noire e7 · Pion noir sur case blanche f7 · Pion noir sur case noire g7 · Pion noir sur case blanche a6 · Cavalier sur case blanche c6 · Pion noir sur case noire d6 · bas sur case blanche e6 · croix noire sur case noire f6 · Pion noir sur case noire h6 · Pion noir sur case blanche b5 · Fou blanc sur case blanche d5 · bas sur case noire e5 · cercle blanc sur case blanche f5 · haut droite sur case blanche c4 · Pion blanc sur case noire d4 · Cavalier sur case blanche e4 · croix blanche sur case blanche b3 · haut sur case noire e3 · Cavalier blanc sur case blanche f3 · cercle blanc sur case noire g3 · Pion blanc sur case blanche h3 · Pion blanc sur case blanche a2 · Pion blanc sur case noire b2 · cercle blanc sur case noire d2 · haut sur case blanche e2 · Pion blanc sur case noire f2 · Pion blanc sur case blanche g2 · Tour blanche sur case noire a1 · cercle blanc sur case blanche b1 · Fou blanc sur case noire c1 · Dame blanche sur case blanche d1 · Tour blanche sur case noire e1 · Cavalier blanc sur case blanche f1 · Roi blanc sur case noire g1 | Tour noire sur case blanche a8 · Fou noir sur case blanche c8 · Dame noire sur case noire d8 · Tour noire sur case blanche e8 · Fou noir sur case noire f8 · Roi noir sur case blanche g8 · Pion noir sur case noire c7 · bas sur case noire e7 · Pion noir sur case blanche f7 · Pion noir sur case noire g7 · Pion noir sur case blanche a6 · Cavalier sur case blanche c6 · Pion noir sur case noire d6 · bas sur case blanche e6 · croix noire sur case noire f6 · Pion noir sur case noire h6 · Pion noir sur case blanche b5 · Fou blanc sur case blanche d5 · bas sur case noire e5 · cercle blanc sur case blanche f5 · haut droite sur case blanche c4 · Pion blanc sur case noire d4 · Cavalier sur case blanche e4 · croix blanche sur case blanche b3 · haut sur case noire e3 · Cavalier blanc sur case blanche f3 · cercle blanc sur case noire g3 · Pion blanc sur case blanche h3 · Pion blanc sur case blanche a2 · Pion blanc sur case noire b2 · cercle blanc sur case noire d2 · haut sur case blanche e2 · Pion blanc sur case noire f2 · Pion blanc sur case blanche g2 · Tour blanche sur case noire a1 · cercle blanc sur case blanche b1 · Fou blanc sur case noire c1 · Dame blanche sur case blanche d1 · Tour blanche sur case noire e1 · Cavalier blanc sur case blanche f1 · Roi blanc sur case noire g1 | Tour noire sur case blanche a8 · Fou noir sur case blanche c8 · Dame noire sur case noire d8 · Tour noire sur case blanche e8 · Fou noir sur case noire f8 · Roi noir sur case blanche g8 · Pion noir sur case noire c7 · bas sur case noire e7 · Pion noir sur case blanche f7 · Pion noir sur case noire g7 · Pion noir sur case blanche a6 · Cavalier sur case blanche c6 · Pion noir sur case noire d6 · bas sur case blanche e6 · croix noire sur case noire f6 · Pion noir sur case noire h6 · Pion noir sur case blanche b5 · Fou blanc sur case blanche d5 · bas sur case noire e5 · cercle blanc sur case blanche f5 · haut droite sur case blanche c4 · Pion blanc sur case noire d4 · Cavalier sur case blanche e4 · croix blanche sur case blanche b3 · haut sur case noire e3 · Cavalier blanc sur case blanche f3 · cercle blanc sur case noire g3 · Pion blanc sur case blanche h3 · Pion blanc sur case blanche a2 · Pion blanc sur case noire b2 · cercle blanc sur case noire d2 · haut sur case blanche e2 · Pion blanc sur case noire f2 · Pion blanc sur case blanche g2 · Tour blanche sur case noire a1 · cercle blanc sur case blanche b1 · Fou blanc sur case noire c1 · Dame blanche sur case blanche d1 · Tour blanche sur case noire e1 · Cavalier blanc sur case blanche f1 · Roi blanc sur case noire g1 | Tour noire sur case blanche a8 · Fou noir sur case blanche c8 · Dame noire sur case noire d8 · Tour noire sur case blanche e8 · Fou noir sur case noire f8 · Roi noir sur case blanche g8 · Pion noir sur case noire c7 · bas sur case noire e7 · Pion noir sur case blanche f7 · Pion noir sur case noire g7 · Pion noir sur case blanche a6 · Cavalier sur case blanche c6 · Pion noir sur case noire d6 · bas sur case blanche e6 · croix noire sur case noire f6 · Pion noir sur case noire h6 · Pion noir sur case blanche b5 · Fou blanc sur case blanche d5 · bas sur case noire e5 · cercle blanc sur case blanche f5 · haut droite sur case blanche c4 · Pion blanc sur case noire d4 · Cavalier sur case blanche e4 · croix blanche sur case blanche b3 · haut sur case noire e3 · Cavalier blanc sur case blanche f3 · cercle blanc sur case noire g3 · Pion blanc sur case blanche h3 · Pion blanc sur case blanche a2 · Pion blanc sur case noire b2 · cercle blanc sur case noire d2 · haut sur case blanche e2 · Pion blanc sur case noire f2 · Pion blanc sur case blanche g2 · Tour blanche sur case noire a1 · cercle blanc sur case blanche b1 · Fou blanc sur case noire c1 · Dame blanche sur case blanche d1 · Tour blanche sur case noire e1 · Cavalier blanc sur case blanche f1 · Roi blanc sur case noire g1 | 5 |
| 4 | Tour noire sur case blanche a8 · Fou noir sur case blanche c8 · Dame noire sur case noire d8 · Tour noire sur case blanche e8 · Fou noir sur case noire f8 · Roi noir sur case blanche g8 · Pion noir sur case noire c7 · bas sur case noire e7 · Pion noir sur case blanche f7 · Pion noir sur case noire g7 · Pion noir sur case blanche a6 · Cavalier sur case blanche c6 · Pion noir sur case noire d6 · bas sur case blanche e6 · croix noire sur case noire f6 · Pion noir sur case noire h6 · Pion noir sur case blanche b5 · Fou blanc sur case blanche d5 · bas sur case noire e5 · cercle blanc sur case blanche f5 · haut droite sur case blanche c4 · Pion blanc sur case noire d4 · Cavalier sur case blanche e4 · croix blanche sur case blanche b3 · haut sur case noire e3 · Cavalier blanc sur case blanche f3 · cercle blanc sur case noire g3 · Pion blanc sur case blanche h3 · Pion blanc sur case blanche a2 · Pion blanc sur case noire b2 · cercle blanc sur case noire d2 · haut sur case blanche e2 · Pion blanc sur case noire f2 · Pion blanc sur case blanche g2 · Tour blanche sur case noire a1 · cercle blanc sur case blanche b1 · Fou blanc sur case noire c1 · Dame blanche sur case blanche d1 · Tour blanche sur case noire e1 · Cavalier blanc sur case blanche f1 · Roi blanc sur case noire g1 | Tour noire sur case blanche a8 · Fou noir sur case blanche c8 · Dame noire sur case noire d8 · Tour noire sur case blanche e8 · Fou noir sur case noire f8 · Roi noir sur case blanche g8 · Pion noir sur case noire c7 · bas sur case noire e7 · Pion noir sur case blanche f7 · Pion noir sur case noire g7 · Pion noir sur case blanche a6 · Cavalier sur case blanche c6 · Pion noir sur case noire d6 · bas sur case blanche e6 · croix noire sur case noire f6 · Pion noir sur case noire h6 · Pion noir sur case blanche b5 · Fou blanc sur case blanche d5 · bas sur case noire e5 · cercle blanc sur case blanche f5 · haut droite sur case blanche c4 · Pion blanc sur case noire d4 · Cavalier sur case blanche e4 · croix blanche sur case blanche b3 · haut sur case noire e3 · Cavalier blanc sur case blanche f3 · cercle blanc sur case noire g3 · Pion blanc sur case blanche h3 · Pion blanc sur case blanche a2 · Pion blanc sur case noire b2 · cercle blanc sur case noire d2 · haut sur case blanche e2 · Pion blanc sur case noire f2 · Pion blanc sur case blanche g2 · Tour blanche sur case noire a1 · cercle blanc sur case blanche b1 · Fou blanc sur case noire c1 · Dame blanche sur case blanche d1 · Tour blanche sur case noire e1 · Cavalier blanc sur case blanche f1 · Roi blanc sur case noire g1 | Tour noire sur case blanche a8 · Fou noir sur case blanche c8 · Dame noire sur case noire d8 · Tour noire sur case blanche e8 · Fou noir sur case noire f8 · Roi noir sur case blanche g8 · Pion noir sur case noire c7 · bas sur case noire e7 · Pion noir sur case blanche f7 · Pion noir sur case noire g7 · Pion noir sur case blanche a6 · Cavalier sur case blanche c6 · Pion noir sur case noire d6 · bas sur case blanche e6 · croix noire sur case noire f6 · Pion noir sur case noire h6 · Pion noir sur case blanche b5 · Fou blanc sur case blanche d5 · bas sur case noire e5 · cercle blanc sur case blanche f5 · haut droite sur case blanche c4 · Pion blanc sur case noire d4 · Cavalier sur case blanche e4 · croix blanche sur case blanche b3 · haut sur case noire e3 · Cavalier blanc sur case blanche f3 · cercle blanc sur case noire g3 · Pion blanc sur case blanche h3 · Pion blanc sur case blanche a2 · Pion blanc sur case noire b2 · cercle blanc sur case noire d2 · haut sur case blanche e2 · Pion blanc sur case noire f2 · Pion blanc sur case blanche g2 · Tour blanche sur case noire a1 · cercle blanc sur case blanche b1 · Fou blanc sur case noire c1 · Dame blanche sur case blanche d1 · Tour blanche sur case noire e1 · Cavalier blanc sur case blanche f1 · Roi blanc sur case noire g1 | Tour noire sur case blanche a8 · Fou noir sur case blanche c8 · Dame noire sur case noire d8 · Tour noire sur case blanche e8 · Fou noir sur case noire f8 · Roi noir sur case blanche g8 · Pion noir sur case noire c7 · bas sur case noire e7 · Pion noir sur case blanche f7 · Pion noir sur case noire g7 · Pion noir sur case blanche a6 · Cavalier sur case blanche c6 · Pion noir sur case noire d6 · bas sur case blanche e6 · croix noire sur case noire f6 · Pion noir sur case noire h6 · Pion noir sur case blanche b5 · Fou blanc sur case blanche d5 · bas sur case noire e5 · cercle blanc sur case blanche f5 · haut droite sur case blanche c4 · Pion blanc sur case noire d4 · Cavalier sur case blanche e4 · croix blanche sur case blanche b3 · haut sur case noire e3 · Cavalier blanc sur case blanche f3 · cercle blanc sur case noire g3 · Pion blanc sur case blanche h3 · Pion blanc sur case blanche a2 · Pion blanc sur case noire b2 · cercle blanc sur case noire d2 · haut sur case blanche e2 · Pion blanc sur case noire f2 · Pion blanc sur case blanche g2 · Tour blanche sur case noire a1 · cercle blanc sur case blanche b1 · Fou blanc sur case noire c1 · Dame blanche sur case blanche d1 · Tour blanche sur case noire e1 · Cavalier blanc sur case blanche f1 · Roi blanc sur case noire g1 | Tour noire sur case blanche a8 · Fou noir sur case blanche c8 · Dame noire sur case noire d8 · Tour noire sur case blanche e8 · Fou noir sur case noire f8 · Roi noir sur case blanche g8 · Pion noir sur case noire c7 · bas sur case noire e7 · Pion noir sur case blanche f7 · Pion noir sur case noire g7 · Pion noir sur case blanche a6 · Cavalier sur case blanche c6 · Pion noir sur case noire d6 · bas sur case blanche e6 · croix noire sur case noire f6 · Pion noir sur case noire h6 · Pion noir sur case blanche b5 · Fou blanc sur case blanche d5 · bas sur case noire e5 · cercle blanc sur case blanche f5 · haut droite sur case blanche c4 · Pion blanc sur case noire d4 · Cavalier sur case blanche e4 · croix blanche sur case blanche b3 · haut sur case noire e3 · Cavalier blanc sur case blanche f3 · cercle blanc sur case noire g3 · Pion blanc sur case blanche h3 · Pion blanc sur case blanche a2 · Pion blanc sur case noire b2 · cercle blanc sur case noire d2 · haut sur case blanche e2 · Pion blanc sur case noire f2 · Pion blanc sur case blanche g2 · Tour blanche sur case noire a1 · cercle blanc sur case blanche b1 · Fou blanc sur case noire c1 · Dame blanche sur case blanche d1 · Tour blanche sur case noire e1 · Cavalier blanc sur case blanche f1 · Roi blanc sur case noire g1 | Tour noire sur case blanche a8 · Fou noir sur case blanche c8 · Dame noire sur case noire d8 · Tour noire sur case blanche e8 · Fou noir sur case noire f8 · Roi noir sur case blanche g8 · Pion noir sur case noire c7 · bas sur case noire e7 · Pion noir sur case blanche f7 · Pion noir sur case noire g7 · Pion noir sur case blanche a6 · Cavalier sur case blanche c6 · Pion noir sur case noire d6 · bas sur case blanche e6 · croix noire sur case noire f6 · Pion noir sur case noire h6 · Pion noir sur case blanche b5 · Fou blanc sur case blanche d5 · bas sur case noire e5 · cercle blanc sur case blanche f5 · haut droite sur case blanche c4 · Pion blanc sur case noire d4 · Cavalier sur case blanche e4 · croix blanche sur case blanche b3 · haut sur case noire e3 · Cavalier blanc sur case blanche f3 · cercle blanc sur case noire g3 · Pion blanc sur case blanche h3 · Pion blanc sur case blanche a2 · Pion blanc sur case noire b2 · cercle blanc sur case noire d2 · haut sur case blanche e2 · Pion blanc sur case noire f2 · Pion blanc sur case blanche g2 · Tour blanche sur case noire a1 · cercle blanc sur case blanche b1 · Fou blanc sur case noire c1 · Dame blanche sur case blanche d1 · Tour blanche sur case noire e1 · Cavalier blanc sur case blanche f1 · Roi blanc sur case noire g1 | Tour noire sur case blanche a8 · Fou noir sur case blanche c8 · Dame noire sur case noire d8 · Tour noire sur case blanche e8 · Fou noir sur case noire f8 · Roi noir sur case blanche g8 · Pion noir sur case noire c7 · bas sur case noire e7 · Pion noir sur case blanche f7 · Pion noir sur case noire g7 · Pion noir sur case blanche a6 · Cavalier sur case blanche c6 · Pion noir sur case noire d6 · bas sur case blanche e6 · croix noire sur case noire f6 · Pion noir sur case noire h6 · Pion noir sur case blanche b5 · Fou blanc sur case blanche d5 · bas sur case noire e5 · cercle blanc sur case blanche f5 · haut droite sur case blanche c4 · Pion blanc sur case noire d4 · Cavalier sur case blanche e4 · croix blanche sur case blanche b3 · haut sur case noire e3 · Cavalier blanc sur case blanche f3 · cercle blanc sur case noire g3 · Pion blanc sur case blanche h3 · Pion blanc sur case blanche a2 · Pion blanc sur case noire b2 · cercle blanc sur case noire d2 · haut sur case blanche e2 · Pion blanc sur case noire f2 · Pion blanc sur case blanche g2 · Tour blanche sur case noire a1 · cercle blanc sur case blanche b1 · Fou blanc sur case noire c1 · Dame blanche sur case blanche d1 · Tour blanche sur case noire e1 · Cavalier blanc sur case blanche f1 · Roi blanc sur case noire g1 | Tour noire sur case blanche a8 · Fou noir sur case blanche c8 · Dame noire sur case noire d8 · Tour noire sur case blanche e8 · Fou noir sur case noire f8 · Roi noir sur case blanche g8 · Pion noir sur case noire c7 · bas sur case noire e7 · Pion noir sur case blanche f7 · Pion noir sur case noire g7 · Pion noir sur case blanche a6 · Cavalier sur case blanche c6 · Pion noir sur case noire d6 · bas sur case blanche e6 · croix noire sur case noire f6 · Pion noir sur case noire h6 · Pion noir sur case blanche b5 · Fou blanc sur case blanche d5 · bas sur case noire e5 · cercle blanc sur case blanche f5 · haut droite sur case blanche c4 · Pion blanc sur case noire d4 · Cavalier sur case blanche e4 · croix blanche sur case blanche b3 · haut sur case noire e3 · Cavalier blanc sur case blanche f3 · cercle blanc sur case noire g3 · Pion blanc sur case blanche h3 · Pion blanc sur case blanche a2 · Pion blanc sur case noire b2 · cercle blanc sur case noire d2 · haut sur case blanche e2 · Pion blanc sur case noire f2 · Pion blanc sur case blanche g2 · Tour blanche sur case noire a1 · cercle blanc sur case blanche b1 · Fou blanc sur case noire c1 · Dame blanche sur case blanche d1 · Tour blanche sur case noire e1 · Cavalier blanc sur case blanche f1 · Roi blanc sur case noire g1 | 4 |
| 3 | Tour noire sur case blanche a8 · Fou noir sur case blanche c8 · Dame noire sur case noire d8 · Tour noire sur case blanche e8 · Fou noir sur case noire f8 · Roi noir sur case blanche g8 · Pion noir sur case noire c7 · bas sur case noire e7 · Pion noir sur case blanche f7 · Pion noir sur case noire g7 · Pion noir sur case blanche a6 · Cavalier sur case blanche c6 · Pion noir sur case noire d6 · bas sur case blanche e6 · croix noire sur case noire f6 · Pion noir sur case noire h6 · Pion noir sur case blanche b5 · Fou blanc sur case blanche d5 · bas sur case noire e5 · cercle blanc sur case blanche f5 · haut droite sur case blanche c4 · Pion blanc sur case noire d4 · Cavalier sur case blanche e4 · croix blanche sur case blanche b3 · haut sur case noire e3 · Cavalier blanc sur case blanche f3 · cercle blanc sur case noire g3 · Pion blanc sur case blanche h3 · Pion blanc sur case blanche a2 · Pion blanc sur case noire b2 · cercle blanc sur case noire d2 · haut sur case blanche e2 · Pion blanc sur case noire f2 · Pion blanc sur case blanche g2 · Tour blanche sur case noire a1 · cercle blanc sur case blanche b1 · Fou blanc sur case noire c1 · Dame blanche sur case blanche d1 · Tour blanche sur case noire e1 · Cavalier blanc sur case blanche f1 · Roi blanc sur case noire g1 | Tour noire sur case blanche a8 · Fou noir sur case blanche c8 · Dame noire sur case noire d8 · Tour noire sur case blanche e8 · Fou noir sur case noire f8 · Roi noir sur case blanche g8 · Pion noir sur case noire c7 · bas sur case noire e7 · Pion noir sur case blanche f7 · Pion noir sur case noire g7 · Pion noir sur case blanche a6 · Cavalier sur case blanche c6 · Pion noir sur case noire d6 · bas sur case blanche e6 · croix noire sur case noire f6 · Pion noir sur case noire h6 · Pion noir sur case blanche b5 · Fou blanc sur case blanche d5 · bas sur case noire e5 · cercle blanc sur case blanche f5 · haut droite sur case blanche c4 · Pion blanc sur case noire d4 · Cavalier sur case blanche e4 · croix blanche sur case blanche b3 · haut sur case noire e3 · Cavalier blanc sur case blanche f3 · cercle blanc sur case noire g3 · Pion blanc sur case blanche h3 · Pion blanc sur case blanche a2 · Pion blanc sur case noire b2 · cercle blanc sur case noire d2 · haut sur case blanche e2 · Pion blanc sur case noire f2 · Pion blanc sur case blanche g2 · Tour blanche sur case noire a1 · cercle blanc sur case blanche b1 · Fou blanc sur case noire c1 · Dame blanche sur case blanche d1 · Tour blanche sur case noire e1 · Cavalier blanc sur case blanche f1 · Roi blanc sur case noire g1 | Tour noire sur case blanche a8 · Fou noir sur case blanche c8 · Dame noire sur case noire d8 · Tour noire sur case blanche e8 · Fou noir sur case noire f8 · Roi noir sur case blanche g8 · Pion noir sur case noire c7 · bas sur case noire e7 · Pion noir sur case blanche f7 · Pion noir sur case noire g7 · Pion noir sur case blanche a6 · Cavalier sur case blanche c6 · Pion noir sur case noire d6 · bas sur case blanche e6 · croix noire sur case noire f6 · Pion noir sur case noire h6 · Pion noir sur case blanche b5 · Fou blanc sur case blanche d5 · bas sur case noire e5 · cercle blanc sur case blanche f5 · haut droite sur case blanche c4 · Pion blanc sur case noire d4 · Cavalier sur case blanche e4 · croix blanche sur case blanche b3 · haut sur case noire e3 · Cavalier blanc sur case blanche f3 · cercle blanc sur case noire g3 · Pion blanc sur case blanche h3 · Pion blanc sur case blanche a2 · Pion blanc sur case noire b2 · cercle blanc sur case noire d2 · haut sur case blanche e2 · Pion blanc sur case noire f2 · Pion blanc sur case blanche g2 · Tour blanche sur case noire a1 · cercle blanc sur case blanche b1 · Fou blanc sur case noire c1 · Dame blanche sur case blanche d1 · Tour blanche sur case noire e1 · Cavalier blanc sur case blanche f1 · Roi blanc sur case noire g1 | Tour noire sur case blanche a8 · Fou noir sur case blanche c8 · Dame noire sur case noire d8 · Tour noire sur case blanche e8 · Fou noir sur case noire f8 · Roi noir sur case blanche g8 · Pion noir sur case noire c7 · bas sur case noire e7 · Pion noir sur case blanche f7 · Pion noir sur case noire g7 · Pion noir sur case blanche a6 · Cavalier sur case blanche c6 · Pion noir sur case noire d6 · bas sur case blanche e6 · croix noire sur case noire f6 · Pion noir sur case noire h6 · Pion noir sur case blanche b5 · Fou blanc sur case blanche d5 · bas sur case noire e5 · cercle blanc sur case blanche f5 · haut droite sur case blanche c4 · Pion blanc sur case noire d4 · Cavalier sur case blanche e4 · croix blanche sur case blanche b3 · haut sur case noire e3 · Cavalier blanc sur case blanche f3 · cercle blanc sur case noire g3 · Pion blanc sur case blanche h3 · Pion blanc sur case blanche a2 · Pion blanc sur case noire b2 · cercle blanc sur case noire d2 · haut sur case blanche e2 · Pion blanc sur case noire f2 · Pion blanc sur case blanche g2 · Tour blanche sur case noire a1 · cercle blanc sur case blanche b1 · Fou blanc sur case noire c1 · Dame blanche sur case blanche d1 · Tour blanche sur case noire e1 · Cavalier blanc sur case blanche f1 · Roi blanc sur case noire g1 | Tour noire sur case blanche a8 · Fou noir sur case blanche c8 · Dame noire sur case noire d8 · Tour noire sur case blanche e8 · Fou noir sur case noire f8 · Roi noir sur case blanche g8 · Pion noir sur case noire c7 · bas sur case noire e7 · Pion noir sur case blanche f7 · Pion noir sur case noire g7 · Pion noir sur case blanche a6 · Cavalier sur case blanche c6 · Pion noir sur case noire d6 · bas sur case blanche e6 · croix noire sur case noire f6 · Pion noir sur case noire h6 · Pion noir sur case blanche b5 · Fou blanc sur case blanche d5 · bas sur case noire e5 · cercle blanc sur case blanche f5 · haut droite sur case blanche c4 · Pion blanc sur case noire d4 · Cavalier sur case blanche e4 · croix blanche sur case blanche b3 · haut sur case noire e3 · Cavalier blanc sur case blanche f3 · cercle blanc sur case noire g3 · Pion blanc sur case blanche h3 · Pion blanc sur case blanche a2 · Pion blanc sur case noire b2 · cercle blanc sur case noire d2 · haut sur case blanche e2 · Pion blanc sur case noire f2 · Pion blanc sur case blanche g2 · Tour blanche sur case noire a1 · cercle blanc sur case blanche b1 · Fou blanc sur case noire c1 · Dame blanche sur case blanche d1 · Tour blanche sur case noire e1 · Cavalier blanc sur case blanche f1 · Roi blanc sur case noire g1 | Tour noire sur case blanche a8 · Fou noir sur case blanche c8 · Dame noire sur case noire d8 · Tour noire sur case blanche e8 · Fou noir sur case noire f8 · Roi noir sur case blanche g8 · Pion noir sur case noire c7 · bas sur case noire e7 · Pion noir sur case blanche f7 · Pion noir sur case noire g7 · Pion noir sur case blanche a6 · Cavalier sur case blanche c6 · Pion noir sur case noire d6 · bas sur case blanche e6 · croix noire sur case noire f6 · Pion noir sur case noire h6 · Pion noir sur case blanche b5 · Fou blanc sur case blanche d5 · bas sur case noire e5 · cercle blanc sur case blanche f5 · haut droite sur case blanche c4 · Pion blanc sur case noire d4 · Cavalier sur case blanche e4 · croix blanche sur case blanche b3 · haut sur case noire e3 · Cavalier blanc sur case blanche f3 · cercle blanc sur case noire g3 · Pion blanc sur case blanche h3 · Pion blanc sur case blanche a2 · Pion blanc sur case noire b2 · cercle blanc sur case noire d2 · haut sur case blanche e2 · Pion blanc sur case noire f2 · Pion blanc sur case blanche g2 · Tour blanche sur case noire a1 · cercle blanc sur case blanche b1 · Fou blanc sur case noire c1 · Dame blanche sur case blanche d1 · Tour blanche sur case noire e1 · Cavalier blanc sur case blanche f1 · Roi blanc sur case noire g1 | Tour noire sur case blanche a8 · Fou noir sur case blanche c8 · Dame noire sur case noire d8 · Tour noire sur case blanche e8 · Fou noir sur case noire f8 · Roi noir sur case blanche g8 · Pion noir sur case noire c7 · bas sur case noire e7 · Pion noir sur case blanche f7 · Pion noir sur case noire g7 · Pion noir sur case blanche a6 · Cavalier sur case blanche c6 · Pion noir sur case noire d6 · bas sur case blanche e6 · croix noire sur case noire f6 · Pion noir sur case noire h6 · Pion noir sur case blanche b5 · Fou blanc sur case blanche d5 · bas sur case noire e5 · cercle blanc sur case blanche f5 · haut droite sur case blanche c4 · Pion blanc sur case noire d4 · Cavalier sur case blanche e4 · croix blanche sur case blanche b3 · haut sur case noire e3 · Cavalier blanc sur case blanche f3 · cercle blanc sur case noire g3 · Pion blanc sur case blanche h3 · Pion blanc sur case blanche a2 · Pion blanc sur case noire b2 · cercle blanc sur case noire d2 · haut sur case blanche e2 · Pion blanc sur case noire f2 · Pion blanc sur case blanche g2 · Tour blanche sur case noire a1 · cercle blanc sur case blanche b1 · Fou blanc sur case noire c1 · Dame blanche sur case blanche d1 · Tour blanche sur case noire e1 · Cavalier blanc sur case blanche f1 · Roi blanc sur case noire g1 | Tour noire sur case blanche a8 · Fou noir sur case blanche c8 · Dame noire sur case noire d8 · Tour noire sur case blanche e8 · Fou noir sur case noire f8 · Roi noir sur case blanche g8 · Pion noir sur case noire c7 · bas sur case noire e7 · Pion noir sur case blanche f7 · Pion noir sur case noire g7 · Pion noir sur case blanche a6 · Cavalier sur case blanche c6 · Pion noir sur case noire d6 · bas sur case blanche e6 · croix noire sur case noire f6 · Pion noir sur case noire h6 · Pion noir sur case blanche b5 · Fou blanc sur case blanche d5 · bas sur case noire e5 · cercle blanc sur case blanche f5 · haut droite sur case blanche c4 · Pion blanc sur case noire d4 · Cavalier sur case blanche e4 · croix blanche sur case blanche b3 · haut sur case noire e3 · Cavalier blanc sur case blanche f3 · cercle blanc sur case noire g3 · Pion blanc sur case blanche h3 · Pion blanc sur case blanche a2 · Pion blanc sur case noire b2 · cercle blanc sur case noire d2 · haut sur case blanche e2 · Pion blanc sur case noire f2 · Pion blanc sur case blanche g2 · Tour blanche sur case noire a1 · cercle blanc sur case blanche b1 · Fou blanc sur case noire c1 · Dame blanche sur case blanche d1 · Tour blanche sur case noire e1 · Cavalier blanc sur case blanche f1 · Roi blanc sur case noire g1 | 3 |
| 2 | Tour noire sur case blanche a8 · Fou noir sur case blanche c8 · Dame noire sur case noire d8 · Tour noire sur case blanche e8 · Fou noir sur case noire f8 · Roi noir sur case blanche g8 · Pion noir sur case noire c7 · bas sur case noire e7 · Pion noir sur case blanche f7 · Pion noir sur case noire g7 · Pion noir sur case blanche a6 · Cavalier sur case blanche c6 · Pion noir sur case noire d6 · bas sur case blanche e6 · croix noire sur case noire f6 · Pion noir sur case noire h6 · Pion noir sur case blanche b5 · Fou blanc sur case blanche d5 · bas sur case noire e5 · cercle blanc sur case blanche f5 · haut droite sur case blanche c4 · Pion blanc sur case noire d4 · Cavalier sur case blanche e4 · croix blanche sur case blanche b3 · haut sur case noire e3 · Cavalier blanc sur case blanche f3 · cercle blanc sur case noire g3 · Pion blanc sur case blanche h3 · Pion blanc sur case blanche a2 · Pion blanc sur case noire b2 · cercle blanc sur case noire d2 · haut sur case blanche e2 · Pion blanc sur case noire f2 · Pion blanc sur case blanche g2 · Tour blanche sur case noire a1 · cercle blanc sur case blanche b1 · Fou blanc sur case noire c1 · Dame blanche sur case blanche d1 · Tour blanche sur case noire e1 · Cavalier blanc sur case blanche f1 · Roi blanc sur case noire g1 | Tour noire sur case blanche a8 · Fou noir sur case blanche c8 · Dame noire sur case noire d8 · Tour noire sur case blanche e8 · Fou noir sur case noire f8 · Roi noir sur case blanche g8 · Pion noir sur case noire c7 · bas sur case noire e7 · Pion noir sur case blanche f7 · Pion noir sur case noire g7 · Pion noir sur case blanche a6 · Cavalier sur case blanche c6 · Pion noir sur case noire d6 · bas sur case blanche e6 · croix noire sur case noire f6 · Pion noir sur case noire h6 · Pion noir sur case blanche b5 · Fou blanc sur case blanche d5 · bas sur case noire e5 · cercle blanc sur case blanche f5 · haut droite sur case blanche c4 · Pion blanc sur case noire d4 · Cavalier sur case blanche e4 · croix blanche sur case blanche b3 · haut sur case noire e3 · Cavalier blanc sur case blanche f3 · cercle blanc sur case noire g3 · Pion blanc sur case blanche h3 · Pion blanc sur case blanche a2 · Pion blanc sur case noire b2 · cercle blanc sur case noire d2 · haut sur case blanche e2 · Pion blanc sur case noire f2 · Pion blanc sur case blanche g2 · Tour blanche sur case noire a1 · cercle blanc sur case blanche b1 · Fou blanc sur case noire c1 · Dame blanche sur case blanche d1 · Tour blanche sur case noire e1 · Cavalier blanc sur case blanche f1 · Roi blanc sur case noire g1 | Tour noire sur case blanche a8 · Fou noir sur case blanche c8 · Dame noire sur case noire d8 · Tour noire sur case blanche e8 · Fou noir sur case noire f8 · Roi noir sur case blanche g8 · Pion noir sur case noire c7 · bas sur case noire e7 · Pion noir sur case blanche f7 · Pion noir sur case noire g7 · Pion noir sur case blanche a6 · Cavalier sur case blanche c6 · Pion noir sur case noire d6 · bas sur case blanche e6 · croix noire sur case noire f6 · Pion noir sur case noire h6 · Pion noir sur case blanche b5 · Fou blanc sur case blanche d5 · bas sur case noire e5 · cercle blanc sur case blanche f5 · haut droite sur case blanche c4 · Pion blanc sur case noire d4 · Cavalier sur case blanche e4 · croix blanche sur case blanche b3 · haut sur case noire e3 · Cavalier blanc sur case blanche f3 · cercle blanc sur case noire g3 · Pion blanc sur case blanche h3 · Pion blanc sur case blanche a2 · Pion blanc sur case noire b2 · cercle blanc sur case noire d2 · haut sur case blanche e2 · Pion blanc sur case noire f2 · Pion blanc sur case blanche g2 · Tour blanche sur case noire a1 · cercle blanc sur case blanche b1 · Fou blanc sur case noire c1 · Dame blanche sur case blanche d1 · Tour blanche sur case noire e1 · Cavalier blanc sur case blanche f1 · Roi blanc sur case noire g1 | Tour noire sur case blanche a8 · Fou noir sur case blanche c8 · Dame noire sur case noire d8 · Tour noire sur case blanche e8 · Fou noir sur case noire f8 · Roi noir sur case blanche g8 · Pion noir sur case noire c7 · bas sur case noire e7 · Pion noir sur case blanche f7 · Pion noir sur case noire g7 · Pion noir sur case blanche a6 · Cavalier sur case blanche c6 · Pion noir sur case noire d6 · bas sur case blanche e6 · croix noire sur case noire f6 · Pion noir sur case noire h6 · Pion noir sur case blanche b5 · Fou blanc sur case blanche d5 · bas sur case noire e5 · cercle blanc sur case blanche f5 · haut droite sur case blanche c4 · Pion blanc sur case noire d4 · Cavalier sur case blanche e4 · croix blanche sur case blanche b3 · haut sur case noire e3 · Cavalier blanc sur case blanche f3 · cercle blanc sur case noire g3 · Pion blanc sur case blanche h3 · Pion blanc sur case blanche a2 · Pion blanc sur case noire b2 · cercle blanc sur case noire d2 · haut sur case blanche e2 · Pion blanc sur case noire f2 · Pion blanc sur case blanche g2 · Tour blanche sur case noire a1 · cercle blanc sur case blanche b1 · Fou blanc sur case noire c1 · Dame blanche sur case blanche d1 · Tour blanche sur case noire e1 · Cavalier blanc sur case blanche f1 · Roi blanc sur case noire g1 | Tour noire sur case blanche a8 · Fou noir sur case blanche c8 · Dame noire sur case noire d8 · Tour noire sur case blanche e8 · Fou noir sur case noire f8 · Roi noir sur case blanche g8 · Pion noir sur case noire c7 · bas sur case noire e7 · Pion noir sur case blanche f7 · Pion noir sur case noire g7 · Pion noir sur case blanche a6 · Cavalier sur case blanche c6 · Pion noir sur case noire d6 · bas sur case blanche e6 · croix noire sur case noire f6 · Pion noir sur case noire h6 · Pion noir sur case blanche b5 · Fou blanc sur case blanche d5 · bas sur case noire e5 · cercle blanc sur case blanche f5 · haut droite sur case blanche c4 · Pion blanc sur case noire d4 · Cavalier sur case blanche e4 · croix blanche sur case blanche b3 · haut sur case noire e3 · Cavalier blanc sur case blanche f3 · cercle blanc sur case noire g3 · Pion blanc sur case blanche h3 · Pion blanc sur case blanche a2 · Pion blanc sur case noire b2 · cercle blanc sur case noire d2 · haut sur case blanche e2 · Pion blanc sur case noire f2 · Pion blanc sur case blanche g2 · Tour blanche sur case noire a1 · cercle blanc sur case blanche b1 · Fou blanc sur case noire c1 · Dame blanche sur case blanche d1 · Tour blanche sur case noire e1 · Cavalier blanc sur case blanche f1 · Roi blanc sur case noire g1 | Tour noire sur case blanche a8 · Fou noir sur case blanche c8 · Dame noire sur case noire d8 · Tour noire sur case blanche e8 · Fou noir sur case noire f8 · Roi noir sur case blanche g8 · Pion noir sur case noire c7 · bas sur case noire e7 · Pion noir sur case blanche f7 · Pion noir sur case noire g7 · Pion noir sur case blanche a6 · Cavalier sur case blanche c6 · Pion noir sur case noire d6 · bas sur case blanche e6 · croix noire sur case noire f6 · Pion noir sur case noire h6 · Pion noir sur case blanche b5 · Fou blanc sur case blanche d5 · bas sur case noire e5 · cercle blanc sur case blanche f5 · haut droite sur case blanche c4 · Pion blanc sur case noire d4 · Cavalier sur case blanche e4 · croix blanche sur case blanche b3 · haut sur case noire e3 · Cavalier blanc sur case blanche f3 · cercle blanc sur case noire g3 · Pion blanc sur case blanche h3 · Pion blanc sur case blanche a2 · Pion blanc sur case noire b2 · cercle blanc sur case noire d2 · haut sur case blanche e2 · Pion blanc sur case noire f2 · Pion blanc sur case blanche g2 · Tour blanche sur case noire a1 · cercle blanc sur case blanche b1 · Fou blanc sur case noire c1 · Dame blanche sur case blanche d1 · Tour blanche sur case noire e1 · Cavalier blanc sur case blanche f1 · Roi blanc sur case noire g1 | Tour noire sur case blanche a8 · Fou noir sur case blanche c8 · Dame noire sur case noire d8 · Tour noire sur case blanche e8 · Fou noir sur case noire f8 · Roi noir sur case blanche g8 · Pion noir sur case noire c7 · bas sur case noire e7 · Pion noir sur case blanche f7 · Pion noir sur case noire g7 · Pion noir sur case blanche a6 · Cavalier sur case blanche c6 · Pion noir sur case noire d6 · bas sur case blanche e6 · croix noire sur case noire f6 · Pion noir sur case noire h6 · Pion noir sur case blanche b5 · Fou blanc sur case blanche d5 · bas sur case noire e5 · cercle blanc sur case blanche f5 · haut droite sur case blanche c4 · Pion blanc sur case noire d4 · Cavalier sur case blanche e4 · croix blanche sur case blanche b3 · haut sur case noire e3 · Cavalier blanc sur case blanche f3 · cercle blanc sur case noire g3 · Pion blanc sur case blanche h3 · Pion blanc sur case blanche a2 · Pion blanc sur case noire b2 · cercle blanc sur case noire d2 · haut sur case blanche e2 · Pion blanc sur case noire f2 · Pion blanc sur case blanche g2 · Tour blanche sur case noire a1 · cercle blanc sur case blanche b1 · Fou blanc sur case noire c1 · Dame blanche sur case blanche d1 · Tour blanche sur case noire e1 · Cavalier blanc sur case blanche f1 · Roi blanc sur case noire g1 | Tour noire sur case blanche a8 · Fou noir sur case blanche c8 · Dame noire sur case noire d8 · Tour noire sur case blanche e8 · Fou noir sur case noire f8 · Roi noir sur case blanche g8 · Pion noir sur case noire c7 · bas sur case noire e7 · Pion noir sur case blanche f7 · Pion noir sur case noire g7 · Pion noir sur case blanche a6 · Cavalier sur case blanche c6 · Pion noir sur case noire d6 · bas sur case blanche e6 · croix noire sur case noire f6 · Pion noir sur case noire h6 · Pion noir sur case blanche b5 · Fou blanc sur case blanche d5 · bas sur case noire e5 · cercle blanc sur case blanche f5 · haut droite sur case blanche c4 · Pion blanc sur case noire d4 · Cavalier sur case blanche e4 · croix blanche sur case blanche b3 · haut sur case noire e3 · Cavalier blanc sur case blanche f3 · cercle blanc sur case noire g3 · Pion blanc sur case blanche h3 · Pion blanc sur case blanche a2 · Pion blanc sur case noire b2 · cercle blanc sur case noire d2 · haut sur case blanche e2 · Pion blanc sur case noire f2 · Pion blanc sur case blanche g2 · Tour blanche sur case noire a1 · cercle blanc sur case blanche b1 · Fou blanc sur case noire c1 · Dame blanche sur case blanche d1 · Tour blanche sur case noire e1 · Cavalier blanc sur case blanche f1 · Roi blanc sur case noire g1 | 2 |
| 1 | Tour noire sur case blanche a8 · Fou noir sur case blanche c8 · Dame noire sur case noire d8 · Tour noire sur case blanche e8 · Fou noir sur case noire f8 · Roi noir sur case blanche g8 · Pion noir sur case noire c7 · bas sur case noire e7 · Pion noir sur case blanche f7 · Pion noir sur case noire g7 · Pion noir sur case blanche a6 · Cavalier sur case blanche c6 · Pion noir sur case noire d6 · bas sur case blanche e6 · croix noire sur case noire f6 · Pion noir sur case noire h6 · Pion noir sur case blanche b5 · Fou blanc sur case blanche d5 · bas sur case noire e5 · cercle blanc sur case blanche f5 · haut droite sur case blanche c4 · Pion blanc sur case noire d4 · Cavalier sur case blanche e4 · croix blanche sur case blanche b3 · haut sur case noire e3 · Cavalier blanc sur case blanche f3 · cercle blanc sur case noire g3 · Pion blanc sur case blanche h3 · Pion blanc sur case blanche a2 · Pion blanc sur case noire b2 · cercle blanc sur case noire d2 · haut sur case blanche e2 · Pion blanc sur case noire f2 · Pion blanc sur case blanche g2 · Tour blanche sur case noire a1 · cercle blanc sur case blanche b1 · Fou blanc sur case noire c1 · Dame blanche sur case blanche d1 · Tour blanche sur case noire e1 · Cavalier blanc sur case blanche f1 · Roi blanc sur case noire g1 | Tour noire sur case blanche a8 · Fou noir sur case blanche c8 · Dame noire sur case noire d8 · Tour noire sur case blanche e8 · Fou noir sur case noire f8 · Roi noir sur case blanche g8 · Pion noir sur case noire c7 · bas sur case noire e7 · Pion noir sur case blanche f7 · Pion noir sur case noire g7 · Pion noir sur case blanche a6 · Cavalier sur case blanche c6 · Pion noir sur case noire d6 · bas sur case blanche e6 · croix noire sur case noire f6 · Pion noir sur case noire h6 · Pion noir sur case blanche b5 · Fou blanc sur case blanche d5 · bas sur case noire e5 · cercle blanc sur case blanche f5 · haut droite sur case blanche c4 · Pion blanc sur case noire d4 · Cavalier sur case blanche e4 · croix blanche sur case blanche b3 · haut sur case noire e3 · Cavalier blanc sur case blanche f3 · cercle blanc sur case noire g3 · Pion blanc sur case blanche h3 · Pion blanc sur case blanche a2 · Pion blanc sur case noire b2 · cercle blanc sur case noire d2 · haut sur case blanche e2 · Pion blanc sur case noire f2 · Pion blanc sur case blanche g2 · Tour blanche sur case noire a1 · cercle blanc sur case blanche b1 · Fou blanc sur case noire c1 · Dame blanche sur case blanche d1 · Tour blanche sur case noire e1 · Cavalier blanc sur case blanche f1 · Roi blanc sur case noire g1 | Tour noire sur case blanche a8 · Fou noir sur case blanche c8 · Dame noire sur case noire d8 · Tour noire sur case blanche e8 · Fou noir sur case noire f8 · Roi noir sur case blanche g8 · Pion noir sur case noire c7 · bas sur case noire e7 · Pion noir sur case blanche f7 · Pion noir sur case noire g7 · Pion noir sur case blanche a6 · Cavalier sur case blanche c6 · Pion noir sur case noire d6 · bas sur case blanche e6 · croix noire sur case noire f6 · Pion noir sur case noire h6 · Pion noir sur case blanche b5 · Fou blanc sur case blanche d5 · bas sur case noire e5 · cercle blanc sur case blanche f5 · haut droite sur case blanche c4 · Pion blanc sur case noire d4 · Cavalier sur case blanche e4 · croix blanche sur case blanche b3 · haut sur case noire e3 · Cavalier blanc sur case blanche f3 · cercle blanc sur case noire g3 · Pion blanc sur case blanche h3 · Pion blanc sur case blanche a2 · Pion blanc sur case noire b2 · cercle blanc sur case noire d2 · haut sur case blanche e2 · Pion blanc sur case noire f2 · Pion blanc sur case blanche g2 · Tour blanche sur case noire a1 · cercle blanc sur case blanche b1 · Fou blanc sur case noire c1 · Dame blanche sur case blanche d1 · Tour blanche sur case noire e1 · Cavalier blanc sur case blanche f1 · Roi blanc sur case noire g1 | Tour noire sur case blanche a8 · Fou noir sur case blanche c8 · Dame noire sur case noire d8 · Tour noire sur case blanche e8 · Fou noir sur case noire f8 · Roi noir sur case blanche g8 · Pion noir sur case noire c7 · bas sur case noire e7 · Pion noir sur case blanche f7 · Pion noir sur case noire g7 · Pion noir sur case blanche a6 · Cavalier sur case blanche c6 · Pion noir sur case noire d6 · bas sur case blanche e6 · croix noire sur case noire f6 · Pion noir sur case noire h6 · Pion noir sur case blanche b5 · Fou blanc sur case blanche d5 · bas sur case noire e5 · cercle blanc sur case blanche f5 · haut droite sur case blanche c4 · Pion blanc sur case noire d4 · Cavalier sur case blanche e4 · croix blanche sur case blanche b3 · haut sur case noire e3 · Cavalier blanc sur case blanche f3 · cercle blanc sur case noire g3 · Pion blanc sur case blanche h3 · Pion blanc sur case blanche a2 · Pion blanc sur case noire b2 · cercle blanc sur case noire d2 · haut sur case blanche e2 · Pion blanc sur case noire f2 · Pion blanc sur case blanche g2 · Tour blanche sur case noire a1 · cercle blanc sur case blanche b1 · Fou blanc sur case noire c1 · Dame blanche sur case blanche d1 · Tour blanche sur case noire e1 · Cavalier blanc sur case blanche f1 · Roi blanc sur case noire g1 | Tour noire sur case blanche a8 · Fou noir sur case blanche c8 · Dame noire sur case noire d8 · Tour noire sur case blanche e8 · Fou noir sur case noire f8 · Roi noir sur case blanche g8 · Pion noir sur case noire c7 · bas sur case noire e7 · Pion noir sur case blanche f7 · Pion noir sur case noire g7 · Pion noir sur case blanche a6 · Cavalier sur case blanche c6 · Pion noir sur case noire d6 · bas sur case blanche e6 · croix noire sur case noire f6 · Pion noir sur case noire h6 · Pion noir sur case blanche b5 · Fou blanc sur case blanche d5 · bas sur case noire e5 · cercle blanc sur case blanche f5 · haut droite sur case blanche c4 · Pion blanc sur case noire d4 · Cavalier sur case blanche e4 · croix blanche sur case blanche b3 · haut sur case noire e3 · Cavalier blanc sur case blanche f3 · cercle blanc sur case noire g3 · Pion blanc sur case blanche h3 · Pion blanc sur case blanche a2 · Pion blanc sur case noire b2 · cercle blanc sur case noire d2 · haut sur case blanche e2 · Pion blanc sur case noire f2 · Pion blanc sur case blanche g2 · Tour blanche sur case noire a1 · cercle blanc sur case blanche b1 · Fou blanc sur case noire c1 · Dame blanche sur case blanche d1 · Tour blanche sur case noire e1 · Cavalier blanc sur case blanche f1 · Roi blanc sur case noire g1 | Tour noire sur case blanche a8 · Fou noir sur case blanche c8 · Dame noire sur case noire d8 · Tour noire sur case blanche e8 · Fou noir sur case noire f8 · Roi noir sur case blanche g8 · Pion noir sur case noire c7 · bas sur case noire e7 · Pion noir sur case blanche f7 · Pion noir sur case noire g7 · Pion noir sur case blanche a6 · Cavalier sur case blanche c6 · Pion noir sur case noire d6 · bas sur case blanche e6 · croix noire sur case noire f6 · Pion noir sur case noire h6 · Pion noir sur case blanche b5 · Fou blanc sur case blanche d5 · bas sur case noire e5 · cercle blanc sur case blanche f5 · haut droite sur case blanche c4 · Pion blanc sur case noire d4 · Cavalier sur case blanche e4 · croix blanche sur case blanche b3 · haut sur case noire e3 · Cavalier blanc sur case blanche f3 · cercle blanc sur case noire g3 · Pion blanc sur case blanche h3 · Pion blanc sur case blanche a2 · Pion blanc sur case noire b2 · cercle blanc sur case noire d2 · haut sur case blanche e2 · Pion blanc sur case noire f2 · Pion blanc sur case blanche g2 · Tour blanche sur case noire a1 · cercle blanc sur case blanche b1 · Fou blanc sur case noire c1 · Dame blanche sur case blanche d1 · Tour blanche sur case noire e1 · Cavalier blanc sur case blanche f1 · Roi blanc sur case noire g1 | Tour noire sur case blanche a8 · Fou noir sur case blanche c8 · Dame noire sur case noire d8 · Tour noire sur case blanche e8 · Fou noir sur case noire f8 · Roi noir sur case blanche g8 · Pion noir sur case noire c7 · bas sur case noire e7 · Pion noir sur case blanche f7 · Pion noir sur case noire g7 · Pion noir sur case blanche a6 · Cavalier sur case blanche c6 · Pion noir sur case noire d6 · bas sur case blanche e6 · croix noire sur case noire f6 · Pion noir sur case noire h6 · Pion noir sur case blanche b5 · Fou blanc sur case blanche d5 · bas sur case noire e5 · cercle blanc sur case blanche f5 · haut droite sur case blanche c4 · Pion blanc sur case noire d4 · Cavalier sur case blanche e4 · croix blanche sur case blanche b3 · haut sur case noire e3 · Cavalier blanc sur case blanche f3 · cercle blanc sur case noire g3 · Pion blanc sur case blanche h3 · Pion blanc sur case blanche a2 · Pion blanc sur case noire b2 · cercle blanc sur case noire d2 · haut sur case blanche e2 · Pion blanc sur case noire f2 · Pion blanc sur case blanche g2 · Tour blanche sur case noire a1 · cercle blanc sur case blanche b1 · Fou blanc sur case noire c1 · Dame blanche sur case blanche d1 · Tour blanche sur case noire e1 · Cavalier blanc sur case blanche f1 · Roi blanc sur case noire g1 | Tour noire sur case blanche a8 · Fou noir sur case blanche c8 · Dame noire sur case noire d8 · Tour noire sur case blanche e8 · Fou noir sur case noire f8 · Roi noir sur case blanche g8 · Pion noir sur case noire c7 · bas sur case noire e7 · Pion noir sur case blanche f7 · Pion noir sur case noire g7 · Pion noir sur case blanche a6 · Cavalier sur case blanche c6 · Pion noir sur case noire d6 · bas sur case blanche e6 · croix noire sur case noire f6 · Pion noir sur case noire h6 · Pion noir sur case blanche b5 · Fou blanc sur case blanche d5 · bas sur case noire e5 · cercle blanc sur case blanche f5 · haut droite sur case blanche c4 · Pion blanc sur case noire d4 · Cavalier sur case blanche e4 · croix blanche sur case blanche b3 · haut sur case noire e3 · Cavalier blanc sur case blanche f3 · cercle blanc sur case noire g3 · Pion blanc sur case blanche h3 · Pion blanc sur case blanche a2 · Pion blanc sur case noire b2 · cercle blanc sur case noire d2 · haut sur case blanche e2 · Pion blanc sur case noire f2 · Pion blanc sur case blanche g2 · Tour blanche sur case noire a1 · cercle blanc sur case blanche b1 · Fou blanc sur case noire c1 · Dame blanche sur case blanche d1 · Tour blanche sur case noire e1 · Cavalier blanc sur case blanche f1 · Roi blanc sur case noire g1 | 1 |
|   | a | b | c | d | e | f | g | h |   |

1. e4 e5 2. Cf3 Cc6 3. Fb5 a6 4. Fa4 Cf6 5. O-O Fe7 6. Te1 b5 7. Fb3 d6 8. c3 O-O 9. h3 h6 {variante Smyslov}10. d4 Te8 11. Cbd2 { parcours thématique du cavalier de la reine Cb1-d2-Cf1 entre la tour centralisé et le roi après le petit roque-g3 (avec l’idée d’aller sur la case idéale Cf5 d’attaque du petit roque adverse)} Ff8 12. Cf1 (voir diagramme)
Sur la position du diagramme, Les cercles blancs montrent le plan typique du cavalier de la dame : Cb1-d2-f1-g3-f5
Cf5 menace g7, h6, e7, d6 et contrôle la case centrale d4 d’où l’intérêt de placer un cavalier dans le centre élargi plutôt que sur un bord, en minimisant la distance de Manhattan entre le cavalier et le roi adverse ou ses pions boucliers du roque.
L’inconvénient de la variante Smyslov 9... h6 apparaît dans le piège des blancs 12. Cf1 déléguant la défense du pion e4 temporairement uniquement à la tour e1. Face à elle, la tour e8 et le cavalier f6 menacent indirectement le pion e4 après échange 12... e5xd4 libérant le rayon vertical de la tour e8. Après 13. c3xd4, si 13... Cf6xe4? alors le fou espagnol 14. Fb3-d5! crée sur la grande diagonale une fourchette des deux cavaliers c6 et e4 insuffisamment protégés. Un des deux cavaliers est perdu.
C’est pour cela qu’il faut défendre le cavalier c6 par Fd7 ou Fb7. Cela laisse le temps aux blancs de placer leur cavalier en 13. Cg3 défendant à nouveau le pion e4 comme en 11. Cbd2. Le cavalier ne peut rester en d2 car cela bloque le développement du fou c1.

## Une partie de haut niveau
|   | a | b | c | d | e | f | g | h |   |
| 8 | Tour noire sur case blanche a8 · Fou noir sur case blanche c8 · Dame noire sur case noire d8 · Tour noire sur case blanche e8 · Roi noir sur case blanche g8 · Pion noir sur case noire c7 · Fou noir sur case noire e7 · Pion noir sur case blanche f7 · Pion noir sur case noire g7 · Pion noir sur case blanche a6 · Cavalier noir sur case blanche c6 · Pion noir sur case noire d6 · Cavalier noir sur case noire f6 · Pion noir sur case noire h6 · Pion noir sur case blanche b5 · Pion noir sur case noire e5 · cercle blanc sur case blanche f5 · Pion sur case blanche a4 · cercle blanc sur case blanche c4 · Pion blanc sur case noire d4 · Pion blanc sur case blanche e4 · cercle blanc sur case noire a3 · Fou blanc sur case blanche b3 · Pion blanc sur case noire c3 · cercle blanc sur case noire e3 · Cavalier blanc sur case blanche f3 · Pion blanc sur case blanche h3 · croix blanche sur case blanche a2 · Pion blanc sur case noire b2 · Pion blanc sur case noire f2 · Pion blanc sur case blanche g2 · Tour blanche sur case noire a1 · Cavalier blanc sur case blanche b1 · Fou blanc sur case noire c1 · Dame blanche sur case blanche d1 · Tour blanche sur case noire e1 · Roi blanc sur case noire g1 | Tour noire sur case blanche a8 · Fou noir sur case blanche c8 · Dame noire sur case noire d8 · Tour noire sur case blanche e8 · Roi noir sur case blanche g8 · Pion noir sur case noire c7 · Fou noir sur case noire e7 · Pion noir sur case blanche f7 · Pion noir sur case noire g7 · Pion noir sur case blanche a6 · Cavalier noir sur case blanche c6 · Pion noir sur case noire d6 · Cavalier noir sur case noire f6 · Pion noir sur case noire h6 · Pion noir sur case blanche b5 · Pion noir sur case noire e5 · cercle blanc sur case blanche f5 · Pion sur case blanche a4 · cercle blanc sur case blanche c4 · Pion blanc sur case noire d4 · Pion blanc sur case blanche e4 · cercle blanc sur case noire a3 · Fou blanc sur case blanche b3 · Pion blanc sur case noire c3 · cercle blanc sur case noire e3 · Cavalier blanc sur case blanche f3 · Pion blanc sur case blanche h3 · croix blanche sur case blanche a2 · Pion blanc sur case noire b2 · Pion blanc sur case noire f2 · Pion blanc sur case blanche g2 · Tour blanche sur case noire a1 · Cavalier blanc sur case blanche b1 · Fou blanc sur case noire c1 · Dame blanche sur case blanche d1 · Tour blanche sur case noire e1 · Roi blanc sur case noire g1 | Tour noire sur case blanche a8 · Fou noir sur case blanche c8 · Dame noire sur case noire d8 · Tour noire sur case blanche e8 · Roi noir sur case blanche g8 · Pion noir sur case noire c7 · Fou noir sur case noire e7 · Pion noir sur case blanche f7 · Pion noir sur case noire g7 · Pion noir sur case blanche a6 · Cavalier noir sur case blanche c6 · Pion noir sur case noire d6 · Cavalier noir sur case noire f6 · Pion noir sur case noire h6 · Pion noir sur case blanche b5 · Pion noir sur case noire e5 · cercle blanc sur case blanche f5 · Pion sur case blanche a4 · cercle blanc sur case blanche c4 · Pion blanc sur case noire d4 · Pion blanc sur case blanche e4 · cercle blanc sur case noire a3 · Fou blanc sur case blanche b3 · Pion blanc sur case noire c3 · cercle blanc sur case noire e3 · Cavalier blanc sur case blanche f3 · Pion blanc sur case blanche h3 · croix blanche sur case blanche a2 · Pion blanc sur case noire b2 · Pion blanc sur case noire f2 · Pion blanc sur case blanche g2 · Tour blanche sur case noire a1 · Cavalier blanc sur case blanche b1 · Fou blanc sur case noire c1 · Dame blanche sur case blanche d1 · Tour blanche sur case noire e1 · Roi blanc sur case noire g1 | Tour noire sur case blanche a8 · Fou noir sur case blanche c8 · Dame noire sur case noire d8 · Tour noire sur case blanche e8 · Roi noir sur case blanche g8 · Pion noir sur case noire c7 · Fou noir sur case noire e7 · Pion noir sur case blanche f7 · Pion noir sur case noire g7 · Pion noir sur case blanche a6 · Cavalier noir sur case blanche c6 · Pion noir sur case noire d6 · Cavalier noir sur case noire f6 · Pion noir sur case noire h6 · Pion noir sur case blanche b5 · Pion noir sur case noire e5 · cercle blanc sur case blanche f5 · Pion sur case blanche a4 · cercle blanc sur case blanche c4 · Pion blanc sur case noire d4 · Pion blanc sur case blanche e4 · cercle blanc sur case noire a3 · Fou blanc sur case blanche b3 · Pion blanc sur case noire c3 · cercle blanc sur case noire e3 · Cavalier blanc sur case blanche f3 · Pion blanc sur case blanche h3 · croix blanche sur case blanche a2 · Pion blanc sur case noire b2 · Pion blanc sur case noire f2 · Pion blanc sur case blanche g2 · Tour blanche sur case noire a1 · Cavalier blanc sur case blanche b1 · Fou blanc sur case noire c1 · Dame blanche sur case blanche d1 · Tour blanche sur case noire e1 · Roi blanc sur case noire g1 | Tour noire sur case blanche a8 · Fou noir sur case blanche c8 · Dame noire sur case noire d8 · Tour noire sur case blanche e8 · Roi noir sur case blanche g8 · Pion noir sur case noire c7 · Fou noir sur case noire e7 · Pion noir sur case blanche f7 · Pion noir sur case noire g7 · Pion noir sur case blanche a6 · Cavalier noir sur case blanche c6 · Pion noir sur case noire d6 · Cavalier noir sur case noire f6 · Pion noir sur case noire h6 · Pion noir sur case blanche b5 · Pion noir sur case noire e5 · cercle blanc sur case blanche f5 · Pion sur case blanche a4 · cercle blanc sur case blanche c4 · Pion blanc sur case noire d4 · Pion blanc sur case blanche e4 · cercle blanc sur case noire a3 · Fou blanc sur case blanche b3 · Pion blanc sur case noire c3 · cercle blanc sur case noire e3 · Cavalier blanc sur case blanche f3 · Pion blanc sur case blanche h3 · croix blanche sur case blanche a2 · Pion blanc sur case noire b2 · Pion blanc sur case noire f2 · Pion blanc sur case blanche g2 · Tour blanche sur case noire a1 · Cavalier blanc sur case blanche b1 · Fou blanc sur case noire c1 · Dame blanche sur case blanche d1 · Tour blanche sur case noire e1 · Roi blanc sur case noire g1 | Tour noire sur case blanche a8 · Fou noir sur case blanche c8 · Dame noire sur case noire d8 · Tour noire sur case blanche e8 · Roi noir sur case blanche g8 · Pion noir sur case noire c7 · Fou noir sur case noire e7 · Pion noir sur case blanche f7 · Pion noir sur case noire g7 · Pion noir sur case blanche a6 · Cavalier noir sur case blanche c6 · Pion noir sur case noire d6 · Cavalier noir sur case noire f6 · Pion noir sur case noire h6 · Pion noir sur case blanche b5 · Pion noir sur case noire e5 · cercle blanc sur case blanche f5 · Pion sur case blanche a4 · cercle blanc sur case blanche c4 · Pion blanc sur case noire d4 · Pion blanc sur case blanche e4 · cercle blanc sur case noire a3 · Fou blanc sur case blanche b3 · Pion blanc sur case noire c3 · cercle blanc sur case noire e3 · Cavalier blanc sur case blanche f3 · Pion blanc sur case blanche h3 · croix blanche sur case blanche a2 · Pion blanc sur case noire b2 · Pion blanc sur case noire f2 · Pion blanc sur case blanche g2 · Tour blanche sur case noire a1 · Cavalier blanc sur case blanche b1 · Fou blanc sur case noire c1 · Dame blanche sur case blanche d1 · Tour blanche sur case noire e1 · Roi blanc sur case noire g1 | Tour noire sur case blanche a8 · Fou noir sur case blanche c8 · Dame noire sur case noire d8 · Tour noire sur case blanche e8 · Roi noir sur case blanche g8 · Pion noir sur case noire c7 · Fou noir sur case noire e7 · Pion noir sur case blanche f7 · Pion noir sur case noire g7 · Pion noir sur case blanche a6 · Cavalier noir sur case blanche c6 · Pion noir sur case noire d6 · Cavalier noir sur case noire f6 · Pion noir sur case noire h6 · Pion noir sur case blanche b5 · Pion noir sur case noire e5 · cercle blanc sur case blanche f5 · Pion sur case blanche a4 · cercle blanc sur case blanche c4 · Pion blanc sur case noire d4 · Pion blanc sur case blanche e4 · cercle blanc sur case noire a3 · Fou blanc sur case blanche b3 · Pion blanc sur case noire c3 · cercle blanc sur case noire e3 · Cavalier blanc sur case blanche f3 · Pion blanc sur case blanche h3 · croix blanche sur case blanche a2 · Pion blanc sur case noire b2 · Pion blanc sur case noire f2 · Pion blanc sur case blanche g2 · Tour blanche sur case noire a1 · Cavalier blanc sur case blanche b1 · Fou blanc sur case noire c1 · Dame blanche sur case blanche d1 · Tour blanche sur case noire e1 · Roi blanc sur case noire g1 | Tour noire sur case blanche a8 · Fou noir sur case blanche c8 · Dame noire sur case noire d8 · Tour noire sur case blanche e8 · Roi noir sur case blanche g8 · Pion noir sur case noire c7 · Fou noir sur case noire e7 · Pion noir sur case blanche f7 · Pion noir sur case noire g7 · Pion noir sur case blanche a6 · Cavalier noir sur case blanche c6 · Pion noir sur case noire d6 · Cavalier noir sur case noire f6 · Pion noir sur case noire h6 · Pion noir sur case blanche b5 · Pion noir sur case noire e5 · cercle blanc sur case blanche f5 · Pion sur case blanche a4 · cercle blanc sur case blanche c4 · Pion blanc sur case noire d4 · Pion blanc sur case blanche e4 · cercle blanc sur case noire a3 · Fou blanc sur case blanche b3 · Pion blanc sur case noire c3 · cercle blanc sur case noire e3 · Cavalier blanc sur case blanche f3 · Pion blanc sur case blanche h3 · croix blanche sur case blanche a2 · Pion blanc sur case noire b2 · Pion blanc sur case noire f2 · Pion blanc sur case blanche g2 · Tour blanche sur case noire a1 · Cavalier blanc sur case blanche b1 · Fou blanc sur case noire c1 · Dame blanche sur case blanche d1 · Tour blanche sur case noire e1 · Roi blanc sur case noire g1 | 8 |
| 7 | Tour noire sur case blanche a8 · Fou noir sur case blanche c8 · Dame noire sur case noire d8 · Tour noire sur case blanche e8 · Roi noir sur case blanche g8 · Pion noir sur case noire c7 · Fou noir sur case noire e7 · Pion noir sur case blanche f7 · Pion noir sur case noire g7 · Pion noir sur case blanche a6 · Cavalier noir sur case blanche c6 · Pion noir sur case noire d6 · Cavalier noir sur case noire f6 · Pion noir sur case noire h6 · Pion noir sur case blanche b5 · Pion noir sur case noire e5 · cercle blanc sur case blanche f5 · Pion sur case blanche a4 · cercle blanc sur case blanche c4 · Pion blanc sur case noire d4 · Pion blanc sur case blanche e4 · cercle blanc sur case noire a3 · Fou blanc sur case blanche b3 · Pion blanc sur case noire c3 · cercle blanc sur case noire e3 · Cavalier blanc sur case blanche f3 · Pion blanc sur case blanche h3 · croix blanche sur case blanche a2 · Pion blanc sur case noire b2 · Pion blanc sur case noire f2 · Pion blanc sur case blanche g2 · Tour blanche sur case noire a1 · Cavalier blanc sur case blanche b1 · Fou blanc sur case noire c1 · Dame blanche sur case blanche d1 · Tour blanche sur case noire e1 · Roi blanc sur case noire g1 | Tour noire sur case blanche a8 · Fou noir sur case blanche c8 · Dame noire sur case noire d8 · Tour noire sur case blanche e8 · Roi noir sur case blanche g8 · Pion noir sur case noire c7 · Fou noir sur case noire e7 · Pion noir sur case blanche f7 · Pion noir sur case noire g7 · Pion noir sur case blanche a6 · Cavalier noir sur case blanche c6 · Pion noir sur case noire d6 · Cavalier noir sur case noire f6 · Pion noir sur case noire h6 · Pion noir sur case blanche b5 · Pion noir sur case noire e5 · cercle blanc sur case blanche f5 · Pion sur case blanche a4 · cercle blanc sur case blanche c4 · Pion blanc sur case noire d4 · Pion blanc sur case blanche e4 · cercle blanc sur case noire a3 · Fou blanc sur case blanche b3 · Pion blanc sur case noire c3 · cercle blanc sur case noire e3 · Cavalier blanc sur case blanche f3 · Pion blanc sur case blanche h3 · croix blanche sur case blanche a2 · Pion blanc sur case noire b2 · Pion blanc sur case noire f2 · Pion blanc sur case blanche g2 · Tour blanche sur case noire a1 · Cavalier blanc sur case blanche b1 · Fou blanc sur case noire c1 · Dame blanche sur case blanche d1 · Tour blanche sur case noire e1 · Roi blanc sur case noire g1 | Tour noire sur case blanche a8 · Fou noir sur case blanche c8 · Dame noire sur case noire d8 · Tour noire sur case blanche e8 · Roi noir sur case blanche g8 · Pion noir sur case noire c7 · Fou noir sur case noire e7 · Pion noir sur case blanche f7 · Pion noir sur case noire g7 · Pion noir sur case blanche a6 · Cavalier noir sur case blanche c6 · Pion noir sur case noire d6 · Cavalier noir sur case noire f6 · Pion noir sur case noire h6 · Pion noir sur case blanche b5 · Pion noir sur case noire e5 · cercle blanc sur case blanche f5 · Pion sur case blanche a4 · cercle blanc sur case blanche c4 · Pion blanc sur case noire d4 · Pion blanc sur case blanche e4 · cercle blanc sur case noire a3 · Fou blanc sur case blanche b3 · Pion blanc sur case noire c3 · cercle blanc sur case noire e3 · Cavalier blanc sur case blanche f3 · Pion blanc sur case blanche h3 · croix blanche sur case blanche a2 · Pion blanc sur case noire b2 · Pion blanc sur case noire f2 · Pion blanc sur case blanche g2 · Tour blanche sur case noire a1 · Cavalier blanc sur case blanche b1 · Fou blanc sur case noire c1 · Dame blanche sur case blanche d1 · Tour blanche sur case noire e1 · Roi blanc sur case noire g1 | Tour noire sur case blanche a8 · Fou noir sur case blanche c8 · Dame noire sur case noire d8 · Tour noire sur case blanche e8 · Roi noir sur case blanche g8 · Pion noir sur case noire c7 · Fou noir sur case noire e7 · Pion noir sur case blanche f7 · Pion noir sur case noire g7 · Pion noir sur case blanche a6 · Cavalier noir sur case blanche c6 · Pion noir sur case noire d6 · Cavalier noir sur case noire f6 · Pion noir sur case noire h6 · Pion noir sur case blanche b5 · Pion noir sur case noire e5 · cercle blanc sur case blanche f5 · Pion sur case blanche a4 · cercle blanc sur case blanche c4 · Pion blanc sur case noire d4 · Pion blanc sur case blanche e4 · cercle blanc sur case noire a3 · Fou blanc sur case blanche b3 · Pion blanc sur case noire c3 · cercle blanc sur case noire e3 · Cavalier blanc sur case blanche f3 · Pion blanc sur case blanche h3 · croix blanche sur case blanche a2 · Pion blanc sur case noire b2 · Pion blanc sur case noire f2 · Pion blanc sur case blanche g2 · Tour blanche sur case noire a1 · Cavalier blanc sur case blanche b1 · Fou blanc sur case noire c1 · Dame blanche sur case blanche d1 · Tour blanche sur case noire e1 · Roi blanc sur case noire g1 | Tour noire sur case blanche a8 · Fou noir sur case blanche c8 · Dame noire sur case noire d8 · Tour noire sur case blanche e8 · Roi noir sur case blanche g8 · Pion noir sur case noire c7 · Fou noir sur case noire e7 · Pion noir sur case blanche f7 · Pion noir sur case noire g7 · Pion noir sur case blanche a6 · Cavalier noir sur case blanche c6 · Pion noir sur case noire d6 · Cavalier noir sur case noire f6 · Pion noir sur case noire h6 · Pion noir sur case blanche b5 · Pion noir sur case noire e5 · cercle blanc sur case blanche f5 · Pion sur case blanche a4 · cercle blanc sur case blanche c4 · Pion blanc sur case noire d4 · Pion blanc sur case blanche e4 · cercle blanc sur case noire a3 · Fou blanc sur case blanche b3 · Pion blanc sur case noire c3 · cercle blanc sur case noire e3 · Cavalier blanc sur case blanche f3 · Pion blanc sur case blanche h3 · croix blanche sur case blanche a2 · Pion blanc sur case noire b2 · Pion blanc sur case noire f2 · Pion blanc sur case blanche g2 · Tour blanche sur case noire a1 · Cavalier blanc sur case blanche b1 · Fou blanc sur case noire c1 · Dame blanche sur case blanche d1 · Tour blanche sur case noire e1 · Roi blanc sur case noire g1 | Tour noire sur case blanche a8 · Fou noir sur case blanche c8 · Dame noire sur case noire d8 · Tour noire sur case blanche e8 · Roi noir sur case blanche g8 · Pion noir sur case noire c7 · Fou noir sur case noire e7 · Pion noir sur case blanche f7 · Pion noir sur case noire g7 · Pion noir sur case blanche a6 · Cavalier noir sur case blanche c6 · Pion noir sur case noire d6 · Cavalier noir sur case noire f6 · Pion noir sur case noire h6 · Pion noir sur case blanche b5 · Pion noir sur case noire e5 · cercle blanc sur case blanche f5 · Pion sur case blanche a4 · cercle blanc sur case blanche c4 · Pion blanc sur case noire d4 · Pion blanc sur case blanche e4 · cercle blanc sur case noire a3 · Fou blanc sur case blanche b3 · Pion blanc sur case noire c3 · cercle blanc sur case noire e3 · Cavalier blanc sur case blanche f3 · Pion blanc sur case blanche h3 · croix blanche sur case blanche a2 · Pion blanc sur case noire b2 · Pion blanc sur case noire f2 · Pion blanc sur case blanche g2 · Tour blanche sur case noire a1 · Cavalier blanc sur case blanche b1 · Fou blanc sur case noire c1 · Dame blanche sur case blanche d1 · Tour blanche sur case noire e1 · Roi blanc sur case noire g1 | Tour noire sur case blanche a8 · Fou noir sur case blanche c8 · Dame noire sur case noire d8 · Tour noire sur case blanche e8 · Roi noir sur case blanche g8 · Pion noir sur case noire c7 · Fou noir sur case noire e7 · Pion noir sur case blanche f7 · Pion noir sur case noire g7 · Pion noir sur case blanche a6 · Cavalier noir sur case blanche c6 · Pion noir sur case noire d6 · Cavalier noir sur case noire f6 · Pion noir sur case noire h6 · Pion noir sur case blanche b5 · Pion noir sur case noire e5 · cercle blanc sur case blanche f5 · Pion sur case blanche a4 · cercle blanc sur case blanche c4 · Pion blanc sur case noire d4 · Pion blanc sur case blanche e4 · cercle blanc sur case noire a3 · Fou blanc sur case blanche b3 · Pion blanc sur case noire c3 · cercle blanc sur case noire e3 · Cavalier blanc sur case blanche f3 · Pion blanc sur case blanche h3 · croix blanche sur case blanche a2 · Pion blanc sur case noire b2 · Pion blanc sur case noire f2 · Pion blanc sur case blanche g2 · Tour blanche sur case noire a1 · Cavalier blanc sur case blanche b1 · Fou blanc sur case noire c1 · Dame blanche sur case blanche d1 · Tour blanche sur case noire e1 · Roi blanc sur case noire g1 | Tour noire sur case blanche a8 · Fou noir sur case blanche c8 · Dame noire sur case noire d8 · Tour noire sur case blanche e8 · Roi noir sur case blanche g8 · Pion noir sur case noire c7 · Fou noir sur case noire e7 · Pion noir sur case blanche f7 · Pion noir sur case noire g7 · Pion noir sur case blanche a6 · Cavalier noir sur case blanche c6 · Pion noir sur case noire d6 · Cavalier noir sur case noire f6 · Pion noir sur case noire h6 · Pion noir sur case blanche b5 · Pion noir sur case noire e5 · cercle blanc sur case blanche f5 · Pion sur case blanche a4 · cercle blanc sur case blanche c4 · Pion blanc sur case noire d4 · Pion blanc sur case blanche e4 · cercle blanc sur case noire a3 · Fou blanc sur case blanche b3 · Pion blanc sur case noire c3 · cercle blanc sur case noire e3 · Cavalier blanc sur case blanche f3 · Pion blanc sur case blanche h3 · croix blanche sur case blanche a2 · Pion blanc sur case noire b2 · Pion blanc sur case noire f2 · Pion blanc sur case blanche g2 · Tour blanche sur case noire a1 · Cavalier blanc sur case blanche b1 · Fou blanc sur case noire c1 · Dame blanche sur case blanche d1 · Tour blanche sur case noire e1 · Roi blanc sur case noire g1 | 7 |
| 6 | Tour noire sur case blanche a8 · Fou noir sur case blanche c8 · Dame noire sur case noire d8 · Tour noire sur case blanche e8 · Roi noir sur case blanche g8 · Pion noir sur case noire c7 · Fou noir sur case noire e7 · Pion noir sur case blanche f7 · Pion noir sur case noire g7 · Pion noir sur case blanche a6 · Cavalier noir sur case blanche c6 · Pion noir sur case noire d6 · Cavalier noir sur case noire f6 · Pion noir sur case noire h6 · Pion noir sur case blanche b5 · Pion noir sur case noire e5 · cercle blanc sur case blanche f5 · Pion sur case blanche a4 · cercle blanc sur case blanche c4 · Pion blanc sur case noire d4 · Pion blanc sur case blanche e4 · cercle blanc sur case noire a3 · Fou blanc sur case blanche b3 · Pion blanc sur case noire c3 · cercle blanc sur case noire e3 · Cavalier blanc sur case blanche f3 · Pion blanc sur case blanche h3 · croix blanche sur case blanche a2 · Pion blanc sur case noire b2 · Pion blanc sur case noire f2 · Pion blanc sur case blanche g2 · Tour blanche sur case noire a1 · Cavalier blanc sur case blanche b1 · Fou blanc sur case noire c1 · Dame blanche sur case blanche d1 · Tour blanche sur case noire e1 · Roi blanc sur case noire g1 | Tour noire sur case blanche a8 · Fou noir sur case blanche c8 · Dame noire sur case noire d8 · Tour noire sur case blanche e8 · Roi noir sur case blanche g8 · Pion noir sur case noire c7 · Fou noir sur case noire e7 · Pion noir sur case blanche f7 · Pion noir sur case noire g7 · Pion noir sur case blanche a6 · Cavalier noir sur case blanche c6 · Pion noir sur case noire d6 · Cavalier noir sur case noire f6 · Pion noir sur case noire h6 · Pion noir sur case blanche b5 · Pion noir sur case noire e5 · cercle blanc sur case blanche f5 · Pion sur case blanche a4 · cercle blanc sur case blanche c4 · Pion blanc sur case noire d4 · Pion blanc sur case blanche e4 · cercle blanc sur case noire a3 · Fou blanc sur case blanche b3 · Pion blanc sur case noire c3 · cercle blanc sur case noire e3 · Cavalier blanc sur case blanche f3 · Pion blanc sur case blanche h3 · croix blanche sur case blanche a2 · Pion blanc sur case noire b2 · Pion blanc sur case noire f2 · Pion blanc sur case blanche g2 · Tour blanche sur case noire a1 · Cavalier blanc sur case blanche b1 · Fou blanc sur case noire c1 · Dame blanche sur case blanche d1 · Tour blanche sur case noire e1 · Roi blanc sur case noire g1 | Tour noire sur case blanche a8 · Fou noir sur case blanche c8 · Dame noire sur case noire d8 · Tour noire sur case blanche e8 · Roi noir sur case blanche g8 · Pion noir sur case noire c7 · Fou noir sur case noire e7 · Pion noir sur case blanche f7 · Pion noir sur case noire g7 · Pion noir sur case blanche a6 · Cavalier noir sur case blanche c6 · Pion noir sur case noire d6 · Cavalier noir sur case noire f6 · Pion noir sur case noire h6 · Pion noir sur case blanche b5 · Pion noir sur case noire e5 · cercle blanc sur case blanche f5 · Pion sur case blanche a4 · cercle blanc sur case blanche c4 · Pion blanc sur case noire d4 · Pion blanc sur case blanche e4 · cercle blanc sur case noire a3 · Fou blanc sur case blanche b3 · Pion blanc sur case noire c3 · cercle blanc sur case noire e3 · Cavalier blanc sur case blanche f3 · Pion blanc sur case blanche h3 · croix blanche sur case blanche a2 · Pion blanc sur case noire b2 · Pion blanc sur case noire f2 · Pion blanc sur case blanche g2 · Tour blanche sur case noire a1 · Cavalier blanc sur case blanche b1 · Fou blanc sur case noire c1 · Dame blanche sur case blanche d1 · Tour blanche sur case noire e1 · Roi blanc sur case noire g1 | Tour noire sur case blanche a8 · Fou noir sur case blanche c8 · Dame noire sur case noire d8 · Tour noire sur case blanche e8 · Roi noir sur case blanche g8 · Pion noir sur case noire c7 · Fou noir sur case noire e7 · Pion noir sur case blanche f7 · Pion noir sur case noire g7 · Pion noir sur case blanche a6 · Cavalier noir sur case blanche c6 · Pion noir sur case noire d6 · Cavalier noir sur case noire f6 · Pion noir sur case noire h6 · Pion noir sur case blanche b5 · Pion noir sur case noire e5 · cercle blanc sur case blanche f5 · Pion sur case blanche a4 · cercle blanc sur case blanche c4 · Pion blanc sur case noire d4 · Pion blanc sur case blanche e4 · cercle blanc sur case noire a3 · Fou blanc sur case blanche b3 · Pion blanc sur case noire c3 · cercle blanc sur case noire e3 · Cavalier blanc sur case blanche f3 · Pion blanc sur case blanche h3 · croix blanche sur case blanche a2 · Pion blanc sur case noire b2 · Pion blanc sur case noire f2 · Pion blanc sur case blanche g2 · Tour blanche sur case noire a1 · Cavalier blanc sur case blanche b1 · Fou blanc sur case noire c1 · Dame blanche sur case blanche d1 · Tour blanche sur case noire e1 · Roi blanc sur case noire g1 | Tour noire sur case blanche a8 · Fou noir sur case blanche c8 · Dame noire sur case noire d8 · Tour noire sur case blanche e8 · Roi noir sur case blanche g8 · Pion noir sur case noire c7 · Fou noir sur case noire e7 · Pion noir sur case blanche f7 · Pion noir sur case noire g7 · Pion noir sur case blanche a6 · Cavalier noir sur case blanche c6 · Pion noir sur case noire d6 · Cavalier noir sur case noire f6 · Pion noir sur case noire h6 · Pion noir sur case blanche b5 · Pion noir sur case noire e5 · cercle blanc sur case blanche f5 · Pion sur case blanche a4 · cercle blanc sur case blanche c4 · Pion blanc sur case noire d4 · Pion blanc sur case blanche e4 · cercle blanc sur case noire a3 · Fou blanc sur case blanche b3 · Pion blanc sur case noire c3 · cercle blanc sur case noire e3 · Cavalier blanc sur case blanche f3 · Pion blanc sur case blanche h3 · croix blanche sur case blanche a2 · Pion blanc sur case noire b2 · Pion blanc sur case noire f2 · Pion blanc sur case blanche g2 · Tour blanche sur case noire a1 · Cavalier blanc sur case blanche b1 · Fou blanc sur case noire c1 · Dame blanche sur case blanche d1 · Tour blanche sur case noire e1 · Roi blanc sur case noire g1 | Tour noire sur case blanche a8 · Fou noir sur case blanche c8 · Dame noire sur case noire d8 · Tour noire sur case blanche e8 · Roi noir sur case blanche g8 · Pion noir sur case noire c7 · Fou noir sur case noire e7 · Pion noir sur case blanche f7 · Pion noir sur case noire g7 · Pion noir sur case blanche a6 · Cavalier noir sur case blanche c6 · Pion noir sur case noire d6 · Cavalier noir sur case noire f6 · Pion noir sur case noire h6 · Pion noir sur case blanche b5 · Pion noir sur case noire e5 · cercle blanc sur case blanche f5 · Pion sur case blanche a4 · cercle blanc sur case blanche c4 · Pion blanc sur case noire d4 · Pion blanc sur case blanche e4 · cercle blanc sur case noire a3 · Fou blanc sur case blanche b3 · Pion blanc sur case noire c3 · cercle blanc sur case noire e3 · Cavalier blanc sur case blanche f3 · Pion blanc sur case blanche h3 · croix blanche sur case blanche a2 · Pion blanc sur case noire b2 · Pion blanc sur case noire f2 · Pion blanc sur case blanche g2 · Tour blanche sur case noire a1 · Cavalier blanc sur case blanche b1 · Fou blanc sur case noire c1 · Dame blanche sur case blanche d1 · Tour blanche sur case noire e1 · Roi blanc sur case noire g1 | Tour noire sur case blanche a8 · Fou noir sur case blanche c8 · Dame noire sur case noire d8 · Tour noire sur case blanche e8 · Roi noir sur case blanche g8 · Pion noir sur case noire c7 · Fou noir sur case noire e7 · Pion noir sur case blanche f7 · Pion noir sur case noire g7 · Pion noir sur case blanche a6 · Cavalier noir sur case blanche c6 · Pion noir sur case noire d6 · Cavalier noir sur case noire f6 · Pion noir sur case noire h6 · Pion noir sur case blanche b5 · Pion noir sur case noire e5 · cercle blanc sur case blanche f5 · Pion sur case blanche a4 · cercle blanc sur case blanche c4 · Pion blanc sur case noire d4 · Pion blanc sur case blanche e4 · cercle blanc sur case noire a3 · Fou blanc sur case blanche b3 · Pion blanc sur case noire c3 · cercle blanc sur case noire e3 · Cavalier blanc sur case blanche f3 · Pion blanc sur case blanche h3 · croix blanche sur case blanche a2 · Pion blanc sur case noire b2 · Pion blanc sur case noire f2 · Pion blanc sur case blanche g2 · Tour blanche sur case noire a1 · Cavalier blanc sur case blanche b1 · Fou blanc sur case noire c1 · Dame blanche sur case blanche d1 · Tour blanche sur case noire e1 · Roi blanc sur case noire g1 | Tour noire sur case blanche a8 · Fou noir sur case blanche c8 · Dame noire sur case noire d8 · Tour noire sur case blanche e8 · Roi noir sur case blanche g8 · Pion noir sur case noire c7 · Fou noir sur case noire e7 · Pion noir sur case blanche f7 · Pion noir sur case noire g7 · Pion noir sur case blanche a6 · Cavalier noir sur case blanche c6 · Pion noir sur case noire d6 · Cavalier noir sur case noire f6 · Pion noir sur case noire h6 · Pion noir sur case blanche b5 · Pion noir sur case noire e5 · cercle blanc sur case blanche f5 · Pion sur case blanche a4 · cercle blanc sur case blanche c4 · Pion blanc sur case noire d4 · Pion blanc sur case blanche e4 · cercle blanc sur case noire a3 · Fou blanc sur case blanche b3 · Pion blanc sur case noire c3 · cercle blanc sur case noire e3 · Cavalier blanc sur case blanche f3 · Pion blanc sur case blanche h3 · croix blanche sur case blanche a2 · Pion blanc sur case noire b2 · Pion blanc sur case noire f2 · Pion blanc sur case blanche g2 · Tour blanche sur case noire a1 · Cavalier blanc sur case blanche b1 · Fou blanc sur case noire c1 · Dame blanche sur case blanche d1 · Tour blanche sur case noire e1 · Roi blanc sur case noire g1 | 6 |
| 5 | Tour noire sur case blanche a8 · Fou noir sur case blanche c8 · Dame noire sur case noire d8 · Tour noire sur case blanche e8 · Roi noir sur case blanche g8 · Pion noir sur case noire c7 · Fou noir sur case noire e7 · Pion noir sur case blanche f7 · Pion noir sur case noire g7 · Pion noir sur case blanche a6 · Cavalier noir sur case blanche c6 · Pion noir sur case noire d6 · Cavalier noir sur case noire f6 · Pion noir sur case noire h6 · Pion noir sur case blanche b5 · Pion noir sur case noire e5 · cercle blanc sur case blanche f5 · Pion sur case blanche a4 · cercle blanc sur case blanche c4 · Pion blanc sur case noire d4 · Pion blanc sur case blanche e4 · cercle blanc sur case noire a3 · Fou blanc sur case blanche b3 · Pion blanc sur case noire c3 · cercle blanc sur case noire e3 · Cavalier blanc sur case blanche f3 · Pion blanc sur case blanche h3 · croix blanche sur case blanche a2 · Pion blanc sur case noire b2 · Pion blanc sur case noire f2 · Pion blanc sur case blanche g2 · Tour blanche sur case noire a1 · Cavalier blanc sur case blanche b1 · Fou blanc sur case noire c1 · Dame blanche sur case blanche d1 · Tour blanche sur case noire e1 · Roi blanc sur case noire g1 | Tour noire sur case blanche a8 · Fou noir sur case blanche c8 · Dame noire sur case noire d8 · Tour noire sur case blanche e8 · Roi noir sur case blanche g8 · Pion noir sur case noire c7 · Fou noir sur case noire e7 · Pion noir sur case blanche f7 · Pion noir sur case noire g7 · Pion noir sur case blanche a6 · Cavalier noir sur case blanche c6 · Pion noir sur case noire d6 · Cavalier noir sur case noire f6 · Pion noir sur case noire h6 · Pion noir sur case blanche b5 · Pion noir sur case noire e5 · cercle blanc sur case blanche f5 · Pion sur case blanche a4 · cercle blanc sur case blanche c4 · Pion blanc sur case noire d4 · Pion blanc sur case blanche e4 · cercle blanc sur case noire a3 · Fou blanc sur case blanche b3 · Pion blanc sur case noire c3 · cercle blanc sur case noire e3 · Cavalier blanc sur case blanche f3 · Pion blanc sur case blanche h3 · croix blanche sur case blanche a2 · Pion blanc sur case noire b2 · Pion blanc sur case noire f2 · Pion blanc sur case blanche g2 · Tour blanche sur case noire a1 · Cavalier blanc sur case blanche b1 · Fou blanc sur case noire c1 · Dame blanche sur case blanche d1 · Tour blanche sur case noire e1 · Roi blanc sur case noire g1 | Tour noire sur case blanche a8 · Fou noir sur case blanche c8 · Dame noire sur case noire d8 · Tour noire sur case blanche e8 · Roi noir sur case blanche g8 · Pion noir sur case noire c7 · Fou noir sur case noire e7 · Pion noir sur case blanche f7 · Pion noir sur case noire g7 · Pion noir sur case blanche a6 · Cavalier noir sur case blanche c6 · Pion noir sur case noire d6 · Cavalier noir sur case noire f6 · Pion noir sur case noire h6 · Pion noir sur case blanche b5 · Pion noir sur case noire e5 · cercle blanc sur case blanche f5 · Pion sur case blanche a4 · cercle blanc sur case blanche c4 · Pion blanc sur case noire d4 · Pion blanc sur case blanche e4 · cercle blanc sur case noire a3 · Fou blanc sur case blanche b3 · Pion blanc sur case noire c3 · cercle blanc sur case noire e3 · Cavalier blanc sur case blanche f3 · Pion blanc sur case blanche h3 · croix blanche sur case blanche a2 · Pion blanc sur case noire b2 · Pion blanc sur case noire f2 · Pion blanc sur case blanche g2 · Tour blanche sur case noire a1 · Cavalier blanc sur case blanche b1 · Fou blanc sur case noire c1 · Dame blanche sur case blanche d1 · Tour blanche sur case noire e1 · Roi blanc sur case noire g1 | Tour noire sur case blanche a8 · Fou noir sur case blanche c8 · Dame noire sur case noire d8 · Tour noire sur case blanche e8 · Roi noir sur case blanche g8 · Pion noir sur case noire c7 · Fou noir sur case noire e7 · Pion noir sur case blanche f7 · Pion noir sur case noire g7 · Pion noir sur case blanche a6 · Cavalier noir sur case blanche c6 · Pion noir sur case noire d6 · Cavalier noir sur case noire f6 · Pion noir sur case noire h6 · Pion noir sur case blanche b5 · Pion noir sur case noire e5 · cercle blanc sur case blanche f5 · Pion sur case blanche a4 · cercle blanc sur case blanche c4 · Pion blanc sur case noire d4 · Pion blanc sur case blanche e4 · cercle blanc sur case noire a3 · Fou blanc sur case blanche b3 · Pion blanc sur case noire c3 · cercle blanc sur case noire e3 · Cavalier blanc sur case blanche f3 · Pion blanc sur case blanche h3 · croix blanche sur case blanche a2 · Pion blanc sur case noire b2 · Pion blanc sur case noire f2 · Pion blanc sur case blanche g2 · Tour blanche sur case noire a1 · Cavalier blanc sur case blanche b1 · Fou blanc sur case noire c1 · Dame blanche sur case blanche d1 · Tour blanche sur case noire e1 · Roi blanc sur case noire g1 | Tour noire sur case blanche a8 · Fou noir sur case blanche c8 · Dame noire sur case noire d8 · Tour noire sur case blanche e8 · Roi noir sur case blanche g8 · Pion noir sur case noire c7 · Fou noir sur case noire e7 · Pion noir sur case blanche f7 · Pion noir sur case noire g7 · Pion noir sur case blanche a6 · Cavalier noir sur case blanche c6 · Pion noir sur case noire d6 · Cavalier noir sur case noire f6 · Pion noir sur case noire h6 · Pion noir sur case blanche b5 · Pion noir sur case noire e5 · cercle blanc sur case blanche f5 · Pion sur case blanche a4 · cercle blanc sur case blanche c4 · Pion blanc sur case noire d4 · Pion blanc sur case blanche e4 · cercle blanc sur case noire a3 · Fou blanc sur case blanche b3 · Pion blanc sur case noire c3 · cercle blanc sur case noire e3 · Cavalier blanc sur case blanche f3 · Pion blanc sur case blanche h3 · croix blanche sur case blanche a2 · Pion blanc sur case noire b2 · Pion blanc sur case noire f2 · Pion blanc sur case blanche g2 · Tour blanche sur case noire a1 · Cavalier blanc sur case blanche b1 · Fou blanc sur case noire c1 · Dame blanche sur case blanche d1 · Tour blanche sur case noire e1 · Roi blanc sur case noire g1 | Tour noire sur case blanche a8 · Fou noir sur case blanche c8 · Dame noire sur case noire d8 · Tour noire sur case blanche e8 · Roi noir sur case blanche g8 · Pion noir sur case noire c7 · Fou noir sur case noire e7 · Pion noir sur case blanche f7 · Pion noir sur case noire g7 · Pion noir sur case blanche a6 · Cavalier noir sur case blanche c6 · Pion noir sur case noire d6 · Cavalier noir sur case noire f6 · Pion noir sur case noire h6 · Pion noir sur case blanche b5 · Pion noir sur case noire e5 · cercle blanc sur case blanche f5 · Pion sur case blanche a4 · cercle blanc sur case blanche c4 · Pion blanc sur case noire d4 · Pion blanc sur case blanche e4 · cercle blanc sur case noire a3 · Fou blanc sur case blanche b3 · Pion blanc sur case noire c3 · cercle blanc sur case noire e3 · Cavalier blanc sur case blanche f3 · Pion blanc sur case blanche h3 · croix blanche sur case blanche a2 · Pion blanc sur case noire b2 · Pion blanc sur case noire f2 · Pion blanc sur case blanche g2 · Tour blanche sur case noire a1 · Cavalier blanc sur case blanche b1 · Fou blanc sur case noire c1 · Dame blanche sur case blanche d1 · Tour blanche sur case noire e1 · Roi blanc sur case noire g1 | Tour noire sur case blanche a8 · Fou noir sur case blanche c8 · Dame noire sur case noire d8 · Tour noire sur case blanche e8 · Roi noir sur case blanche g8 · Pion noir sur case noire c7 · Fou noir sur case noire e7 · Pion noir sur case blanche f7 · Pion noir sur case noire g7 · Pion noir sur case blanche a6 · Cavalier noir sur case blanche c6 · Pion noir sur case noire d6 · Cavalier noir sur case noire f6 · Pion noir sur case noire h6 · Pion noir sur case blanche b5 · Pion noir sur case noire e5 · cercle blanc sur case blanche f5 · Pion sur case blanche a4 · cercle blanc sur case blanche c4 · Pion blanc sur case noire d4 · Pion blanc sur case blanche e4 · cercle blanc sur case noire a3 · Fou blanc sur case blanche b3 · Pion blanc sur case noire c3 · cercle blanc sur case noire e3 · Cavalier blanc sur case blanche f3 · Pion blanc sur case blanche h3 · croix blanche sur case blanche a2 · Pion blanc sur case noire b2 · Pion blanc sur case noire f2 · Pion blanc sur case blanche g2 · Tour blanche sur case noire a1 · Cavalier blanc sur case blanche b1 · Fou blanc sur case noire c1 · Dame blanche sur case blanche d1 · Tour blanche sur case noire e1 · Roi blanc sur case noire g1 | Tour noire sur case blanche a8 · Fou noir sur case blanche c8 · Dame noire sur case noire d8 · Tour noire sur case blanche e8 · Roi noir sur case blanche g8 · Pion noir sur case noire c7 · Fou noir sur case noire e7 · Pion noir sur case blanche f7 · Pion noir sur case noire g7 · Pion noir sur case blanche a6 · Cavalier noir sur case blanche c6 · Pion noir sur case noire d6 · Cavalier noir sur case noire f6 · Pion noir sur case noire h6 · Pion noir sur case blanche b5 · Pion noir sur case noire e5 · cercle blanc sur case blanche f5 · Pion sur case blanche a4 · cercle blanc sur case blanche c4 · Pion blanc sur case noire d4 · Pion blanc sur case blanche e4 · cercle blanc sur case noire a3 · Fou blanc sur case blanche b3 · Pion blanc sur case noire c3 · cercle blanc sur case noire e3 · Cavalier blanc sur case blanche f3 · Pion blanc sur case blanche h3 · croix blanche sur case blanche a2 · Pion blanc sur case noire b2 · Pion blanc sur case noire f2 · Pion blanc sur case blanche g2 · Tour blanche sur case noire a1 · Cavalier blanc sur case blanche b1 · Fou blanc sur case noire c1 · Dame blanche sur case blanche d1 · Tour blanche sur case noire e1 · Roi blanc sur case noire g1 | 5 |
| 4 | Tour noire sur case blanche a8 · Fou noir sur case blanche c8 · Dame noire sur case noire d8 · Tour noire sur case blanche e8 · Roi noir sur case blanche g8 · Pion noir sur case noire c7 · Fou noir sur case noire e7 · Pion noir sur case blanche f7 · Pion noir sur case noire g7 · Pion noir sur case blanche a6 · Cavalier noir sur case blanche c6 · Pion noir sur case noire d6 · Cavalier noir sur case noire f6 · Pion noir sur case noire h6 · Pion noir sur case blanche b5 · Pion noir sur case noire e5 · cercle blanc sur case blanche f5 · Pion sur case blanche a4 · cercle blanc sur case blanche c4 · Pion blanc sur case noire d4 · Pion blanc sur case blanche e4 · cercle blanc sur case noire a3 · Fou blanc sur case blanche b3 · Pion blanc sur case noire c3 · cercle blanc sur case noire e3 · Cavalier blanc sur case blanche f3 · Pion blanc sur case blanche h3 · croix blanche sur case blanche a2 · Pion blanc sur case noire b2 · Pion blanc sur case noire f2 · Pion blanc sur case blanche g2 · Tour blanche sur case noire a1 · Cavalier blanc sur case blanche b1 · Fou blanc sur case noire c1 · Dame blanche sur case blanche d1 · Tour blanche sur case noire e1 · Roi blanc sur case noire g1 | Tour noire sur case blanche a8 · Fou noir sur case blanche c8 · Dame noire sur case noire d8 · Tour noire sur case blanche e8 · Roi noir sur case blanche g8 · Pion noir sur case noire c7 · Fou noir sur case noire e7 · Pion noir sur case blanche f7 · Pion noir sur case noire g7 · Pion noir sur case blanche a6 · Cavalier noir sur case blanche c6 · Pion noir sur case noire d6 · Cavalier noir sur case noire f6 · Pion noir sur case noire h6 · Pion noir sur case blanche b5 · Pion noir sur case noire e5 · cercle blanc sur case blanche f5 · Pion sur case blanche a4 · cercle blanc sur case blanche c4 · Pion blanc sur case noire d4 · Pion blanc sur case blanche e4 · cercle blanc sur case noire a3 · Fou blanc sur case blanche b3 · Pion blanc sur case noire c3 · cercle blanc sur case noire e3 · Cavalier blanc sur case blanche f3 · Pion blanc sur case blanche h3 · croix blanche sur case blanche a2 · Pion blanc sur case noire b2 · Pion blanc sur case noire f2 · Pion blanc sur case blanche g2 · Tour blanche sur case noire a1 · Cavalier blanc sur case blanche b1 · Fou blanc sur case noire c1 · Dame blanche sur case blanche d1 · Tour blanche sur case noire e1 · Roi blanc sur case noire g1 | Tour noire sur case blanche a8 · Fou noir sur case blanche c8 · Dame noire sur case noire d8 · Tour noire sur case blanche e8 · Roi noir sur case blanche g8 · Pion noir sur case noire c7 · Fou noir sur case noire e7 · Pion noir sur case blanche f7 · Pion noir sur case noire g7 · Pion noir sur case blanche a6 · Cavalier noir sur case blanche c6 · Pion noir sur case noire d6 · Cavalier noir sur case noire f6 · Pion noir sur case noire h6 · Pion noir sur case blanche b5 · Pion noir sur case noire e5 · cercle blanc sur case blanche f5 · Pion sur case blanche a4 · cercle blanc sur case blanche c4 · Pion blanc sur case noire d4 · Pion blanc sur case blanche e4 · cercle blanc sur case noire a3 · Fou blanc sur case blanche b3 · Pion blanc sur case noire c3 · cercle blanc sur case noire e3 · Cavalier blanc sur case blanche f3 · Pion blanc sur case blanche h3 · croix blanche sur case blanche a2 · Pion blanc sur case noire b2 · Pion blanc sur case noire f2 · Pion blanc sur case blanche g2 · Tour blanche sur case noire a1 · Cavalier blanc sur case blanche b1 · Fou blanc sur case noire c1 · Dame blanche sur case blanche d1 · Tour blanche sur case noire e1 · Roi blanc sur case noire g1 | Tour noire sur case blanche a8 · Fou noir sur case blanche c8 · Dame noire sur case noire d8 · Tour noire sur case blanche e8 · Roi noir sur case blanche g8 · Pion noir sur case noire c7 · Fou noir sur case noire e7 · Pion noir sur case blanche f7 · Pion noir sur case noire g7 · Pion noir sur case blanche a6 · Cavalier noir sur case blanche c6 · Pion noir sur case noire d6 · Cavalier noir sur case noire f6 · Pion noir sur case noire h6 · Pion noir sur case blanche b5 · Pion noir sur case noire e5 · cercle blanc sur case blanche f5 · Pion sur case blanche a4 · cercle blanc sur case blanche c4 · Pion blanc sur case noire d4 · Pion blanc sur case blanche e4 · cercle blanc sur case noire a3 · Fou blanc sur case blanche b3 · Pion blanc sur case noire c3 · cercle blanc sur case noire e3 · Cavalier blanc sur case blanche f3 · Pion blanc sur case blanche h3 · croix blanche sur case blanche a2 · Pion blanc sur case noire b2 · Pion blanc sur case noire f2 · Pion blanc sur case blanche g2 · Tour blanche sur case noire a1 · Cavalier blanc sur case blanche b1 · Fou blanc sur case noire c1 · Dame blanche sur case blanche d1 · Tour blanche sur case noire e1 · Roi blanc sur case noire g1 | Tour noire sur case blanche a8 · Fou noir sur case blanche c8 · Dame noire sur case noire d8 · Tour noire sur case blanche e8 · Roi noir sur case blanche g8 · Pion noir sur case noire c7 · Fou noir sur case noire e7 · Pion noir sur case blanche f7 · Pion noir sur case noire g7 · Pion noir sur case blanche a6 · Cavalier noir sur case blanche c6 · Pion noir sur case noire d6 · Cavalier noir sur case noire f6 · Pion noir sur case noire h6 · Pion noir sur case blanche b5 · Pion noir sur case noire e5 · cercle blanc sur case blanche f5 · Pion sur case blanche a4 · cercle blanc sur case blanche c4 · Pion blanc sur case noire d4 · Pion blanc sur case blanche e4 · cercle blanc sur case noire a3 · Fou blanc sur case blanche b3 · Pion blanc sur case noire c3 · cercle blanc sur case noire e3 · Cavalier blanc sur case blanche f3 · Pion blanc sur case blanche h3 · croix blanche sur case blanche a2 · Pion blanc sur case noire b2 · Pion blanc sur case noire f2 · Pion blanc sur case blanche g2 · Tour blanche sur case noire a1 · Cavalier blanc sur case blanche b1 · Fou blanc sur case noire c1 · Dame blanche sur case blanche d1 · Tour blanche sur case noire e1 · Roi blanc sur case noire g1 | Tour noire sur case blanche a8 · Fou noir sur case blanche c8 · Dame noire sur case noire d8 · Tour noire sur case blanche e8 · Roi noir sur case blanche g8 · Pion noir sur case noire c7 · Fou noir sur case noire e7 · Pion noir sur case blanche f7 · Pion noir sur case noire g7 · Pion noir sur case blanche a6 · Cavalier noir sur case blanche c6 · Pion noir sur case noire d6 · Cavalier noir sur case noire f6 · Pion noir sur case noire h6 · Pion noir sur case blanche b5 · Pion noir sur case noire e5 · cercle blanc sur case blanche f5 · Pion sur case blanche a4 · cercle blanc sur case blanche c4 · Pion blanc sur case noire d4 · Pion blanc sur case blanche e4 · cercle blanc sur case noire a3 · Fou blanc sur case blanche b3 · Pion blanc sur case noire c3 · cercle blanc sur case noire e3 · Cavalier blanc sur case blanche f3 · Pion blanc sur case blanche h3 · croix blanche sur case blanche a2 · Pion blanc sur case noire b2 · Pion blanc sur case noire f2 · Pion blanc sur case blanche g2 · Tour blanche sur case noire a1 · Cavalier blanc sur case blanche b1 · Fou blanc sur case noire c1 · Dame blanche sur case blanche d1 · Tour blanche sur case noire e1 · Roi blanc sur case noire g1 | Tour noire sur case blanche a8 · Fou noir sur case blanche c8 · Dame noire sur case noire d8 · Tour noire sur case blanche e8 · Roi noir sur case blanche g8 · Pion noir sur case noire c7 · Fou noir sur case noire e7 · Pion noir sur case blanche f7 · Pion noir sur case noire g7 · Pion noir sur case blanche a6 · Cavalier noir sur case blanche c6 · Pion noir sur case noire d6 · Cavalier noir sur case noire f6 · Pion noir sur case noire h6 · Pion noir sur case blanche b5 · Pion noir sur case noire e5 · cercle blanc sur case blanche f5 · Pion sur case blanche a4 · cercle blanc sur case blanche c4 · Pion blanc sur case noire d4 · Pion blanc sur case blanche e4 · cercle blanc sur case noire a3 · Fou blanc sur case blanche b3 · Pion blanc sur case noire c3 · cercle blanc sur case noire e3 · Cavalier blanc sur case blanche f3 · Pion blanc sur case blanche h3 · croix blanche sur case blanche a2 · Pion blanc sur case noire b2 · Pion blanc sur case noire f2 · Pion blanc sur case blanche g2 · Tour blanche sur case noire a1 · Cavalier blanc sur case blanche b1 · Fou blanc sur case noire c1 · Dame blanche sur case blanche d1 · Tour blanche sur case noire e1 · Roi blanc sur case noire g1 | Tour noire sur case blanche a8 · Fou noir sur case blanche c8 · Dame noire sur case noire d8 · Tour noire sur case blanche e8 · Roi noir sur case blanche g8 · Pion noir sur case noire c7 · Fou noir sur case noire e7 · Pion noir sur case blanche f7 · Pion noir sur case noire g7 · Pion noir sur case blanche a6 · Cavalier noir sur case blanche c6 · Pion noir sur case noire d6 · Cavalier noir sur case noire f6 · Pion noir sur case noire h6 · Pion noir sur case blanche b5 · Pion noir sur case noire e5 · cercle blanc sur case blanche f5 · Pion sur case blanche a4 · cercle blanc sur case blanche c4 · Pion blanc sur case noire d4 · Pion blanc sur case blanche e4 · cercle blanc sur case noire a3 · Fou blanc sur case blanche b3 · Pion blanc sur case noire c3 · cercle blanc sur case noire e3 · Cavalier blanc sur case blanche f3 · Pion blanc sur case blanche h3 · croix blanche sur case blanche a2 · Pion blanc sur case noire b2 · Pion blanc sur case noire f2 · Pion blanc sur case blanche g2 · Tour blanche sur case noire a1 · Cavalier blanc sur case blanche b1 · Fou blanc sur case noire c1 · Dame blanche sur case blanche d1 · Tour blanche sur case noire e1 · Roi blanc sur case noire g1 | 4 |
| 3 | Tour noire sur case blanche a8 · Fou noir sur case blanche c8 · Dame noire sur case noire d8 · Tour noire sur case blanche e8 · Roi noir sur case blanche g8 · Pion noir sur case noire c7 · Fou noir sur case noire e7 · Pion noir sur case blanche f7 · Pion noir sur case noire g7 · Pion noir sur case blanche a6 · Cavalier noir sur case blanche c6 · Pion noir sur case noire d6 · Cavalier noir sur case noire f6 · Pion noir sur case noire h6 · Pion noir sur case blanche b5 · Pion noir sur case noire e5 · cercle blanc sur case blanche f5 · Pion sur case blanche a4 · cercle blanc sur case blanche c4 · Pion blanc sur case noire d4 · Pion blanc sur case blanche e4 · cercle blanc sur case noire a3 · Fou blanc sur case blanche b3 · Pion blanc sur case noire c3 · cercle blanc sur case noire e3 · Cavalier blanc sur case blanche f3 · Pion blanc sur case blanche h3 · croix blanche sur case blanche a2 · Pion blanc sur case noire b2 · Pion blanc sur case noire f2 · Pion blanc sur case blanche g2 · Tour blanche sur case noire a1 · Cavalier blanc sur case blanche b1 · Fou blanc sur case noire c1 · Dame blanche sur case blanche d1 · Tour blanche sur case noire e1 · Roi blanc sur case noire g1 | Tour noire sur case blanche a8 · Fou noir sur case blanche c8 · Dame noire sur case noire d8 · Tour noire sur case blanche e8 · Roi noir sur case blanche g8 · Pion noir sur case noire c7 · Fou noir sur case noire e7 · Pion noir sur case blanche f7 · Pion noir sur case noire g7 · Pion noir sur case blanche a6 · Cavalier noir sur case blanche c6 · Pion noir sur case noire d6 · Cavalier noir sur case noire f6 · Pion noir sur case noire h6 · Pion noir sur case blanche b5 · Pion noir sur case noire e5 · cercle blanc sur case blanche f5 · Pion sur case blanche a4 · cercle blanc sur case blanche c4 · Pion blanc sur case noire d4 · Pion blanc sur case blanche e4 · cercle blanc sur case noire a3 · Fou blanc sur case blanche b3 · Pion blanc sur case noire c3 · cercle blanc sur case noire e3 · Cavalier blanc sur case blanche f3 · Pion blanc sur case blanche h3 · croix blanche sur case blanche a2 · Pion blanc sur case noire b2 · Pion blanc sur case noire f2 · Pion blanc sur case blanche g2 · Tour blanche sur case noire a1 · Cavalier blanc sur case blanche b1 · Fou blanc sur case noire c1 · Dame blanche sur case blanche d1 · Tour blanche sur case noire e1 · Roi blanc sur case noire g1 | Tour noire sur case blanche a8 · Fou noir sur case blanche c8 · Dame noire sur case noire d8 · Tour noire sur case blanche e8 · Roi noir sur case blanche g8 · Pion noir sur case noire c7 · Fou noir sur case noire e7 · Pion noir sur case blanche f7 · Pion noir sur case noire g7 · Pion noir sur case blanche a6 · Cavalier noir sur case blanche c6 · Pion noir sur case noire d6 · Cavalier noir sur case noire f6 · Pion noir sur case noire h6 · Pion noir sur case blanche b5 · Pion noir sur case noire e5 · cercle blanc sur case blanche f5 · Pion sur case blanche a4 · cercle blanc sur case blanche c4 · Pion blanc sur case noire d4 · Pion blanc sur case blanche e4 · cercle blanc sur case noire a3 · Fou blanc sur case blanche b3 · Pion blanc sur case noire c3 · cercle blanc sur case noire e3 · Cavalier blanc sur case blanche f3 · Pion blanc sur case blanche h3 · croix blanche sur case blanche a2 · Pion blanc sur case noire b2 · Pion blanc sur case noire f2 · Pion blanc sur case blanche g2 · Tour blanche sur case noire a1 · Cavalier blanc sur case blanche b1 · Fou blanc sur case noire c1 · Dame blanche sur case blanche d1 · Tour blanche sur case noire e1 · Roi blanc sur case noire g1 | Tour noire sur case blanche a8 · Fou noir sur case blanche c8 · Dame noire sur case noire d8 · Tour noire sur case blanche e8 · Roi noir sur case blanche g8 · Pion noir sur case noire c7 · Fou noir sur case noire e7 · Pion noir sur case blanche f7 · Pion noir sur case noire g7 · Pion noir sur case blanche a6 · Cavalier noir sur case blanche c6 · Pion noir sur case noire d6 · Cavalier noir sur case noire f6 · Pion noir sur case noire h6 · Pion noir sur case blanche b5 · Pion noir sur case noire e5 · cercle blanc sur case blanche f5 · Pion sur case blanche a4 · cercle blanc sur case blanche c4 · Pion blanc sur case noire d4 · Pion blanc sur case blanche e4 · cercle blanc sur case noire a3 · Fou blanc sur case blanche b3 · Pion blanc sur case noire c3 · cercle blanc sur case noire e3 · Cavalier blanc sur case blanche f3 · Pion blanc sur case blanche h3 · croix blanche sur case blanche a2 · Pion blanc sur case noire b2 · Pion blanc sur case noire f2 · Pion blanc sur case blanche g2 · Tour blanche sur case noire a1 · Cavalier blanc sur case blanche b1 · Fou blanc sur case noire c1 · Dame blanche sur case blanche d1 · Tour blanche sur case noire e1 · Roi blanc sur case noire g1 | Tour noire sur case blanche a8 · Fou noir sur case blanche c8 · Dame noire sur case noire d8 · Tour noire sur case blanche e8 · Roi noir sur case blanche g8 · Pion noir sur case noire c7 · Fou noir sur case noire e7 · Pion noir sur case blanche f7 · Pion noir sur case noire g7 · Pion noir sur case blanche a6 · Cavalier noir sur case blanche c6 · Pion noir sur case noire d6 · Cavalier noir sur case noire f6 · Pion noir sur case noire h6 · Pion noir sur case blanche b5 · Pion noir sur case noire e5 · cercle blanc sur case blanche f5 · Pion sur case blanche a4 · cercle blanc sur case blanche c4 · Pion blanc sur case noire d4 · Pion blanc sur case blanche e4 · cercle blanc sur case noire a3 · Fou blanc sur case blanche b3 · Pion blanc sur case noire c3 · cercle blanc sur case noire e3 · Cavalier blanc sur case blanche f3 · Pion blanc sur case blanche h3 · croix blanche sur case blanche a2 · Pion blanc sur case noire b2 · Pion blanc sur case noire f2 · Pion blanc sur case blanche g2 · Tour blanche sur case noire a1 · Cavalier blanc sur case blanche b1 · Fou blanc sur case noire c1 · Dame blanche sur case blanche d1 · Tour blanche sur case noire e1 · Roi blanc sur case noire g1 | Tour noire sur case blanche a8 · Fou noir sur case blanche c8 · Dame noire sur case noire d8 · Tour noire sur case blanche e8 · Roi noir sur case blanche g8 · Pion noir sur case noire c7 · Fou noir sur case noire e7 · Pion noir sur case blanche f7 · Pion noir sur case noire g7 · Pion noir sur case blanche a6 · Cavalier noir sur case blanche c6 · Pion noir sur case noire d6 · Cavalier noir sur case noire f6 · Pion noir sur case noire h6 · Pion noir sur case blanche b5 · Pion noir sur case noire e5 · cercle blanc sur case blanche f5 · Pion sur case blanche a4 · cercle blanc sur case blanche c4 · Pion blanc sur case noire d4 · Pion blanc sur case blanche e4 · cercle blanc sur case noire a3 · Fou blanc sur case blanche b3 · Pion blanc sur case noire c3 · cercle blanc sur case noire e3 · Cavalier blanc sur case blanche f3 · Pion blanc sur case blanche h3 · croix blanche sur case blanche a2 · Pion blanc sur case noire b2 · Pion blanc sur case noire f2 · Pion blanc sur case blanche g2 · Tour blanche sur case noire a1 · Cavalier blanc sur case blanche b1 · Fou blanc sur case noire c1 · Dame blanche sur case blanche d1 · Tour blanche sur case noire e1 · Roi blanc sur case noire g1 | Tour noire sur case blanche a8 · Fou noir sur case blanche c8 · Dame noire sur case noire d8 · Tour noire sur case blanche e8 · Roi noir sur case blanche g8 · Pion noir sur case noire c7 · Fou noir sur case noire e7 · Pion noir sur case blanche f7 · Pion noir sur case noire g7 · Pion noir sur case blanche a6 · Cavalier noir sur case blanche c6 · Pion noir sur case noire d6 · Cavalier noir sur case noire f6 · Pion noir sur case noire h6 · Pion noir sur case blanche b5 · Pion noir sur case noire e5 · cercle blanc sur case blanche f5 · Pion sur case blanche a4 · cercle blanc sur case blanche c4 · Pion blanc sur case noire d4 · Pion blanc sur case blanche e4 · cercle blanc sur case noire a3 · Fou blanc sur case blanche b3 · Pion blanc sur case noire c3 · cercle blanc sur case noire e3 · Cavalier blanc sur case blanche f3 · Pion blanc sur case blanche h3 · croix blanche sur case blanche a2 · Pion blanc sur case noire b2 · Pion blanc sur case noire f2 · Pion blanc sur case blanche g2 · Tour blanche sur case noire a1 · Cavalier blanc sur case blanche b1 · Fou blanc sur case noire c1 · Dame blanche sur case blanche d1 · Tour blanche sur case noire e1 · Roi blanc sur case noire g1 | Tour noire sur case blanche a8 · Fou noir sur case blanche c8 · Dame noire sur case noire d8 · Tour noire sur case blanche e8 · Roi noir sur case blanche g8 · Pion noir sur case noire c7 · Fou noir sur case noire e7 · Pion noir sur case blanche f7 · Pion noir sur case noire g7 · Pion noir sur case blanche a6 · Cavalier noir sur case blanche c6 · Pion noir sur case noire d6 · Cavalier noir sur case noire f6 · Pion noir sur case noire h6 · Pion noir sur case blanche b5 · Pion noir sur case noire e5 · cercle blanc sur case blanche f5 · Pion sur case blanche a4 · cercle blanc sur case blanche c4 · Pion blanc sur case noire d4 · Pion blanc sur case blanche e4 · cercle blanc sur case noire a3 · Fou blanc sur case blanche b3 · Pion blanc sur case noire c3 · cercle blanc sur case noire e3 · Cavalier blanc sur case blanche f3 · Pion blanc sur case blanche h3 · croix blanche sur case blanche a2 · Pion blanc sur case noire b2 · Pion blanc sur case noire f2 · Pion blanc sur case blanche g2 · Tour blanche sur case noire a1 · Cavalier blanc sur case blanche b1 · Fou blanc sur case noire c1 · Dame blanche sur case blanche d1 · Tour blanche sur case noire e1 · Roi blanc sur case noire g1 | 3 |
| 2 | Tour noire sur case blanche a8 · Fou noir sur case blanche c8 · Dame noire sur case noire d8 · Tour noire sur case blanche e8 · Roi noir sur case blanche g8 · Pion noir sur case noire c7 · Fou noir sur case noire e7 · Pion noir sur case blanche f7 · Pion noir sur case noire g7 · Pion noir sur case blanche a6 · Cavalier noir sur case blanche c6 · Pion noir sur case noire d6 · Cavalier noir sur case noire f6 · Pion noir sur case noire h6 · Pion noir sur case blanche b5 · Pion noir sur case noire e5 · cercle blanc sur case blanche f5 · Pion sur case blanche a4 · cercle blanc sur case blanche c4 · Pion blanc sur case noire d4 · Pion blanc sur case blanche e4 · cercle blanc sur case noire a3 · Fou blanc sur case blanche b3 · Pion blanc sur case noire c3 · cercle blanc sur case noire e3 · Cavalier blanc sur case blanche f3 · Pion blanc sur case blanche h3 · croix blanche sur case blanche a2 · Pion blanc sur case noire b2 · Pion blanc sur case noire f2 · Pion blanc sur case blanche g2 · Tour blanche sur case noire a1 · Cavalier blanc sur case blanche b1 · Fou blanc sur case noire c1 · Dame blanche sur case blanche d1 · Tour blanche sur case noire e1 · Roi blanc sur case noire g1 | Tour noire sur case blanche a8 · Fou noir sur case blanche c8 · Dame noire sur case noire d8 · Tour noire sur case blanche e8 · Roi noir sur case blanche g8 · Pion noir sur case noire c7 · Fou noir sur case noire e7 · Pion noir sur case blanche f7 · Pion noir sur case noire g7 · Pion noir sur case blanche a6 · Cavalier noir sur case blanche c6 · Pion noir sur case noire d6 · Cavalier noir sur case noire f6 · Pion noir sur case noire h6 · Pion noir sur case blanche b5 · Pion noir sur case noire e5 · cercle blanc sur case blanche f5 · Pion sur case blanche a4 · cercle blanc sur case blanche c4 · Pion blanc sur case noire d4 · Pion blanc sur case blanche e4 · cercle blanc sur case noire a3 · Fou blanc sur case blanche b3 · Pion blanc sur case noire c3 · cercle blanc sur case noire e3 · Cavalier blanc sur case blanche f3 · Pion blanc sur case blanche h3 · croix blanche sur case blanche a2 · Pion blanc sur case noire b2 · Pion blanc sur case noire f2 · Pion blanc sur case blanche g2 · Tour blanche sur case noire a1 · Cavalier blanc sur case blanche b1 · Fou blanc sur case noire c1 · Dame blanche sur case blanche d1 · Tour blanche sur case noire e1 · Roi blanc sur case noire g1 | Tour noire sur case blanche a8 · Fou noir sur case blanche c8 · Dame noire sur case noire d8 · Tour noire sur case blanche e8 · Roi noir sur case blanche g8 · Pion noir sur case noire c7 · Fou noir sur case noire e7 · Pion noir sur case blanche f7 · Pion noir sur case noire g7 · Pion noir sur case blanche a6 · Cavalier noir sur case blanche c6 · Pion noir sur case noire d6 · Cavalier noir sur case noire f6 · Pion noir sur case noire h6 · Pion noir sur case blanche b5 · Pion noir sur case noire e5 · cercle blanc sur case blanche f5 · Pion sur case blanche a4 · cercle blanc sur case blanche c4 · Pion blanc sur case noire d4 · Pion blanc sur case blanche e4 · cercle blanc sur case noire a3 · Fou blanc sur case blanche b3 · Pion blanc sur case noire c3 · cercle blanc sur case noire e3 · Cavalier blanc sur case blanche f3 · Pion blanc sur case blanche h3 · croix blanche sur case blanche a2 · Pion blanc sur case noire b2 · Pion blanc sur case noire f2 · Pion blanc sur case blanche g2 · Tour blanche sur case noire a1 · Cavalier blanc sur case blanche b1 · Fou blanc sur case noire c1 · Dame blanche sur case blanche d1 · Tour blanche sur case noire e1 · Roi blanc sur case noire g1 | Tour noire sur case blanche a8 · Fou noir sur case blanche c8 · Dame noire sur case noire d8 · Tour noire sur case blanche e8 · Roi noir sur case blanche g8 · Pion noir sur case noire c7 · Fou noir sur case noire e7 · Pion noir sur case blanche f7 · Pion noir sur case noire g7 · Pion noir sur case blanche a6 · Cavalier noir sur case blanche c6 · Pion noir sur case noire d6 · Cavalier noir sur case noire f6 · Pion noir sur case noire h6 · Pion noir sur case blanche b5 · Pion noir sur case noire e5 · cercle blanc sur case blanche f5 · Pion sur case blanche a4 · cercle blanc sur case blanche c4 · Pion blanc sur case noire d4 · Pion blanc sur case blanche e4 · cercle blanc sur case noire a3 · Fou blanc sur case blanche b3 · Pion blanc sur case noire c3 · cercle blanc sur case noire e3 · Cavalier blanc sur case blanche f3 · Pion blanc sur case blanche h3 · croix blanche sur case blanche a2 · Pion blanc sur case noire b2 · Pion blanc sur case noire f2 · Pion blanc sur case blanche g2 · Tour blanche sur case noire a1 · Cavalier blanc sur case blanche b1 · Fou blanc sur case noire c1 · Dame blanche sur case blanche d1 · Tour blanche sur case noire e1 · Roi blanc sur case noire g1 | Tour noire sur case blanche a8 · Fou noir sur case blanche c8 · Dame noire sur case noire d8 · Tour noire sur case blanche e8 · Roi noir sur case blanche g8 · Pion noir sur case noire c7 · Fou noir sur case noire e7 · Pion noir sur case blanche f7 · Pion noir sur case noire g7 · Pion noir sur case blanche a6 · Cavalier noir sur case blanche c6 · Pion noir sur case noire d6 · Cavalier noir sur case noire f6 · Pion noir sur case noire h6 · Pion noir sur case blanche b5 · Pion noir sur case noire e5 · cercle blanc sur case blanche f5 · Pion sur case blanche a4 · cercle blanc sur case blanche c4 · Pion blanc sur case noire d4 · Pion blanc sur case blanche e4 · cercle blanc sur case noire a3 · Fou blanc sur case blanche b3 · Pion blanc sur case noire c3 · cercle blanc sur case noire e3 · Cavalier blanc sur case blanche f3 · Pion blanc sur case blanche h3 · croix blanche sur case blanche a2 · Pion blanc sur case noire b2 · Pion blanc sur case noire f2 · Pion blanc sur case blanche g2 · Tour blanche sur case noire a1 · Cavalier blanc sur case blanche b1 · Fou blanc sur case noire c1 · Dame blanche sur case blanche d1 · Tour blanche sur case noire e1 · Roi blanc sur case noire g1 | Tour noire sur case blanche a8 · Fou noir sur case blanche c8 · Dame noire sur case noire d8 · Tour noire sur case blanche e8 · Roi noir sur case blanche g8 · Pion noir sur case noire c7 · Fou noir sur case noire e7 · Pion noir sur case blanche f7 · Pion noir sur case noire g7 · Pion noir sur case blanche a6 · Cavalier noir sur case blanche c6 · Pion noir sur case noire d6 · Cavalier noir sur case noire f6 · Pion noir sur case noire h6 · Pion noir sur case blanche b5 · Pion noir sur case noire e5 · cercle blanc sur case blanche f5 · Pion sur case blanche a4 · cercle blanc sur case blanche c4 · Pion blanc sur case noire d4 · Pion blanc sur case blanche e4 · cercle blanc sur case noire a3 · Fou blanc sur case blanche b3 · Pion blanc sur case noire c3 · cercle blanc sur case noire e3 · Cavalier blanc sur case blanche f3 · Pion blanc sur case blanche h3 · croix blanche sur case blanche a2 · Pion blanc sur case noire b2 · Pion blanc sur case noire f2 · Pion blanc sur case blanche g2 · Tour blanche sur case noire a1 · Cavalier blanc sur case blanche b1 · Fou blanc sur case noire c1 · Dame blanche sur case blanche d1 · Tour blanche sur case noire e1 · Roi blanc sur case noire g1 | Tour noire sur case blanche a8 · Fou noir sur case blanche c8 · Dame noire sur case noire d8 · Tour noire sur case blanche e8 · Roi noir sur case blanche g8 · Pion noir sur case noire c7 · Fou noir sur case noire e7 · Pion noir sur case blanche f7 · Pion noir sur case noire g7 · Pion noir sur case blanche a6 · Cavalier noir sur case blanche c6 · Pion noir sur case noire d6 · Cavalier noir sur case noire f6 · Pion noir sur case noire h6 · Pion noir sur case blanche b5 · Pion noir sur case noire e5 · cercle blanc sur case blanche f5 · Pion sur case blanche a4 · cercle blanc sur case blanche c4 · Pion blanc sur case noire d4 · Pion blanc sur case blanche e4 · cercle blanc sur case noire a3 · Fou blanc sur case blanche b3 · Pion blanc sur case noire c3 · cercle blanc sur case noire e3 · Cavalier blanc sur case blanche f3 · Pion blanc sur case blanche h3 · croix blanche sur case blanche a2 · Pion blanc sur case noire b2 · Pion blanc sur case noire f2 · Pion blanc sur case blanche g2 · Tour blanche sur case noire a1 · Cavalier blanc sur case blanche b1 · Fou blanc sur case noire c1 · Dame blanche sur case blanche d1 · Tour blanche sur case noire e1 · Roi blanc sur case noire g1 | Tour noire sur case blanche a8 · Fou noir sur case blanche c8 · Dame noire sur case noire d8 · Tour noire sur case blanche e8 · Roi noir sur case blanche g8 · Pion noir sur case noire c7 · Fou noir sur case noire e7 · Pion noir sur case blanche f7 · Pion noir sur case noire g7 · Pion noir sur case blanche a6 · Cavalier noir sur case blanche c6 · Pion noir sur case noire d6 · Cavalier noir sur case noire f6 · Pion noir sur case noire h6 · Pion noir sur case blanche b5 · Pion noir sur case noire e5 · cercle blanc sur case blanche f5 · Pion sur case blanche a4 · cercle blanc sur case blanche c4 · Pion blanc sur case noire d4 · Pion blanc sur case blanche e4 · cercle blanc sur case noire a3 · Fou blanc sur case blanche b3 · Pion blanc sur case noire c3 · cercle blanc sur case noire e3 · Cavalier blanc sur case blanche f3 · Pion blanc sur case blanche h3 · croix blanche sur case blanche a2 · Pion blanc sur case noire b2 · Pion blanc sur case noire f2 · Pion blanc sur case blanche g2 · Tour blanche sur case noire a1 · Cavalier blanc sur case blanche b1 · Fou blanc sur case noire c1 · Dame blanche sur case blanche d1 · Tour blanche sur case noire e1 · Roi blanc sur case noire g1 | 2 |
| 1 | Tour noire sur case blanche a8 · Fou noir sur case blanche c8 · Dame noire sur case noire d8 · Tour noire sur case blanche e8 · Roi noir sur case blanche g8 · Pion noir sur case noire c7 · Fou noir sur case noire e7 · Pion noir sur case blanche f7 · Pion noir sur case noire g7 · Pion noir sur case blanche a6 · Cavalier noir sur case blanche c6 · Pion noir sur case noire d6 · Cavalier noir sur case noire f6 · Pion noir sur case noire h6 · Pion noir sur case blanche b5 · Pion noir sur case noire e5 · cercle blanc sur case blanche f5 · Pion sur case blanche a4 · cercle blanc sur case blanche c4 · Pion blanc sur case noire d4 · Pion blanc sur case blanche e4 · cercle blanc sur case noire a3 · Fou blanc sur case blanche b3 · Pion blanc sur case noire c3 · cercle blanc sur case noire e3 · Cavalier blanc sur case blanche f3 · Pion blanc sur case blanche h3 · croix blanche sur case blanche a2 · Pion blanc sur case noire b2 · Pion blanc sur case noire f2 · Pion blanc sur case blanche g2 · Tour blanche sur case noire a1 · Cavalier blanc sur case blanche b1 · Fou blanc sur case noire c1 · Dame blanche sur case blanche d1 · Tour blanche sur case noire e1 · Roi blanc sur case noire g1 | Tour noire sur case blanche a8 · Fou noir sur case blanche c8 · Dame noire sur case noire d8 · Tour noire sur case blanche e8 · Roi noir sur case blanche g8 · Pion noir sur case noire c7 · Fou noir sur case noire e7 · Pion noir sur case blanche f7 · Pion noir sur case noire g7 · Pion noir sur case blanche a6 · Cavalier noir sur case blanche c6 · Pion noir sur case noire d6 · Cavalier noir sur case noire f6 · Pion noir sur case noire h6 · Pion noir sur case blanche b5 · Pion noir sur case noire e5 · cercle blanc sur case blanche f5 · Pion sur case blanche a4 · cercle blanc sur case blanche c4 · Pion blanc sur case noire d4 · Pion blanc sur case blanche e4 · cercle blanc sur case noire a3 · Fou blanc sur case blanche b3 · Pion blanc sur case noire c3 · cercle blanc sur case noire e3 · Cavalier blanc sur case blanche f3 · Pion blanc sur case blanche h3 · croix blanche sur case blanche a2 · Pion blanc sur case noire b2 · Pion blanc sur case noire f2 · Pion blanc sur case blanche g2 · Tour blanche sur case noire a1 · Cavalier blanc sur case blanche b1 · Fou blanc sur case noire c1 · Dame blanche sur case blanche d1 · Tour blanche sur case noire e1 · Roi blanc sur case noire g1 | Tour noire sur case blanche a8 · Fou noir sur case blanche c8 · Dame noire sur case noire d8 · Tour noire sur case blanche e8 · Roi noir sur case blanche g8 · Pion noir sur case noire c7 · Fou noir sur case noire e7 · Pion noir sur case blanche f7 · Pion noir sur case noire g7 · Pion noir sur case blanche a6 · Cavalier noir sur case blanche c6 · Pion noir sur case noire d6 · Cavalier noir sur case noire f6 · Pion noir sur case noire h6 · Pion noir sur case blanche b5 · Pion noir sur case noire e5 · cercle blanc sur case blanche f5 · Pion sur case blanche a4 · cercle blanc sur case blanche c4 · Pion blanc sur case noire d4 · Pion blanc sur case blanche e4 · cercle blanc sur case noire a3 · Fou blanc sur case blanche b3 · Pion blanc sur case noire c3 · cercle blanc sur case noire e3 · Cavalier blanc sur case blanche f3 · Pion blanc sur case blanche h3 · croix blanche sur case blanche a2 · Pion blanc sur case noire b2 · Pion blanc sur case noire f2 · Pion blanc sur case blanche g2 · Tour blanche sur case noire a1 · Cavalier blanc sur case blanche b1 · Fou blanc sur case noire c1 · Dame blanche sur case blanche d1 · Tour blanche sur case noire e1 · Roi blanc sur case noire g1 | Tour noire sur case blanche a8 · Fou noir sur case blanche c8 · Dame noire sur case noire d8 · Tour noire sur case blanche e8 · Roi noir sur case blanche g8 · Pion noir sur case noire c7 · Fou noir sur case noire e7 · Pion noir sur case blanche f7 · Pion noir sur case noire g7 · Pion noir sur case blanche a6 · Cavalier noir sur case blanche c6 · Pion noir sur case noire d6 · Cavalier noir sur case noire f6 · Pion noir sur case noire h6 · Pion noir sur case blanche b5 · Pion noir sur case noire e5 · cercle blanc sur case blanche f5 · Pion sur case blanche a4 · cercle blanc sur case blanche c4 · Pion blanc sur case noire d4 · Pion blanc sur case blanche e4 · cercle blanc sur case noire a3 · Fou blanc sur case blanche b3 · Pion blanc sur case noire c3 · cercle blanc sur case noire e3 · Cavalier blanc sur case blanche f3 · Pion blanc sur case blanche h3 · croix blanche sur case blanche a2 · Pion blanc sur case noire b2 · Pion blanc sur case noire f2 · Pion blanc sur case blanche g2 · Tour blanche sur case noire a1 · Cavalier blanc sur case blanche b1 · Fou blanc sur case noire c1 · Dame blanche sur case blanche d1 · Tour blanche sur case noire e1 · Roi blanc sur case noire g1 | Tour noire sur case blanche a8 · Fou noir sur case blanche c8 · Dame noire sur case noire d8 · Tour noire sur case blanche e8 · Roi noir sur case blanche g8 · Pion noir sur case noire c7 · Fou noir sur case noire e7 · Pion noir sur case blanche f7 · Pion noir sur case noire g7 · Pion noir sur case blanche a6 · Cavalier noir sur case blanche c6 · Pion noir sur case noire d6 · Cavalier noir sur case noire f6 · Pion noir sur case noire h6 · Pion noir sur case blanche b5 · Pion noir sur case noire e5 · cercle blanc sur case blanche f5 · Pion sur case blanche a4 · cercle blanc sur case blanche c4 · Pion blanc sur case noire d4 · Pion blanc sur case blanche e4 · cercle blanc sur case noire a3 · Fou blanc sur case blanche b3 · Pion blanc sur case noire c3 · cercle blanc sur case noire e3 · Cavalier blanc sur case blanche f3 · Pion blanc sur case blanche h3 · croix blanche sur case blanche a2 · Pion blanc sur case noire b2 · Pion blanc sur case noire f2 · Pion blanc sur case blanche g2 · Tour blanche sur case noire a1 · Cavalier blanc sur case blanche b1 · Fou blanc sur case noire c1 · Dame blanche sur case blanche d1 · Tour blanche sur case noire e1 · Roi blanc sur case noire g1 | Tour noire sur case blanche a8 · Fou noir sur case blanche c8 · Dame noire sur case noire d8 · Tour noire sur case blanche e8 · Roi noir sur case blanche g8 · Pion noir sur case noire c7 · Fou noir sur case noire e7 · Pion noir sur case blanche f7 · Pion noir sur case noire g7 · Pion noir sur case blanche a6 · Cavalier noir sur case blanche c6 · Pion noir sur case noire d6 · Cavalier noir sur case noire f6 · Pion noir sur case noire h6 · Pion noir sur case blanche b5 · Pion noir sur case noire e5 · cercle blanc sur case blanche f5 · Pion sur case blanche a4 · cercle blanc sur case blanche c4 · Pion blanc sur case noire d4 · Pion blanc sur case blanche e4 · cercle blanc sur case noire a3 · Fou blanc sur case blanche b3 · Pion blanc sur case noire c3 · cercle blanc sur case noire e3 · Cavalier blanc sur case blanche f3 · Pion blanc sur case blanche h3 · croix blanche sur case blanche a2 · Pion blanc sur case noire b2 · Pion blanc sur case noire f2 · Pion blanc sur case blanche g2 · Tour blanche sur case noire a1 · Cavalier blanc sur case blanche b1 · Fou blanc sur case noire c1 · Dame blanche sur case blanche d1 · Tour blanche sur case noire e1 · Roi blanc sur case noire g1 | Tour noire sur case blanche a8 · Fou noir sur case blanche c8 · Dame noire sur case noire d8 · Tour noire sur case blanche e8 · Roi noir sur case blanche g8 · Pion noir sur case noire c7 · Fou noir sur case noire e7 · Pion noir sur case blanche f7 · Pion noir sur case noire g7 · Pion noir sur case blanche a6 · Cavalier noir sur case blanche c6 · Pion noir sur case noire d6 · Cavalier noir sur case noire f6 · Pion noir sur case noire h6 · Pion noir sur case blanche b5 · Pion noir sur case noire e5 · cercle blanc sur case blanche f5 · Pion sur case blanche a4 · cercle blanc sur case blanche c4 · Pion blanc sur case noire d4 · Pion blanc sur case blanche e4 · cercle blanc sur case noire a3 · Fou blanc sur case blanche b3 · Pion blanc sur case noire c3 · cercle blanc sur case noire e3 · Cavalier blanc sur case blanche f3 · Pion blanc sur case blanche h3 · croix blanche sur case blanche a2 · Pion blanc sur case noire b2 · Pion blanc sur case noire f2 · Pion blanc sur case blanche g2 · Tour blanche sur case noire a1 · Cavalier blanc sur case blanche b1 · Fou blanc sur case noire c1 · Dame blanche sur case blanche d1 · Tour blanche sur case noire e1 · Roi blanc sur case noire g1 | Tour noire sur case blanche a8 · Fou noir sur case blanche c8 · Dame noire sur case noire d8 · Tour noire sur case blanche e8 · Roi noir sur case blanche g8 · Pion noir sur case noire c7 · Fou noir sur case noire e7 · Pion noir sur case blanche f7 · Pion noir sur case noire g7 · Pion noir sur case blanche a6 · Cavalier noir sur case blanche c6 · Pion noir sur case noire d6 · Cavalier noir sur case noire f6 · Pion noir sur case noire h6 · Pion noir sur case blanche b5 · Pion noir sur case noire e5 · cercle blanc sur case blanche f5 · Pion sur case blanche a4 · cercle blanc sur case blanche c4 · Pion blanc sur case noire d4 · Pion blanc sur case blanche e4 · cercle blanc sur case noire a3 · Fou blanc sur case blanche b3 · Pion blanc sur case noire c3 · cercle blanc sur case noire e3 · Cavalier blanc sur case blanche f3 · Pion blanc sur case blanche h3 · croix blanche sur case blanche a2 · Pion blanc sur case noire b2 · Pion blanc sur case noire f2 · Pion blanc sur case blanche g2 · Tour blanche sur case noire a1 · Cavalier blanc sur case blanche b1 · Fou blanc sur case noire c1 · Dame blanche sur case blanche d1 · Tour blanche sur case noire e1 · Roi blanc sur case noire g1 | 1 |
|   | a | b | c | d | e | f | g | h |   |

Alexeï Shirov - Alexander Beliavsky, Berlin 1996
1. e4 e5 2. Cf3 Cc6 3. Fb5 a6 4. Fa4 Cf6 5. O-O Fe7 6. Te1 b5 7. Fb3 d6 8. c3 O-O 9. h3 h6 {variante Smyslov}10. d4 Te8 11. a4 {attaque de la chaîne de pions de l’aile dame} Fd7 12. axb5 axb5 13. Txa8 Dxa8
14. Ca3 {pour ne pas bloquer le fou c1} Db7 15. Dd3 b4 16. cxb4 Cxb4 17. Dd1 Cc6 18. dxe5 Cxe5 19. Cxe5 dxe5 20. Dc2 Fb4 21. Td1 Fe6 22. Fxe6 Txe6 23. f3 Db6+ 24. Rh2 Fc5 25. Cc4 Da7 26. De2 Fd4 27. Ce3 c5 
28. Cf5 {case d’attaque du roque par le cavalier} Da4 29. De1 Rh7 30. Td3 Dc2 31. Dd2 Db1 32. Ta3 Ce8 33. Ta7 Cd6 34. Ce3 c4 35. Ta4 Te8 36. Dc2 Dxc2 37. Cxc2 Fc5
38. Fd2 {développement tardif du fou} Tb8 39. Fc3 f6 40. Cb4 Tb7 41. Cd5 Ta7 42. Txa7 Fxa7 43. g4 Cb5 44. Rg2 Rg8 45. h4 Rf7 46. h5 Fc5 47. f4 exf4 1/2-1/2